# Talavera de la Reina
Talavera de la Reina es un municipio y ciudad española de la provincia de Toledo, en la comunidad autónoma de Castilla-La Mancha. Ubicada al noroeste de la comunidad autónoma, la ciudad propiamente dicha se extiende por la margen derecha del río Tajo, a unos 4 km al oeste de la desembocadura del río Alberche, que también se encuentra dentro del término municipal.
Con 84 738 habitantes (INE 2024), es el segundo municipio más poblado de la provincia y el cuarto de la comunidad autónoma tras Albacete, Guadalajara y Toledo.
Es el centro de un área funcional urbana ubicada en el occidente de la provincia de Toledo. Atrae también en el ámbito económico y de servicios a localidades del valle del Tiétar —en el sur de la provincia de Ávila— y del nordeste de Extremadura. Talavera de la Reina es cabeza de uno de los partidos judiciales más poblados de la provincia.
Ya no se encuentra integrada dentro de la Ley de Medidas para la Modernización del Gobierno Local, más conocida como Ley de Grandes Ciudades de España (Ley 57/2003, de 16 de diciembre).
Entre las fiestas celebradas en la ciudad destaca la de Las Mondas, pervivencia cristianizada de la fiesta primaveral romana en la que se rendía culto a Ceres, diosa de la agricultura.
El añadido al nombre de la ciudad —«de la Reina»— se remonta al 24 de junio de 1328, fecha en la que el rey Alfonso XI de Castilla a los diecisiete años de edad contrajo matrimonio con su prima de quince, María de Portugal y le regaló entre otras cosas esta ciudad. Durante el período de la Segunda República esta denominación se modificó y pasó a apellidarse «del Tajo».
Su elemento físico más característico es el río Tajo, barrera geográfica que en el pasado solo podía ser salvada en escasos lugares. En uno de ellos se levantó la fortificación defensiva que supuso el origen de lo que actualmente es su espacio urbano.

## Toponimia
Tito Livio, a propósito de Quinto Fulvio Flaco, quien en 181 a. C. hubo de hacer frente a una coalición de pueblos de la región, y Plinio el Viejo (Nh., 4.118) mencionando el gentilicio de sus habitantes, se refieren a Caesarobriga, ciudad estipendiaria de la Lusitania. De la raigambre prerromana sugerida por el sufijo céltico en -briga se conoce poco. Se sabe que fuentes medievales árabes citan el lugar de Talabira —que corresponde a un topónimo también de raíz céltica, del tipo de Talabara o de Talabriga, asociable además al nombre de una Ebora que está por la misma zona— que aparece en una descripción geográfica de la mitad del siglo X y en las crónicas antiguas se nombra en 713, momento de la expansión y conquista árabe de la península ibérica. En el Cronicón Emilianense, del año 883, aparece Talabayra, antigua sede episcopal dentro de la provincia de Lusitania. En el libro Descripción de España de Xerif Aledris, en 1153, se nombra Talbira.
La etimología del topónimo es confusa y, por consiguiente, objeto de especulaciones e hipótesis. Existen diversas teorías sobre la procedencia del nombre de la población. Según algunos, el vocablo Talavera se compone de Tala —pueblo— y Libura, ciudad carpetana mencionada por Ptolomeo que posteriormente se cita como Talabura. Otros afirman que es la unión de Tala —ciudad— con Vera, comarca vecina del noreste de Cáceres al pie de la sierra de Gredos. La argumentación más plausible es la que se refiere al río Tajo, situando el nombre de Talavera como primitivo hidrónimo. Aunque hay distintas propuestas etimológicas, todo señala a que Talavera tenga su étimo en el antiguo topónimo prerromano Talabara, que se puede interpretar como «frente a, junto a Bara». Ese Bara quizás sea en origen el nombre del río, que denomina a la población por la que pasa.
Los topónimos con las formas Tala o sus derivados son primariamente hidrónimos por tres razones: la alta proporción de ocasiones en que efectivamente lo son, la frecuencia con que los otros están a orillas de cursos fluviales —sería el caso— y además porque los sufijos utilizados en esas palabras son característicos de la hidronimia paleoeuropea. Así, E. Bascuas ha interpretado este topónimo como derivado de la base paleoeuropea *tal-, derivada de la raíz hidronímica indoeuropea *tā- «derretirse, fluir».
En cuanto al distintivo «de la Reina», este data de la Edad Media, tras la concesión en 1328 de la ciudad por parte del rey Alfonso XI a su consorte María de Portugal como regalo de boda.

### Ciudades homónimas
- Talavera la Nueva
- Talavera la Real
- Talavera la Vieja
- Talavera (Lérida)
- Talavera de la Reyna
- Talavera (Oklahoma)
- Talavera (Filipinas)

## Geografía
El término municipal de Talavera ocupa una extensión de 185,83 km². Su altitud es de 371 m sobre el nivel del mar. Se encuentra representado en las hojas 601, 602, 626 y 627 del Mapa Topográfico Nacional. Se incluye dentro de las siguientes coordenadas: latitud: 39°57′30″ N, longitud: 4°49′58″ O. Limita con los próximos municipios de la provincia de Toledo: al norte con Mejorada, Segurilla y Pepino, al noreste con Cazalegas, al este con Lucillos y Montearagón, al sureste con La Pueblanueva, al sur con Las Herencias, al suroeste con Calera y Chozas y al noroeste con Velada. Se halla a 71,17 km, 81,4 km por carretera, 1 h 4 min de Toledo, 109.03 km, 128 km por carretera, 1 h 29 min de Madrid, 78,73 km, 119 km por carretera, 1 h 46 min de Ávila, 35,01 km, 44,4 km por carretera, 42 min de Arenas de San Pedro, 107,42 km, 123 km por carretera, 1 h 18 min de Plasencia y a 61,22 km, 69,2 km por carretera, 46 min de Navalmoral de la Mata.
| Noroeste: Velada          | Norte: Mejorada, Segurilla y Pepino | Nordeste: Cazalegas          |
| Oeste: Calera y Chozas    |                                     | Este: Lucillos y Montearagón |
| Suroeste: Calera y Chozas | Sur: Las Herencias                  | Sureste: La Pueblanueva      |

Extensión del término municipal dentro de la provincia de Toledo

La localidad está situada en la margen derecha del río Tajo, en un valle flanqueado en el norte por las modestas elevaciones montañosas históricamente denominadas El Berrocal, que alcanzan su cota más alta en La Atalaya de Malojo (585 metros). Aparte de su núcleo central, el municipio cuenta con tres EATIMs: El Casar de Talavera, Gamonal y Talavera la Nueva conocida popularmente como «Talaverilla», además de otros barrios fuera del casco urbano como el barrio de Santa María, el barrio de Patrocinio de San José y la colonia Nuestra Señora del Prado. La altitud del municipio oscila entre los 585 metros (Atalaya de Malojo) y los 355 metros a orillas del río Tajo. La ciudad se alza a 367 metros sobre el nivel del mar.

### Geomorfología
La fosa tectónica del Tajo ha configurado un amplio valle entre los macizos montañosos de la sierra de Gredos y los Montes de Toledo, donde se encuentra Talavera y es además uno de los pasillos naturales de comunicación con el corredor peninsular este-oeste. Las terrazas del río constituyen suelos muy fértiles, lo que ha propiciado el desarrollo de las actividades agrícola, ganadera y comercial desde épocas remotas.

### Hidrografía

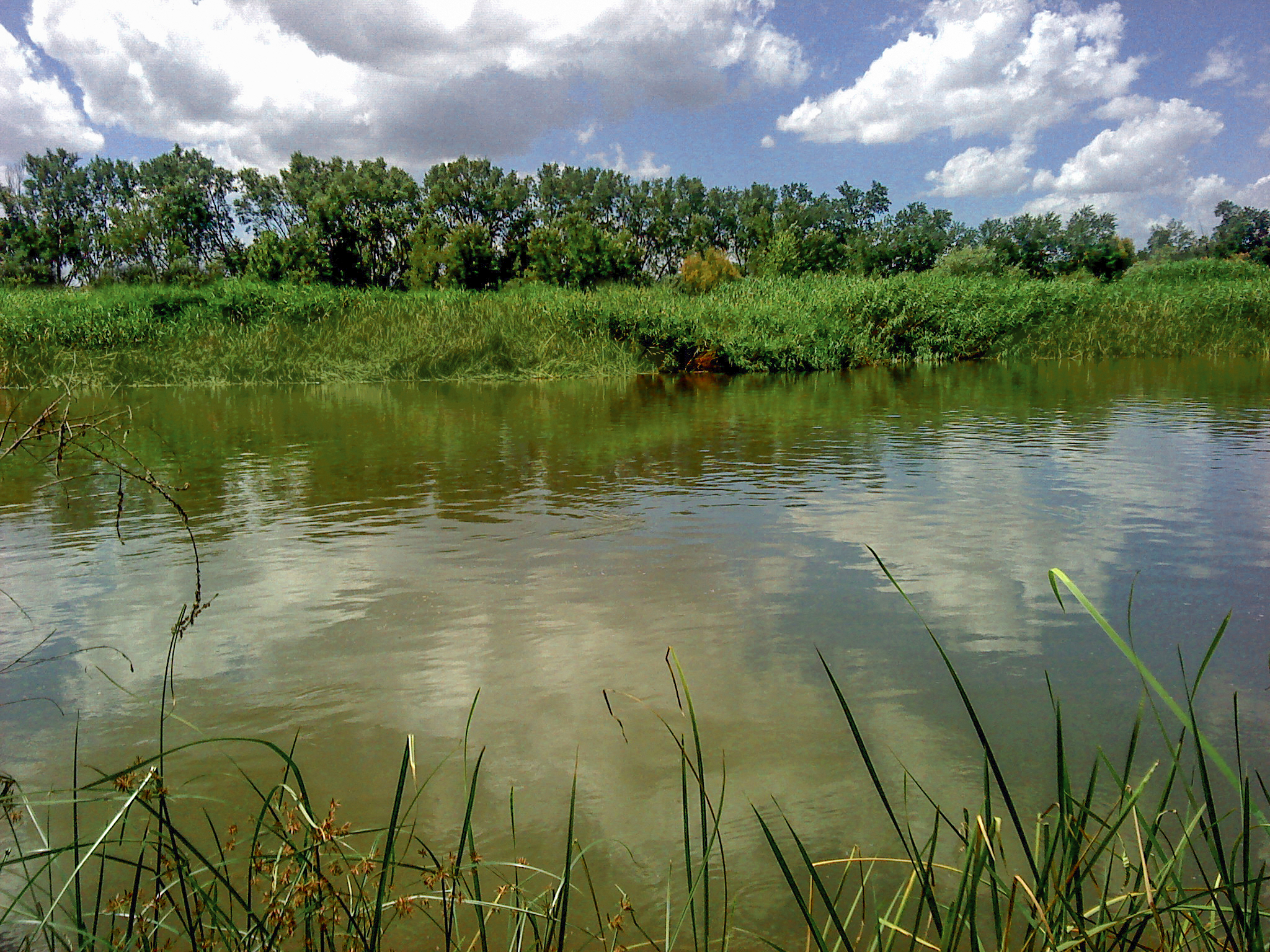
Río Tajo a su paso por Talavera

Situada en el límite de la Meseta Central, donde termina el extremo occidental de la Submeseta Sur y comienza la penillanura extremeña, la ciudad se asienta sobre una terraza fluvial del río Tajo, en un ensanche del mismo debido a la desembocadura en su margen derecha del río Alberche, que confluye con el Tajo 4 km al este dentro de su término municipal, y de varios afluentes menores como el arroyo de las Parras o Cordera, el arroyo Papacochinos, el arroyo Berrenchín, el arroyo de La Portiña, el arroyo Bárrago, el arroyo Baladiez, Baladiel o Albaladiel y el arroyo Merdancho. Todos ellos reciben vertidos de aguas residuales en su municipio o en los vecinos. Los que atraviesan el área urbana se han entubado e incorporado a la red de aguas residuales y como corolario su confluencia con el Tajo ya no es tal. Las aguas del río reciben vertidos urbanos e industriales y resultan inadecuadas para el consumo y el baño; su calidad después de admitir los aportes contaminantes de los sistemas de drenaje de Madrid sufre un fuerte efecto de deposición en el embalse de Castrejón y mejora gracias al proceso autodepurativo a la altura de Talavera, aunque en todo caso los valores del agua certifican su contaminación.
El caudal ha descendido un 40,2 % a lo largo del siglo pasado y durante este a causa de infraestructuras desarrolladas aguas arriba: embalses y trasvases. El riesgo de inundaciones se considera bajo, ya que en el período 1674-1978 figuran registradas un total de 13 avenidas. El río forma un estuario que en el medievo llega hasta su muralla, como queda demostrado en varios grabados antiguos. Todo el frente del área urbana ha sufrido modificaciones por aportaciones de tierras y escombros, transformando el margen natural del cauce en el que, entre otras, destacan dos islas principales, actualmente sin acceso público —en el pasado puentes de madera comunican las islas del Tajo— mediante rampas o puentes: la Isla del Molino, de los Molinos de Arriba, del Paloduz o del Chamelo, «protegida como espacio natural por su riqueza biológica» y la Isla Grande, del Molino de La Milagrosa, de los Molinos de Abajo o del Paredón de los Frailes. La Isla del Chamelo no es una formación enteramente natural, su perfil es consecuencia de una canalización de 2 km de longitud habilitada para conducir el caudal hasta la antigua central hidroeléctrica Virgen del Pilar —edificio de tres plantas situado sobre el río Tajo a la altura del puente romano, patrimonio público talaverano que contiene maquinaria antigua y se quiere destinar a Museo Nacional del Agua e incluye una parcela de 2350 metros— fuera de servicio desde 2001. El azud que se extiende desde el extremo oriental de la isla hasta la margen derecha del Tajo, junto a la Central Hidroeléctrica de Palomarejos próxima al Puente de Castilla-La Mancha, influye en el nivel de las aguas y provoca que la rodeen. De igual modo el azud de la Isla Grande provoca cambios en la configuración de las riberas. Una parte muy considerable de ambas islas ha sido roturada, introduciendo en su lugar alineaciones de chopos híbridos clónicos (populus x euramericana) y desterrando la vegetación riparia original, aunque en sus zonas periféricas quedan estrechas franjas y algunas manchas de ésta relativamente bien conservadas.

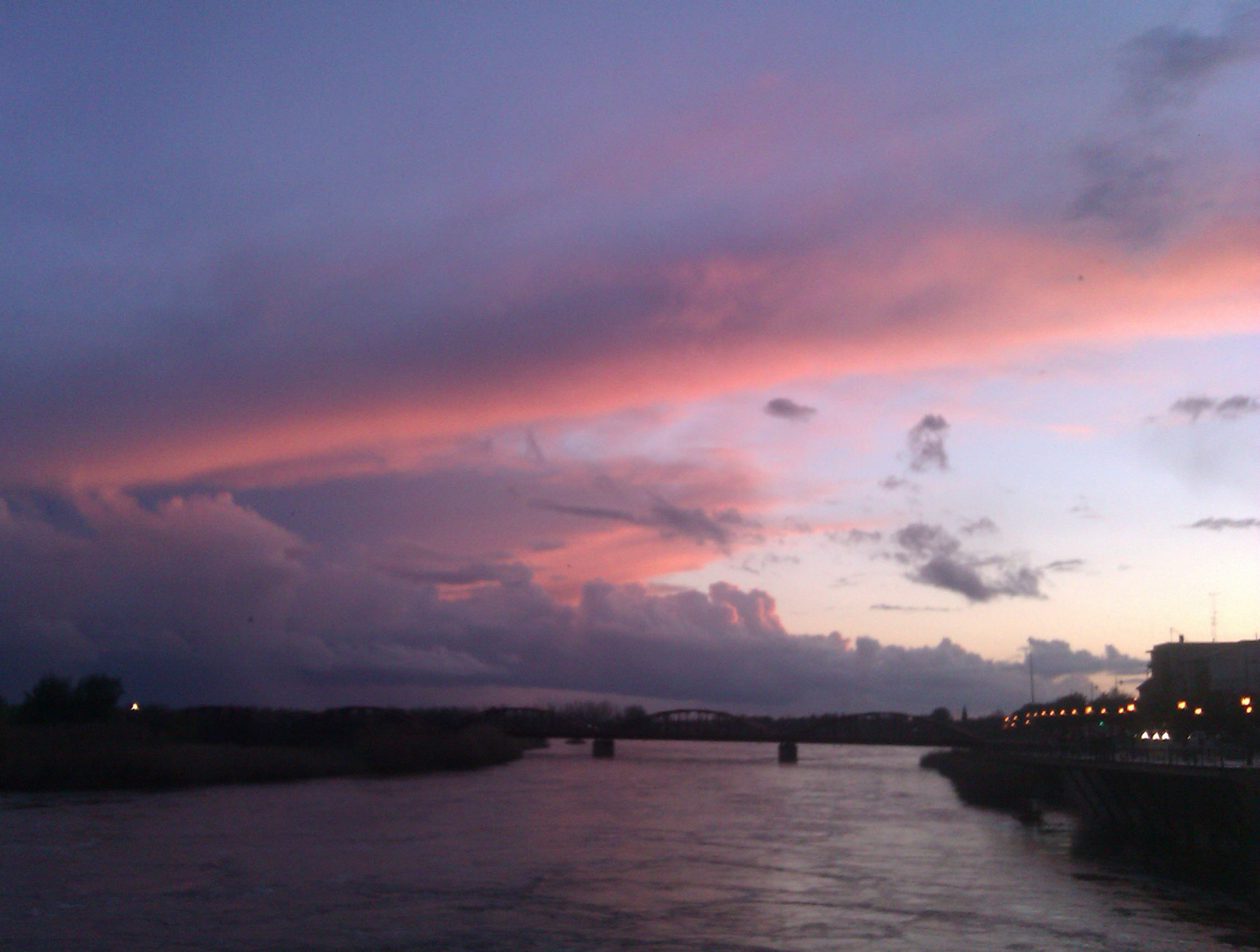
Río Tajo a su paso por Talavera

Las riberas han sufrido una fuerte degradación paisajística, desapareciendo algunos arenales debido a la extracción de áridos incontrolados. Se mantienen determinadas zonas de vegetación que por su valor es necesario conservar: el delta del arroyo Bárrago y una porción del Soto de Entrambosríos. Durante los años 2009 y 2011 se originan distintos incendios en varias islas.
Existen barranqueras en la margen izquierda con arroyos temporales que únicamente llevan agua después de producirse fuertes precipitaciones. Entre estos se encuentran el arroyo Chascoso y su afluente el barranco de las Parras, el barranco de Maricantillo y su afluente el barranco de Valdeplatas y el arroyo de Lientes con sus afluentes el arroyo de Valgrande, el arroyo de Valdeparras, el barranco de la Caso y el arroyo de las Almagregas.
Puentes urbanos
La ciudad está fragmentada en dos por el río, concentrándose la mayor parte de la población talaverana en la zona norte —el núcleo urbano propiamente dicho— que se encuentra en su margen derecha, unida a los pocos barrios del sur de su margen izquierda por cuatro puentes:
- Puente Viejo de Talavera de la Reina, o de Santa Catalina, llamado popularmente como Puente de los mil remiendos, [61] —llamado erróneamente romano—[62] está considerado el más antiguo de los que hay en Talavera.[63] Solo una muy pequeña parte de él, bajo la cimentación, y cubierta por las aguas —lo que ha dificultado su estudio— en las 3-4 pilas de su primer tramo, además de otros vestigios en el cauce del río, según algunos investigadores puede ser de origen romano, aunque otros indican lo contrario. [64][65] Esos restos quedan a la vista durante el verano de 1990 a causa de un descenso del nivel de las aguas.[65] Se hallan entonces unas estructuras que forman parte de la cimentación de pilas y tajamares de un antiguo puente de que estiman de factura romana y sigue una dirección diferente —desviándose a un lado de la de este puente viejo que es de origen árabe medieval— y se sirve de las distintas islas para edificar buena parte de sus pilas.[65] Se cree que ese paso ya es frecuentado en épocas prerromanas.[66] Este Puente Viejo ha sido reformado en varias ocasiones,[63] en 1483 el cardenal Pedro González de Mendoza ordena su reconstrucción, dirigiendo las obras el jerónimo Fray Pedro de los Molinos,[67] responsable de su aspecto actual. Su última restauración se lleva a cabo en 2002.[63] El 23 de marzo de 2025 unas lluvias persistentes hacen que el río Tajo adquiera un nivel tal derrumba unos cuantos ojo del puente, siendo esta la última de las muchas veces que el Tajo lo ha dañado.

- Puente Reina Sofía. El Puente de Hierro, hoy denominado Reina Sofía, comienza a construirse en 1901,[68] aunque la obra se mantiene casi paralizada hasta 1904 por problemas en la fundación de los estribos del puente, según el proyecto que realiza el ingeniero Emilio Martínez y Sánchez Gijón en 1897, basándose en otro anterior del año 1879 —que queda aparcado— de Emilio de Grondona, ingeniero del Cuerpo de Caminos, Canales y Puertos.[69] Los proyectos son reformados por el ingeniero Luis Barber, que resuelve las dificultades presentadas.[70] La obra se adjudica en 1899 a la Sociedad Metalúrgica Duro Felguera, empresa asturiana que se encarga de la parte metálica, y las obras de albañilería a Félix Forero, constructor talaverano.[71] Mide 426 metros de longitud y se sustenta en dos estribos y nueve pilas intermedias, que conforman 10 tramos de hierro y acero de 41 metros de luz[71] totalmente roblonados. Este puente metálico supone la aplicación de los principios constructivos surgidos de la Revolución Industrial.[72] Se inaugura el 25 de octubre de 1908 y en 1994 se lleva a cabo su restauración y es bautizado como Puente Reina Sofía.[73] Conserva sus farolas de época.[74]

- Puente del Príncipe Felipe. Después de las pruebas de resistencia llevadas a cabo los días 4, 5 y 6 para las que se utilizan 10 camiones con una carga total de 300 toneladas, obteniendo resultados satisfactorios, el 12 de julio de 1973, Gonzalo Fernández de la Mora, ministro de Obras Públicas, inaugura este puente sobre el Tajo anticipando el servicio 6 meses antes del plazo previsto. Tras el acto oficial y hasta la medianoche, muchos talaveranos, a pie o en sus vehículos particulares, hacen su inauguración personal paseando y admirando la nueva perspectiva de la ciudad. El Puente Nuevo se construye para eliminar las colas de coches y camiones que se forman diariamente a la entrada del Puente de Hierro, anticuado para la circulación rodada e insuficiente en capacidad de tráfico y resistencia a las cargas. Consta de una plataforma amplia, 19 metros de ancho, dos calzadas separadas de dos carriles cada una y andenes para los peatones. Es de gran longitud, 805 metros en 38 tramos de hormigón pretensado con luces de entre 31 y 8 metros. Los accesos suman una longitud de 790 metros. La construcción del puente comienza el 25 de marzo de 1970.[75]

- Puente de Castilla-La Mancha. Es una de las infraestructuras en las que se basa el futuro desarrollo de Talavera, junto a la variante suroeste y la llegada del AVE. Permite cruzar el río por la zona sureste y forma parte de la Ronda del Tajo, 4 kilómetros de longitud que conectarán la antigua N-V con la N-502 dirección Alcaudete de la Jara. Desde esta última vía partirá la circunvalación suroeste, prevista por el Ministerio de Fomento, que conectará con la carretera de Ávila, permitiendo sacar de Talavera todo el tráfico de paso que entorpece la circulación habitual de la ciudad. Es el puente más alto de España, con un pilono de 192 metros, incluido su mirador. Su longitud de 740 metros más 318 del vano atirantado es la mayor a nivel nacional y la segunda de Europa, detrás del puente de Normandía. Además es el más ancho del país, con 36 metros, y el de mayor luz con pilono. Entre sus tirantas suman 33 kilómetros, la distancia que hay entre Talavera y Oropesa. Desde su mirador panorámico se divisan vistas de 150-200 kilómetros a la redonda. Tiene dos calzadas con dos carriles separadas por una mediana, acera peatonal en su margen derecha y acera con carril bici en la izquierda. Se abre al tráfico el 17 de octubre de 2011.[76]

Otros puentes
El Tajo, tercer río más caudaloso y el más largo de la península ibérica, es el elemento estructurador del territorio sobre el que se asienta el municipio y gracias a él se puede entender su desarrollo económico a lo largo de la historia. Su ribera a su paso por Talavera se encuentra entre los 4°49′ y los 4°51′ de longitud oeste y entre los 39°56′30″ y los 39°57′30″ de latitud norte, con una altitud sobre el nivel del mar de 371 metros. Ocupa una ancha vega y se encuentra en su curso medio, con un régimen de marcado carácter pluvial debido a las aportaciones de los afluentes que proceden del Sistema Central, sobre todo de los de su margen derecha, como el Alberche, afluente fundamental que le proporciona un considerable caudal y en su sector final tiene una dirección noroeste-suroeste, el total de su cuenca drenada supone una superficie de 702 km² y su aportación es de 857,4 hm³/año, aunque el Tajo cuenta ya con valores elevados, 5414,6 hm³ antes del Gévalo. Anteriormente a su desembocadura en el Tajo el río Alberche es salvado por dos puentes:
- Puente Viejo del río Alberche. Las primeras referencias históricas sobre este puente aparecen en el siglo XV, por lo que asignarle la romanidad es complicado.[79] En la actualidad se encuentra en estado de ruina, conservándose en total veintidós pilas además de dos estribos en los extremos.[79] Quedan en pie tres ojos del sector este del río.[79] Las pilas están en su mayoría recrecidas por sucesivas restauraciones de distintas épocas, distinguiéndose sus partes de origen medieval, en mampostería o sillería y las obras de ladrillo, incluida la que se realiza en 1920, fecha de su última restauración.[79] En la Baja Edad Media su estado y mantenimiento son una preocupación constante, el puente tiene vigas y pasarelas de madera para facilitar el paso en épocas en que sus arcos caen derruidos[79] y es ruta obligada para viajeros y caminantes que se dirigen desde Toledo o Madrid hacia Extremadura; el ganado trashumante de la Mesta procedente de Escalona lo atraviesa y pasa después por el puente del Tajo.[79] Diferentes colectivos ciudadanos, entre ellos el Colectivo de Investigación Histórica Arrabal, han propuesto en sucesivas ocasiones su restauración.[80]
- Puente del arroyo Bárrago. Utilizando el término que se aplica en el siglo XVI, a este pontón le faltan referencias documentales.[79] El único elemento disponible para enmarcarlo cronológicamente es una labra heráldica que corresponde al cardenal Juan Pardo Tavera, arzobispo toledano (1534-1545) y señor de la villa de Talavera, que se encuentra en el centro de su pretil y se extrae hace varias décadas.[79] En la actualidad se conserva adosada al muro de los escudos de la basílica de Nuestra Señora del Prado.[79] Sus trazas y aspecto constructivo posiblemente corresponden a las últimas décadas del siglo XV y guardan relación con las reformas y mejoras de la infraestructura urbana que realiza el ya mencionado cardenal Pedro González de Mendoza.[79] La actuación de Tavera puede ser posterior.[79] Se sitúa en el antiguo camino real a Guadalupe, que parte de Talavera en dirección sudoeste y discurre paralelo al río hacia el lugar de Calera y a continuación a la Villafranca del Puente del Arzobispo.[79] Este puente tiene una gran importancia geoestratégica como nexo de comunicación en la Baja Edad Media y además con esta obra se salva un paso peligroso en las épocas de mayores lluvias cuando se desborda el arroyo Bárrago.[79]

Captación de aguas
El agua bruta se capta mediante sistemas de bombeo que controlan la cantidad que se suministra a distintas plantas. Existen dos suministros de agua superficial —desde el embalse de La Portiña y el de Cazalegas — y uno de emergencia en Valdefuentes.

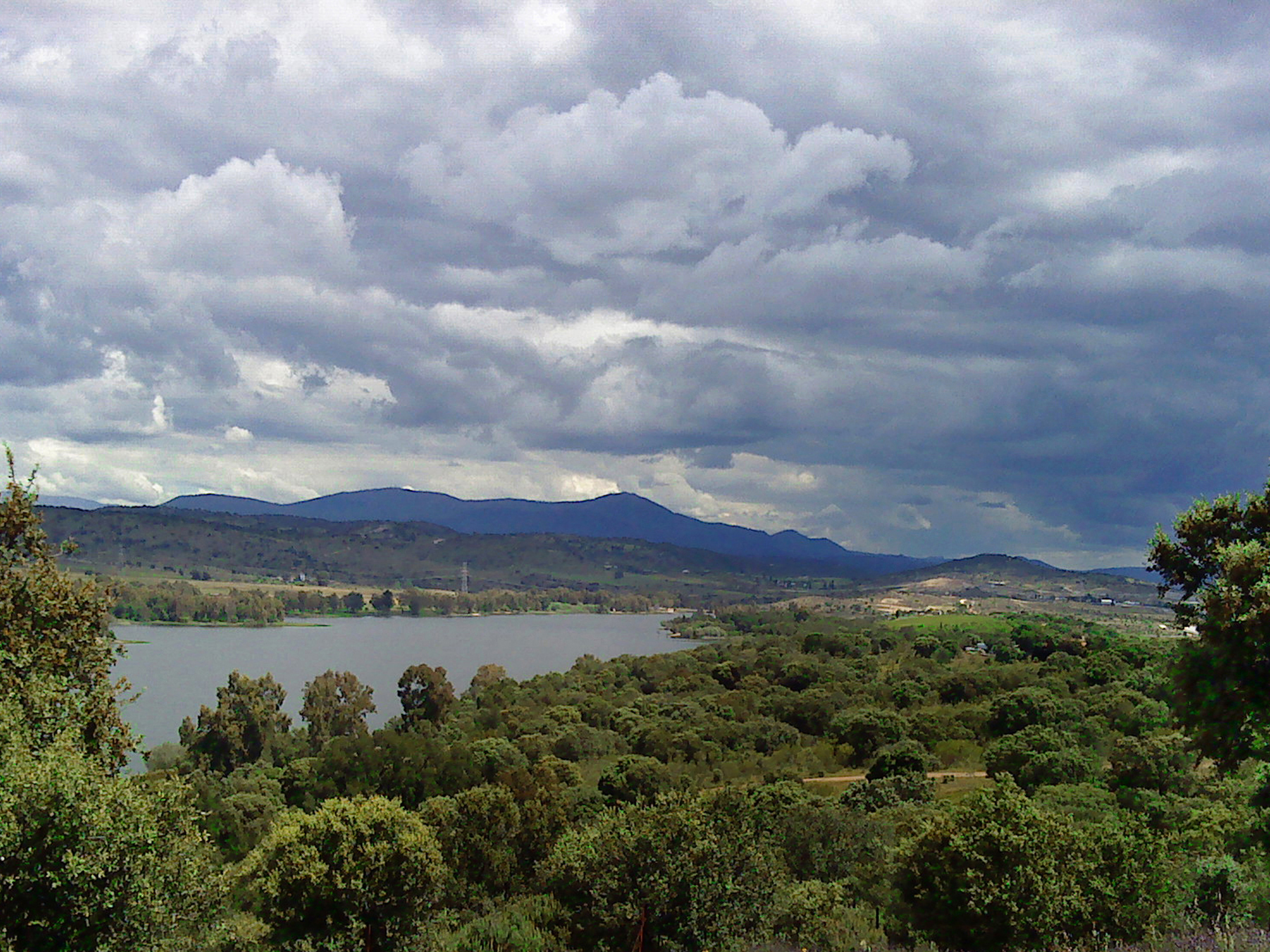
Embalse de la Portiña

- Embalse de La Portiña (véase Arroyo de La Portiña). Se trata de un embalse de abastecimiento de agua potable situado a 3 km al norte de la ciudad de Talavera.[81] Sus aprovechamientos secundarios recreativoas están restringidos: caza y pesca, baños y natación, navegación deportiva a remo o vela y navegación deportiva a motor.[81] Las restricciones se justifican por la necesidad de impedir la contaminación de las aguas con destino al abastecimiento de la población.[81] El embalse de La Portiña se termina de construir en el año 1947, tiene una superficie de 88 ha y cuenta con una capacidad de 5,0 hm³.[82] Sus aguas son conducidas por dos tuberías independientes de (O 500 Y 400 mm respectivamente y una longitud de aproximadamente 2000 m hasta la ETAP: Estación de Tratamiento de Agua Potable.[45] El agua embalsada en esta presa es de 2 hm³,[82] se regula continuamente, debiendo tener siempre una capacidad de almacenamiento comprendido entre los 411,50 y los 410,50 m.[45] La cota no debe descender de 410,50 m.[45] Para el mantenimiento mínimo se cuenta con un bombeo que eleva el agua procedente del embalse de Cazalegas.[45]
- Embalse de Cazalegas. El embalse de Cazalegas se encuentra en el río Alberche a una distancia de 14 km de la ETAP: Estación de Tratamiento de Agua Potable. El agua es conducida a través de una tubería de (O 1440 mm. Su capacidad actual es de 9,0 hm³.
- Captación de emergencia en Valdefuentes. En el caso de que se diera una supuesta avería por limpieza de la conducción existe una toma directa del canal de riego procedente también del embalse de Cazalegas. Consiste en una compuerta vertical de accionamiento manual que comunica el canal y la cámara de bombeo de agua bruta.

Aguas residuales
Existe una EDAR: Estación Depuradora de Aguas Residuales que depura las aguas residuales procedentes de la ciudad de Talavera de la Reina y de la EATIM de Talavera la Nueva. Esta EDAR talaverana que está diseñada para el tratamiento de un caudal medio de 34 500 m³/día se verá mejorada, pues se llevarán a cabo obras de modernización que permitirán aumentar el caudal a 49 315 m³/día.
Canales y acequias
La red de acequias con las que cuenta el municipio tiene una arteria principal, el Canal Bajo del Alberche. Este se encuentra situado a unos 3 km de distancia al norte de la ciudad y discurre en dirección estenordeste a oeste-suroeste, con una trayectoria que va desde la presa del embalse de Cazalegas al embalse de Azután, que tiene 37 km de longitud, con secciones que pueden transportar un caudal máximo de 9 m³ por segundo y mínimo de 0,5.
Balsas
Las balsas que se encuentran dentro del término municipal suelen ser muy pequeñas y su superficie no llega a alcanzar la hectárea. Estas balsas de origen artificial son empleadas como abrevaderos para el ganado y se distribuyen sobre todo en las zonas adehesadas de los sectores oeste y noroeste del municipio.
Recuperación de riberas

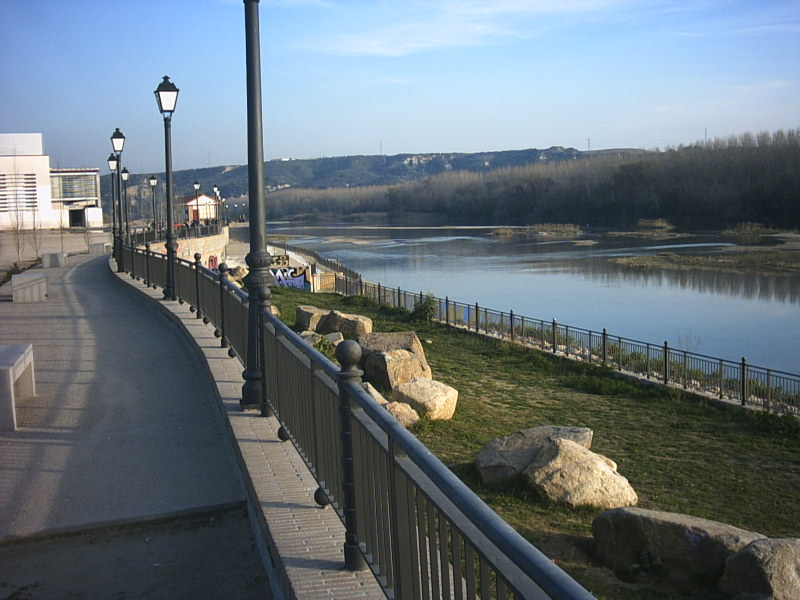
Ribera del Tajo a su paso por Talavera de la Reina

En los dos últimos siglos el río soporta la pérdida de su caudal, el descenso del nivel de las aguas, que llegan cada vez en peores condiciones y la degradación de sus márgenes.
Entre los años 2000-2002, como parte de una actuación urbanística —no ambiental— de canalización, Plan de Recuperación de Riberas del río Tajo a su paso por Talavera, se llevan a cabo las obras de ordenación hidráulica cuyo objetivo principal es la construcción de dos muros de protección en ambas márgenes para prevenir posibles inundaciones y la recuperación del Puente Viejo. Esta obra no permite a los talaveranos la interacción y el contacto directo con la orilla del río, con el agua.
En 2011 la Plataforma en Defensa de los ríos Tajo y Alberche presenta un documento, que el Ayuntamiento de Talavera asimila y asume como propio, basándose en las conclusiones que se desprenden de un estudio sobre el corredor fluvial en torno a la cuenca media del río Tajo, elaborado por el Foro Civitas Nova en coordinación con un equipo multidisciplinar de la Universidad de Harvard dirigido por los catedráticos Carl Steinitz y Christian Werthmann, que resulta premiado en 2008 por la American Society of Landscape Architects, en el que se propone una actuación sobre 250 hectáreas entre el Puente del río Alberche y el Puente Nuevo o del Príncipe para convertirlas en un parque natural periurbano, un espacio donde deberá restituirse el bosque de ribera original degradado y recuperar la playa de Los Arenales, con agua apta para el baño y navegable, que además cuente con carril bici e instalaciones deportivas, paseos y lugares de uso peatonal, escenarios y auditorios al aire libre, restaurantes y cafeterías.

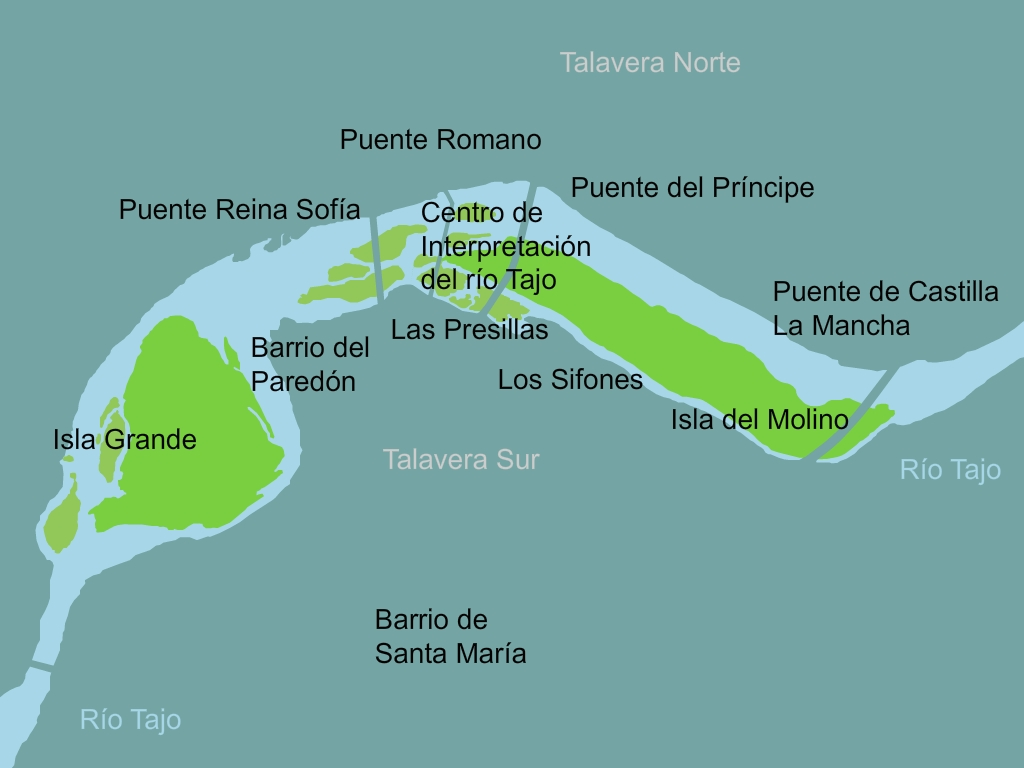
Islas fluviales

El documento de la Plataforma sirve como base del anteproyecto técnico constructivo y medioambiental para la recuperación e integración urbana de los ríos Tajo y Alberche y de sus riberas en la ciudad de Talavera realizado por el estudio de arquitectura Burgos & Garrido, responsable de otros proyectos similares vinculados a ríos, como el de la ciudad de Toledo para la integración del río Tajo y el de la ciudad de Madrid para la recuperación del parque lineal del río Manzanares.
A pesar de existir en la sociedad actual una conciencia medioambiental generalizada y un interés por obtener una calidad de vida aceptable, lo cierto es que a día de hoy aún no se ha aprobado el Plan de Cuenca para la gestión del río Tajo, se incumplen las normativas medioambientales sobre el caudal mínimo que debe llevar y el Ministerio de Agricultura, Alimentación y Medio Ambiente dirigido por Miguel Arias Cañete sigue defendiendo el mantenimiento del trasvase Tajo-Segura que traslada el agua limpia al Levante.
En 2012 la Plataforma en Defensa de los ríos Tajo y Alberche, con el apoyo de Izquierda Unida Castilla-La Mancha, se desplaza hasta la sede del Parlamento Europeo en Bruselas llevando una queja sobre la problemática y las circunstancias por las que atraviesa el río. La Unión Europea admite a trámite esta queja e investigará la situación del Tajo. Además la Plataforma exige la instalación de las estaciones de aforo para impedir que se sigan falseando los datos del caudal, lamenta la actitud del actual alcalde, solicita retomar el proyecto de recuperación de riberas, se muestra conforme porque la Unión Europea va a tutelar el proceso de aprobación del Plan de Cuenca que debe basarse en la Directiva marco del agua y adaptarse a las necesidades de población, industria, desarrollo y medio ambiente, y defiende un caudal de 15 m³/s para el río Tajo y 5 m³/s para el Alberche, por lo que en verano deben circular 20 m³/s m³/s por el Tajo, algo posible ya que por el trasvase circulan 25 o 30 m³/s.

### Clima

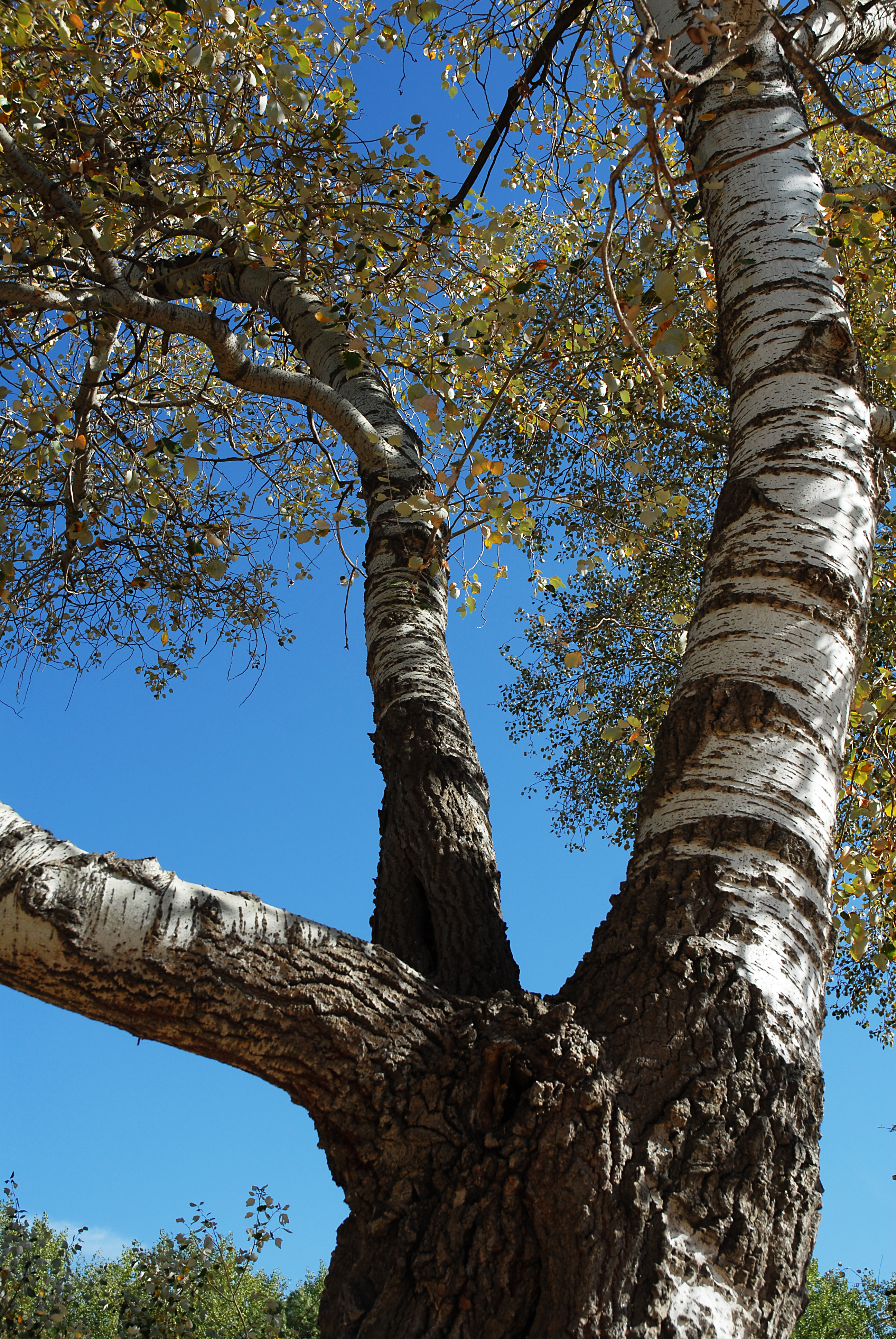
Álamo blanco, árbol vernáculo

La ciudad del Tajo pertenece a la región de clima mediterráneo continentalizado, con inviernos templados y veranos extremadamente calurosos, pero debido a las condiciones edáficas e hidrológicas en su ribera es sustituido por una humedad permanente y anualmente oscilante, favorecida por la capa freática próxima a la superficie del suelo y el contacto directo con la superficie de las aguas, lo que propicia la existencia de los denominados bosques de ribera, bosques galería o sotos —especialmente protegidos en el artículo 10 de la Ley de Conservación de Suelos y Protección de Cubiertas Vegetales Naturales, de 31 de mayo de 1988, de la comunidad autónoma de Castilla-La Mancha— localizados dentro del piso bioclimático mesomediterráneo, de tipo caducifolio y anexos a las vías de drenaje, que se caracterizan por albergar una flora y fauna propia, diferente a la limítrofe, donde la vegetación potencial pertenece a un encinar de la provincia biogeográfica lusoextremadurense, sector toledano-tagano. De acuerdo a los valores tabulados a continuación y a los criterios de clasificación climática de Köppen modificada, el clima de Talavera se cataloga como mediterráneo de tipo Csa (templado con verano cálido y seco). Los inviernos son templados con frecuentes bancos de niebla. La evapotranspiración potencial es de 832 mm.
| Parámetros climáticos promedio de Talavera | Parámetros climáticos promedio de Talavera | Parámetros climáticos promedio de Talavera | Parámetros climáticos promedio de Talavera | Parámetros climáticos promedio de Talavera | Parámetros climáticos promedio de Talavera | Parámetros climáticos promedio de Talavera | Parámetros climáticos promedio de Talavera | Parámetros climáticos promedio de Talavera | Parámetros climáticos promedio de Talavera | Parámetros climáticos promedio de Talavera | Parámetros climáticos promedio de Talavera | Parámetros climáticos promedio de Talavera | Parámetros climáticos promedio de Talavera |
| Mes | Ene.                                       | Feb.                                       | Mar.                                       | Abr.                                       | May.                                       | Jun.                                       | Jul.                                       | Ago.                                       | Sep.                                       | Oct.                                       | Nov.                                       | Dic.                                       | Anual                                      |
| --- | ------------------------------------------ | ------------------------------------------ | ------------------------------------------ | ------------------------------------------ | ------------------------------------------ | ------------------------------------------ | ------------------------------------------ | ------------------------------------------ | ------------------------------------------ | ------------------------------------------ | ------------------------------------------ | ------------------------------------------ | ------------------------------------------ |
| Temp. media (°C) | 6.6                                        | 8.0                                        | 10.4                                       | 13.3                                       | 16.9                                       | 22.0                                       | 25.4                                       | 24.6                                       | 21.3                                       | 16.1                                       | 10.1                                       | 6.8                                        | 15.0                                       |
| Precipitación total (mm) | 65.6                                       | 50.9                                       | 36.9                                       | 60.3                                       | 51.3                                       | 19.8                                       | 6.9                                        | 7.5                                        | 35.5                                       | 79.7                                       | 80.0                                       | 120.8                                      | 615.2                                      |
| Fuente: Ministerio de Agricultura, Alimentación y Medio Ambiente: Temperaturas durante el periodo 1962-1999 en Talavera de la Reina (San Isidro) Agencia Estatal de Meteorología: Precipitaciones durante el periodo 1981-2010 en la estación Talavera de la Reina IRYDA |                                            |                                            |                                            |                                            |                                            |                                            |                                            |                                            |                                            |                                            |                                            |                                            |                                            |

### Biodiversidad
Como en todo el planeta, la amplia variedad de seres vivos que hoy se encuentra en Talavera es el resultado de cuatro mil millones de años de evolución a través de procesos naturales y también de la influencia cada vez mayor de la acción del ser humano. Su diversidad de ecosistemas y de especies posibilita la combinación de múltiples formas de vida que interactúan permanentemente con el entorno sustentando la pervivencia biológica. En cada ecosistema los organismos vivientes son parte de un todo actuando recíprocamente entre sí, pero también con el aire, el agua y el suelo que los rodean.

#### Flora
Se pueden distinguir diferentes unidades medioambientales dentro del municipio: el río Tajo con sus riberas e islas, que se caracterizan por una vegetación ligada a suelos hidromorfos, propios de las vegas con bioclima mesomediterráneo. El Berrocal, al norte del casco urbano, es una sierrecilla de paisaje granítico constituida por pequeñas elevaciones montañosas cubiertas por una vegetación esclerófila de matorral mediterráneo. En 1997 se propone la elegibilidad como LIC de Las Barrancas de Talavera, ubicadas en la fosa del Tajo, con unos rasgos geomorfológicos singulares y paredes de fuertes pendientes que sustentan formaciones bien conservadas de enebral. Aunque no pertenece al municipio, pero sí a su área de influencia y es destino muy visitado por los talaveranos, hay que mencionar el melojar de la sierra de San Vicente, que según el botánico Bolós se puede considerar un isleo eurosiberiano en el sur de la península ibérica.
La vegetación de ribera
La ribera del río Tajo es un lugar excepcional para el estudio y comprensión de los procesos biológicos de un ecosistema cambiante y vivo, aunque el paisaje fluvial urbano está degradado como resultado del abandono y la falta de actuaciones para su recuperación y mantenimiento. Una buena parte de la ribera necesita una vegetación de calidad, en la segunda mitad del siglo XX se destruye el gran bosque de La Alameda y su topografía ha sido alterada en diversas zonas a causa del vertido de escombros y la extracción y amontonamiento de áridos. En lugares concretos se conservan representaciones de cierta calidad de vegetación autóctona: álamo blanco, álamo negro, olmo, fresno, taray y diversas especies del género Salix —sauces— además del piso arbustivo y herbáceo.
La disposición potencial de los bosques de ribera en Talavera se ordena de la forma siguiente: la primera banda vegetal en relación con el río la ocupa una comunidad de plantas herbáceas denominadas halófilas, de gran estatura. Detrás de éstas, como banda leñosa inicial, se presentan la sauceda o el tarayal, según los casos. Esta densa comunidad halófila compuesta por distintas especies, formando retazos monoespecíficos, es decir que no se mezclan entre ellas, se instala en suelos que permanecen inundados durante todo el año, con una profundidad que permite su permanencia sin que sea desplazada por la sauceda. Sus principales representantes son el carrizo y la espadaña o enea. A continuación, la sauceda y el tarayal son las bandas vegetales leñosas que contactan con la orilla del río. La sauceda ocupa suelos brutos —inundados durante largos períodos anuales— compuestos por los sedimentos de partículas que son arrastradas por el río, cumple una función protectora de la ribera ayudando a asentar sus orillas, evitando la erosión y disminuyendo los efectos de las crecidas. Sus representantes son el sauce de hojas de almendro o sauce negro, la mimbrera púrpura o sauce purpúreo, la mimbrera o sauce frágil y el sauce salvifolio. Los suelos pedregosos de aluvión, con cierta proporción de sales, tienen como representante al taray, especie vital para mantener y conservar las riberas, pues aguanta muy bien las avenidas espaciadas. Al degradarse, el tarayal es sustituido por juncos. La siguiente banda vegetal tras la sauceda la constituye la alameda. Sus representantes son el álamo blanco y el chopo negro o álamo negro, y su estructura ya se puede considerar un auténtico bosque. Como acompañantes tiene a los mencionados sauce blanco y sauce frágil, con porte arbóreo y el fresno, además de un conjunto arbustivo representado por el majuelo, el rosal silvestre y las zarzas Rubus ulmifolius y Rubus caesius. Como última franja del bosque de ribera se encuentra la olmeda, prácticamente desaparecida, ya que sus suelos han sido sustituidos para usos agrícola y urbano. Su representante principal es el olmo, que en los últimos tiempos ha visto disminuir su población a causa de la grafiosis.

La vegetación de ribera contribuye de manera muy importante a la calidad ambiental del río, jugando un papel esencial en su dinámica natural. Cumple entre otras las siguientes funciones:
- Estabiliza las márgenes y disminuye el efecto erosivo del agua, especialmente durante las crecidas.
- Proporciona materia y energía al ecosistema fluvial a través de todo lo que cae al agua —principalmente hojas— y sirve de alimento a ciertos animales de los que a su vez se alimentan los predadores.
- Modera la temperatura del agua y controla la luz que le llega, reduciendo el desarrollo de algas y de eutrofización. Además, controla el exceso de temperatura que resulta perjudicial para varias especies de peces.
- Ofrece refugio a un importante número de especies acuáticas, proporcionando lugares seguros de descanso, alimentación, desarrollo y nidificación.
- Fertiliza los suelos de las riberas, tanto directa como indirectamente, al aportar materia orgánica y retener los sedimentos.
- Contribuye a la depuración de las aguas freáticas y superficiales, en un efecto conocido como «filtro verde».
- Constituye un refugio biogeográfico y ecológico de gran valor en amplios territorios, especialmente en los más secos y desprovistos de otra vegetación.
- Alberga nichos exclusivos de especies animales y vegetales amenazadas.

Guía de Aves de la ribera del río Tajo a su paso por Talavera de la Reina

#### Fauna
Los habitantes del ecosistema ribereño
Las especies de peces más abundantes con las que cuenta el río Tajo a su paso por Talavera son las que pertenecen a la familia Cyprinidae: barbos (Barbus spp.) y carpas (Cyprinus spp.), tenca, boga del Tajo, además de especies alóctonas introducidas por el hombre: black-bass, pez gato. No hace muchos años se pescan grandes cantidades de peces, pasando esta actividad a ser anecdótica en la actualidad y en absoluto aprovechada para el consumo humano debido al deterioro de las aguas. La anguila, especie emblemática ecológica y culturalmente, desaparece como consecuencia de la mala planificación hidrológica del río por las numerosas interrupciones de distintas presas artificiales que se construyen a lo largo de su curso en el siglo XX y que imposibilitan el ciclo biológico de la especie.
Las riberas son un claro ejemplo de ecotono, si a esto le unimos algunas particularidades, como su abundancia de alimentos, el cobijo que ofrece su masa vegetal, la multitud de zonas encharcadas en época estival y la fuerte transformación humana del ecosistema en el que se encuentran inmersas, obtenemos como resultado genuinos oasis biológicos que pueden llegar a alojar multitud de especies. Entre la gran diversidad de aves que se pueden observar en la ribera del río Tajo a su paso por Talavera se encuentran: cormorán grande, martinete, garza real, garceta común, garza imperial, garcilla bueyera, cigüeña blanca, ánade real, cerceta común, polla de agua, focha común, gaviota reidora, autillo, cárabo, avión común, lavandera blanca, lavandera boyera, ruiseñor común, ruiseñor bastardo, zarcero común, carricero común, curruca cabecinegra, mosquitero común, grajilla, aguilucho lagunero, pájaro moscón, avetorillo común, calamón común.
Probablemente los mamíferos sean la comunidad peor representada a causa del deterioro del río y de sus riberas. Estas desempeñan un papel determinante como refugios y corredores ecológicos por los que poder dirigirse de unas áreas naturales bien conservadas a otras. Destacan: rata de agua, nutria —en 2011 se confirma la presencia de esta especie protegida en Castilla-La Mancha que en los últimos años se ha recuperado poblacionalmente—, jabalí, zorro, jineta, comadreja.
A comienzos de la década de 1980 se produjo una alarmante disminución global de las poblaciones de anfibios que continúa y afecta a millares de especies. Entre los representantes de esta clase biológica en Talavera se encuentran: rana común, sapo común, sapo corredor, sapo partero, tritón ibérico, gallipato.
Algunos de los reptiles que habitan en el río Tajo o en sus inmediaciones son: galápago europeo, galápago leproso, salamanquesa común, lagartija ibérica, lagarto ocelado, culebra bastarda o de Montpellier, culebra viperina o de agua, culebra de escalera.

## Historia

### Prehistoria y protohistoria

Mapa que muestra la zona aproximada habitada por los vetones en la península ibérica

La vega del Tajo ha propiciado desde la prehistoria un continuo asentamiento de diversas culturas. Se conservan restos paleolíticos, neolíticos y calcolíticos en varios puntos de su área —dolmen de Navalcán, dolmen de Azután, dolmen de La Estrella—. La vertiente norte del valle del Tajo, conocida como Tajonar, con su característico relieve escalonado de terrazas aluviales cuaternarias sobre materiales graníticos paleozoicos, seguramente acoge las primeras poblaciones prehistóricas.
Aunque escapa a todo estudio posible y no existen documentos escritos anteriores a la dominación romana, uno de esos primitivos asentamientos humanos y ulterior origen de la actual ciudad, posiblemente sea un castro vetón, raíz urbana y de su organización del territorio en que se halla, situado en la zona cercana al horcajo que forman el arroyo de La Portiña y el río. Se han localizado numerosas esculturas zoomorfas que forman parte de la cultura de este pueblo prerromano de la Edad del Hierro, del que en la actualidad se encuentran catalogados cuarenta y dos verracos en toda la comarca de Talavera.
La delimitación del territorio habitado por los vetones y el de los carpetanos es problemática. En función de los hallazgos de verracos de piedra —una muestra distintiva pero no exclusiva del arte del pueblo vetón—, la antigua Talavera queda dentro de la zona habitada por los vetones. Se halla en un terreno fronterizo entre ambos pueblos, un punto de gran dinamismo de las culturas del Bronce Final o el Hierro, y constituye la ciudad más oriental de éstos en la actual provincia de Toledo en el momento de la conquista romana, estableciéndose el límite occidental de la presencia carpetana entre las ciudades de Toletum —Toledo— y Caesarobriga —Talavera—. Dentro de los vestigios de la protohistoria vetona corresponde citar, entre otros, el verraco incrustado en el Torreón o Torre del Polvorín, que se conoce como la Cabeza del Moro, el de la finca La Alcoba y el de Talavera la Nueva.

### Historia antigua

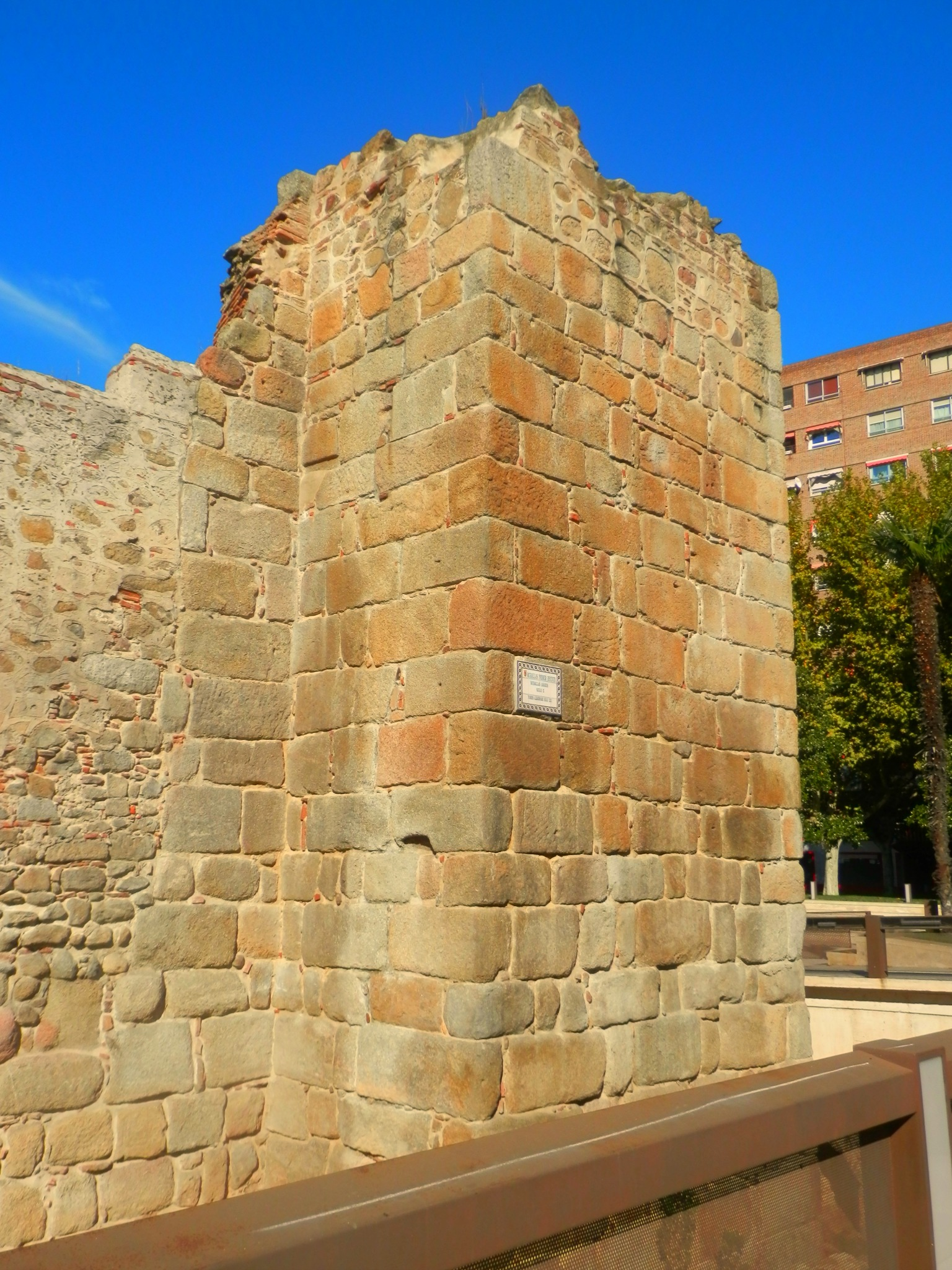
Torre de la muralla árabe

Centro urbano que se perpetúa durante el Imperio romano con el nombre de Caesarobriga —su fundación romana no ha de tenerse por contradictoria con que sus raíces sean anteriores—, se consolida en época flavia en el marco de la municipalización general de Hispania adquiriendo estatuto municipal y en 182 a. C. pasa a formar parte de la provincia de Lusitania como ciudad estipendiaria y capital del Convento Jurídico de Augusta Emérita. Es el centro económico y político de la comarca a la que pertenece, además de punto nodal estratégico en las comunicaciones entre el centro de la Meseta —la Carpetania— y el occidente peninsular —la Lusitania o, más próxima y exactamente, la Vettonia— a través del paso del Tajo. De la ciudad romana se conoce poco, por las transformaciones urbanísticas medievales y posteriores. Los romanos saben explotar su gran valor ecológico y agrícola dotándola de cultivos como la vid y el cereal, se desarrolla como centro de mercados e intercambios comerciales, acuña moneda propia y cuenta con un alfar de terra sigillata, un foro —del que se han hallado restos en la plaza del Pan—. templos, anfiteatro y circo.[cita requerida]

### Historia medieval

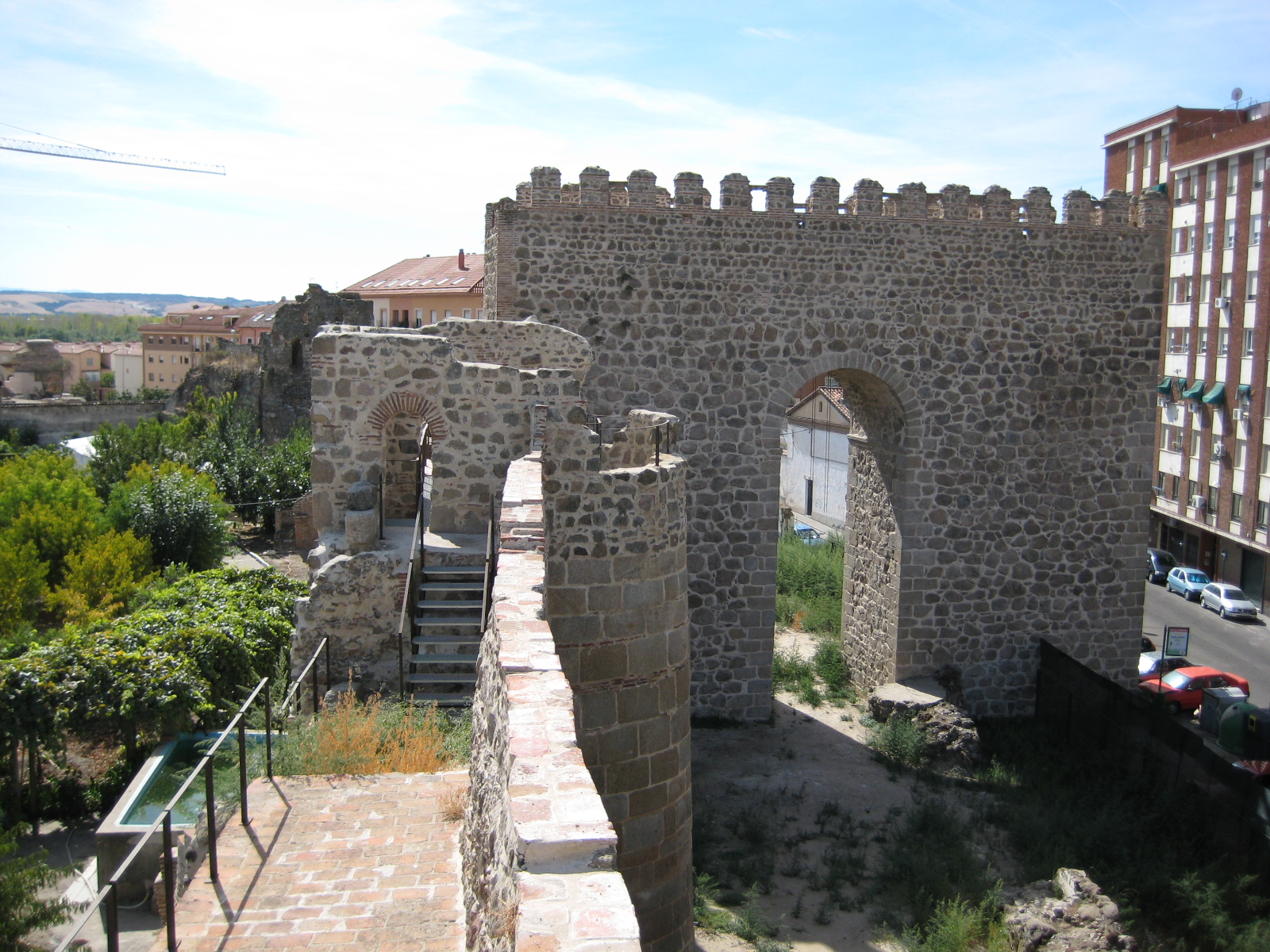
Sector de muralla y torre albarrana en la calle Charcón

Con la llegada de los visigodos el cristianismo se establece en Talavera. En 602 Liuva II regala a la villa la estatua de la Virgen del Prado, transformando la celebración pagana de la diosa Ceres en la fiesta primaveral de las Mondas, dedicada a la patrona. Los musulmanes llegan en 712 y proporcionan a la ciudad una muralla, el alcázar de Abderramán III, regadíos, fuentes y molinos de agua. Talabira, sin dejar de cultivar cereales y vid, sigue con su tradición comercial y comienza a afianzarse la tradición alfarera, principalmente por judíos, que conviven con musulmanes y cristianos. El primer gobernante conocido de Talavera en la época musulmana fue Amrus ben Yusuf quien protagonizó la famosa jornada del foso, cuando tropas talaveranas ejecutaron a nobles toledanos en el Alcázar de Toledo. Talavera tuvo su propio pero efímero reino de taifas de cuyo rey sabemos que se llamó Jazmín Hiaya. Talavera fue reconquistada por el rey Alfonso VI de León en el año 1083. La superficie del concejo medieval llegó a superar los 4000 km².
En el contexto del avance almorávide en la península ibérica entre finales del siglo XI y principios del siglo XII, la ciudad pasa temporalmente a manos de los musulmanes en el año 1109 —no retorna a territorio cristiano hasta por lo menos 1113—; esta circunstancia constituye en su momento una amenaza para el control cristiano de la ciudad de Toledo.

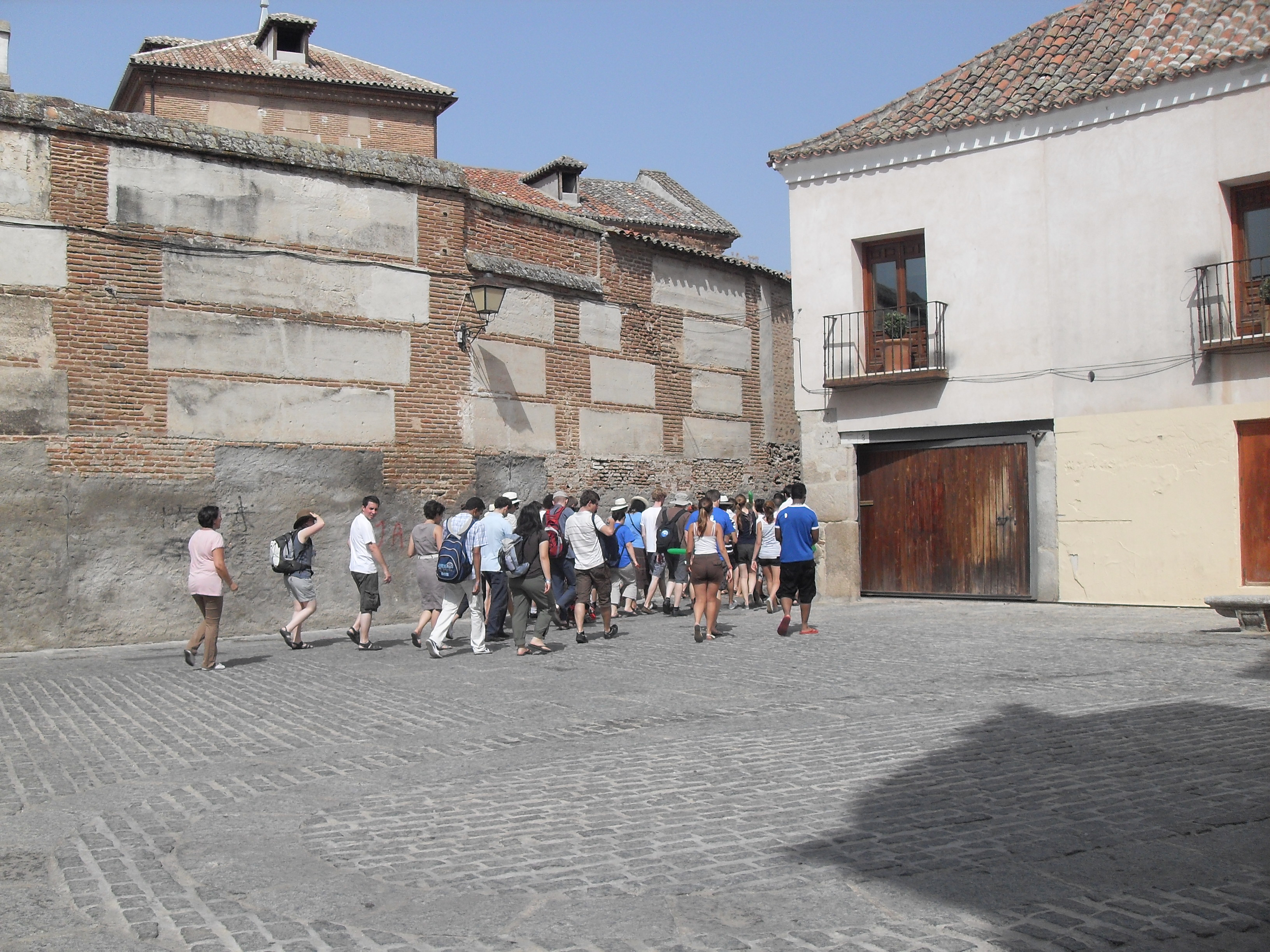
Turistas en el casco antiguo

Sancho IV otorga a la villa el privilegio de la organización de dos ferias agrícolas al año, esto deriva en lo que hoy son las ferias de San Isidro en mayo y San Mateo en septiembre. El 24 de junio de 1328, Alfonso XI se casa con su prima hermana María de Portugal. Entre los regalos que le hace a la reina se encuentra la ciudad de Talavera, a partir de esa fecha toma el nombre de Talavera de la Reina. La Reina María ordenó encarcelar a la amante del rey Leonor de Guzmán en el alcázar de Talavera, donde murió ejecutada en 1351. Leonor de Guzmán fue la madre del primer monarca de la Casa de Trastámara, Enrique II de Castilla; este último cedió la ciudad al arzobispo de Toledo, Gómez Manrique, el 25 de junio de 1369. En el siglo XIV el alfoz talaverano comprendía un territorio delimitado septentrionalmente por los montes al norte de la ciudad y del Tajo y meridionalmente por los límite de la Tierra de Castilblanco y Valdecaballeros.

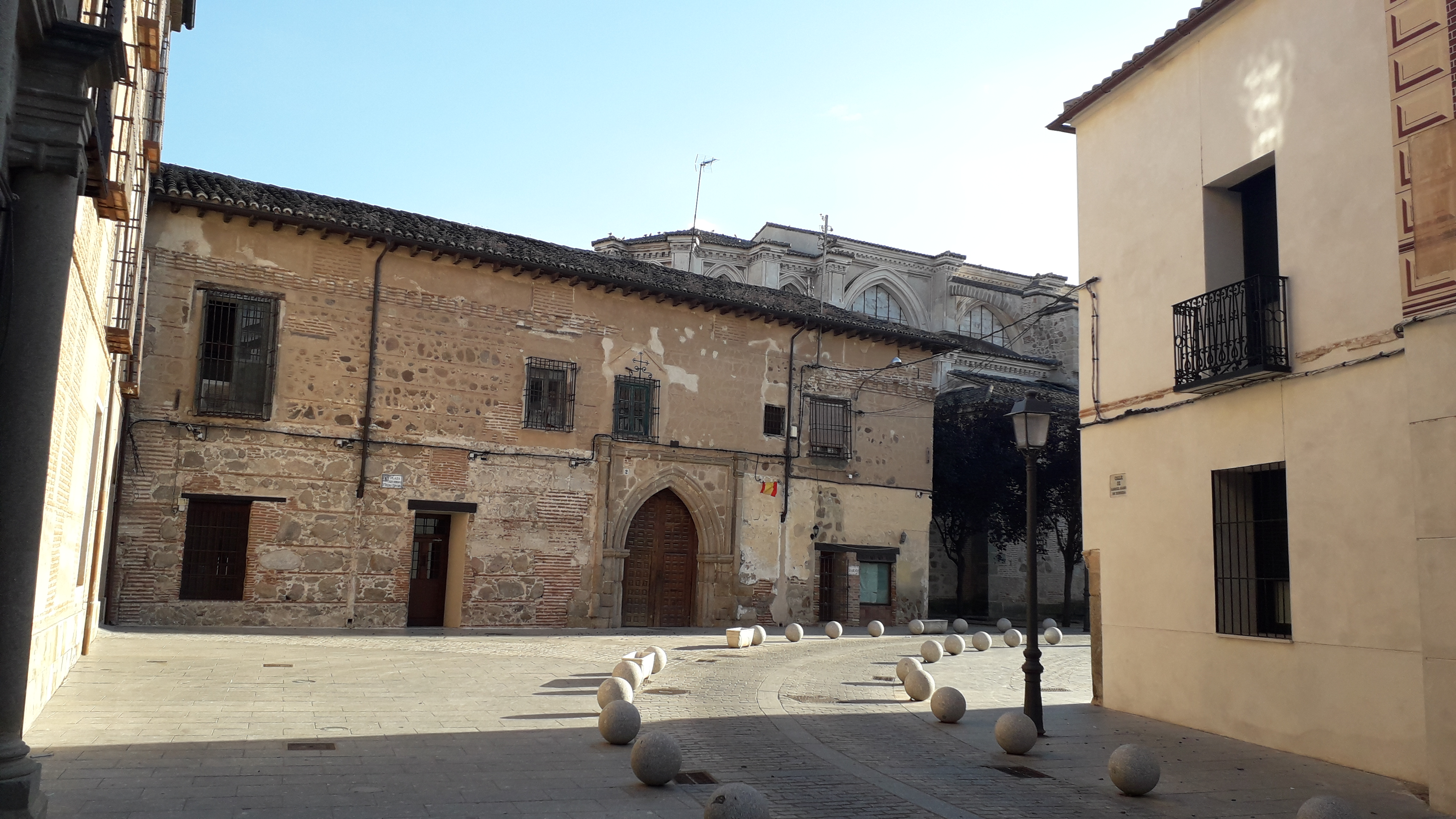
Talavera de la Reina

### Historia moderna

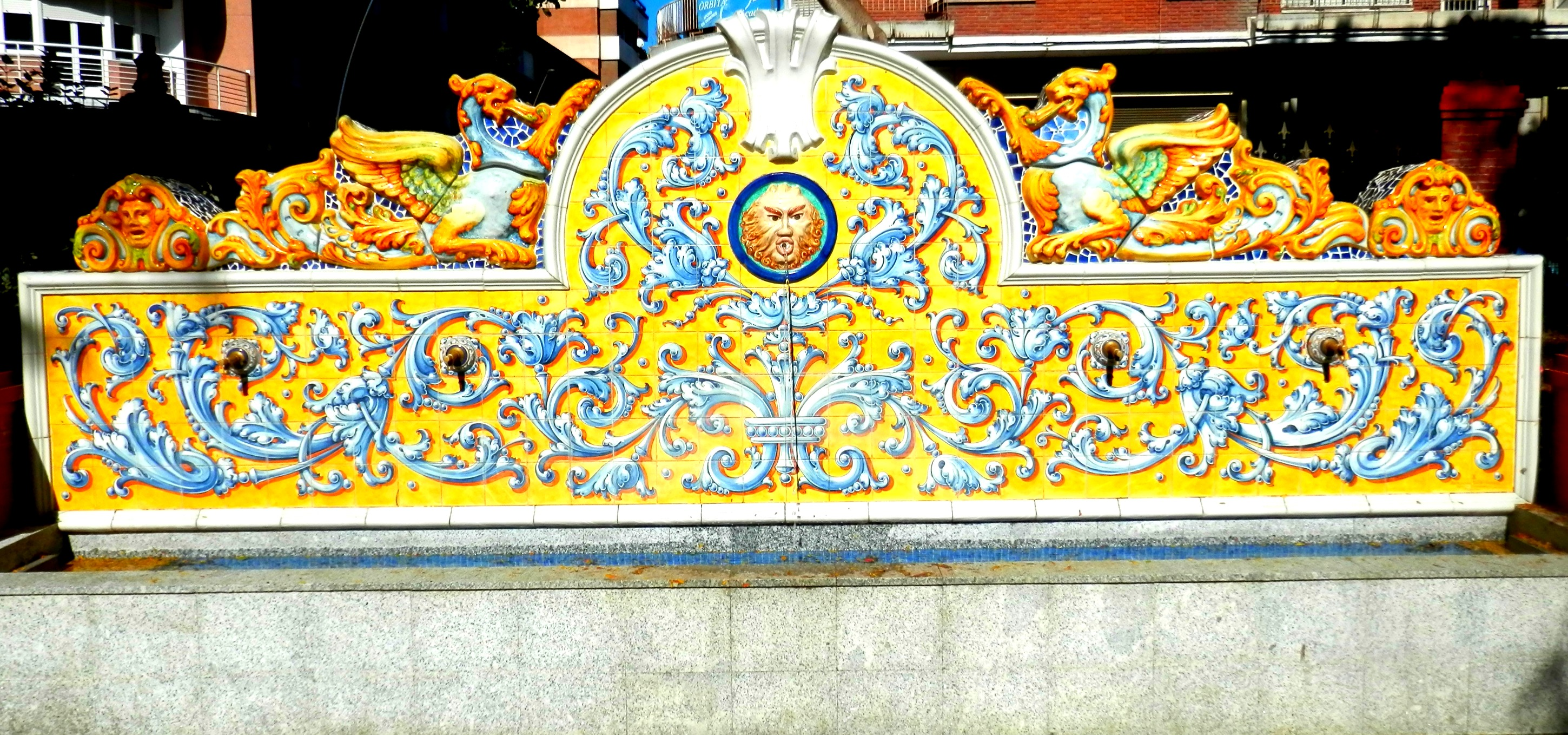
Fuente de cerámica en los jardines del Prado

Durante los siglos XV y XVI, Talavera alcanzó gran fama gracias a su cerámica, pruebas de ello se encuentran en el monasterio de San Lorenzo de El Escorial, la catedral vieja de Salamanca (siglo XIII) o la iglesia del monasterio de Santa María la Real de Las Huelgas en Burgos (siglo XIII).
Talavera y sus hijos ilustres como Francisco de Aguirre, Juan de Orellana o Jofré de Loaisa participaron activamente en la conquista de América. Otros talaveranos influyentes fueron fray Hernando de Talavera, confesor de Isabel la Católica, el almirante Francisco Verdugo por sus gestas en Flandes, y el músico Francisco de Peñalosa.
Hechos importantes fueron la otorgación a Guadalupe de carta de jurisdicción y el asentamiento del gran alfoz de Talavera, conocido como Antiguas Tierras de Talavera que abarcaba en 1455 los territorios que iban desde Castilblanco, Guadalupe, Alía y el Valle del Ibor en Extremadura hasta el norte de Toledo. Hoy día la influencia talaverana es aún sensible en todos esos territorios.
A comienzos del siglo XVI se publicó la más importante obra de teatro de la literatura castellana, La Tragicomedia de Calixto y Melibea o La Celestina, escrita por el vecino y alcalde ordinario de Talavera —desde el 14 de junio de 1508 hasta la fecha de su muerte, 5 de abril de 1541— Fernando de Rojas, nacido en La Puebla de Montalbán.
Durante el siglo XVII la ciudad vivió una época de oro cultural que dio comienzo con el padre de la Historia española, Juan de Mariana, que con sus estudios políticos influyó notablemente y se adelantó a las tesis de la Revolución francesa. Pero fue a partir del año 1750 cuando esta localidad alcanzó su pleno apogeo, con la llegada a la ciudad de las Reales Fábricas de Seda, en las que había empleados más de 4000 trabajadores, y que funcionaron durante aproximadamente un siglo.

### Historia contemporánea
Siglo XIX

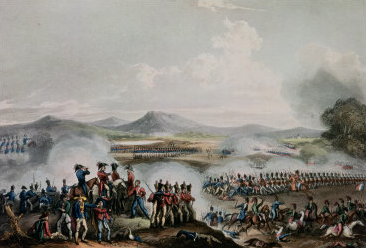
Pintura que ilustra la batalla de Talavera de 1809

La guerra de la Independencia tuvo grandes consecuencias sobre Talavera, el 27 y 28 de julio de 1809 comenzó la batalla de Talavera entre tropas angloespañolas y francesas, sobre el cerro de Medellín, al norte de la ciudad. Al final las tropas al mando del general Arthur Wellesley, Duque de Wellington, lograron expulsar a los franceses al otro lado del río Alberche.
En 1833 se estableció por parte de Javier de Burgos, la división territorial de España por provincias. Talavera, depauperada a causa de la guerra, perdió la oportunidad de convertirse en una provincia y sus tierras fueron divididas entre varias provincias actuales. El área más grande pasó a pertenecer a la provincia de Toledo, si bien el sentimiento comarcal era amplio en sus antiguas tierras.
Durante el siglo XIX aparecieron grandes maestros artesanos ceramistas en la localidad, con lo que se recuperó la tradición alfarera, y la llegada del ferrocarril a finales de siglo, supuso un avance impresionante, pues fue de las primeras ciudades españolas en contar con una estación ferroviaria y experimentó a partir de entonces un aumento de población, procedente sobre todo de los municipios de los alrededores, convirtiéndose en una de las localidades más pobladas del centro de la península. En 1876, gracias a la llegada del ferrocarril, el rey Alfonso XII le concedió a la entonces villa de Talavera el título de ciudad.
Siglo XX

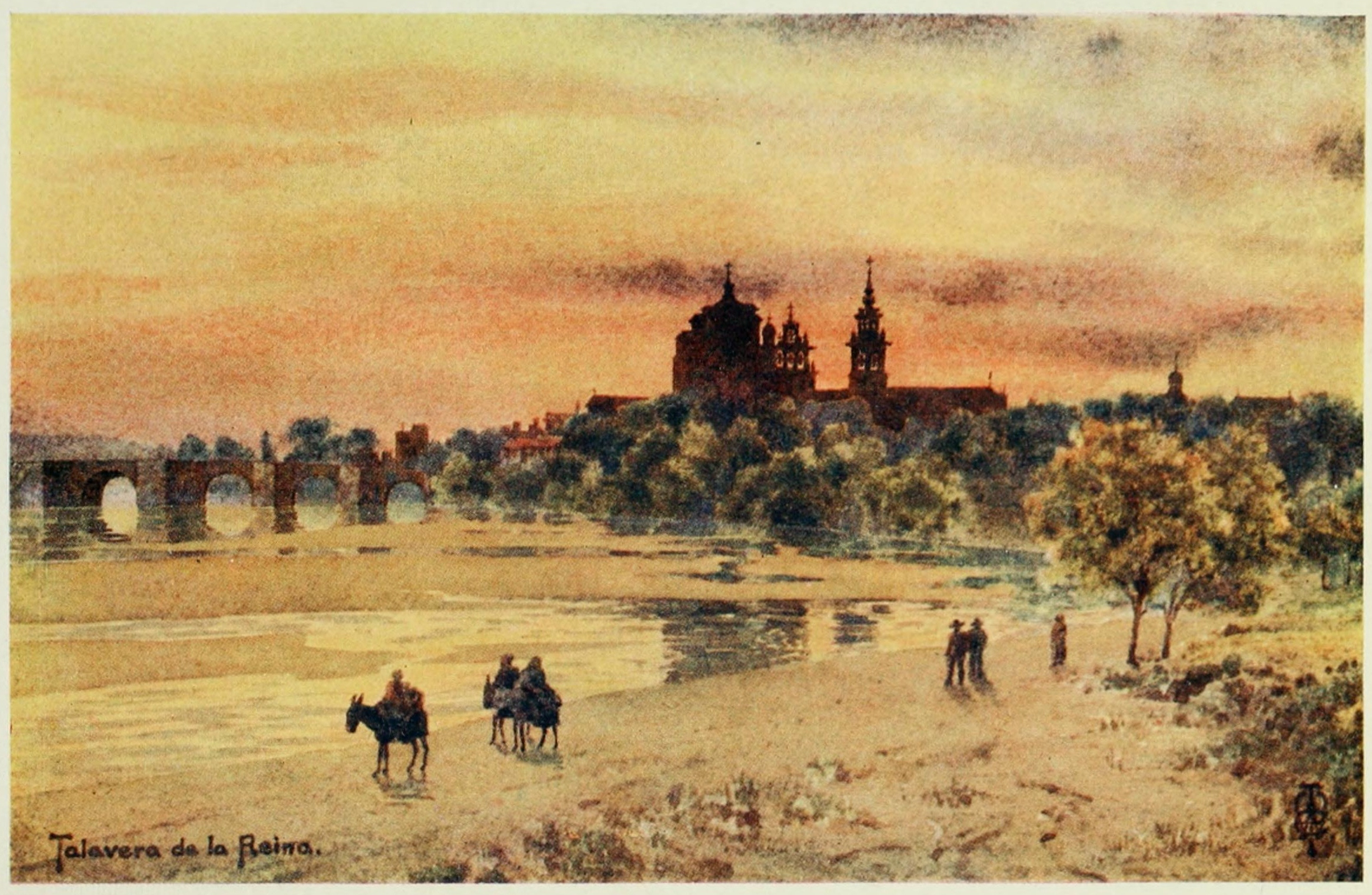
Vista de Talavera de la Reina desde la orilla del Tajo, acuarela de Edgar T. A. Wigram, publicada en su obra Northern Spain en 1906

En el siglo XX la población siguió aumentando y por ello fue necesario proceder a la ampliación de la ciudad, con barrios de nueva creación. Talavera fue ganando prestigio como centro comercial importante de la zona centro.
También apareció un ceramista muy conocido, Juan Ruiz de Luna, en cuyo honor hoy existe el Museo de Cerámica Juan Ruiz de Luna. La obra de este alfarero puede verse en la basílica de Nuestra Señora del Prado, en la plaza del Pan, y en la fuente de rana del colegio Juan Ramón Jiménez.
Durante la II República la ciudad vio surgir aunque solo fuera en planos la posibilidad de convertir una zona hasta ahora de secano en una zona de regadío.
Talavera de la Reina permaneció fiel a la República al producirse el golpe de Estado del 18 de julio de 1936; su nombre cambió al de Talavera del Tajo. Durante ese periodo se produjo una represión contra religiosos y partidarios del ejército sublevado. El 1 de septiembre de 1936 la aviación franquista bombardeó el popular barrio de Puerta de Cuartos, y causó algunos muertos e importantes destrozos. El 3 de septiembre las tropas rebeldes entraron en Talavera al mando del teniente coronel Yagüe y el comandante Castejón, quienes continuaron con la represión en este caso contra el bando derrotado. La ciudad sufrió también varios bombardeos de la aviación republicana, en julio de 1937 y marzo de 1938.
Durante el franquismo se recuperó el proyecto republicano de convertir en regadíos la zona de Talavera; para ello se creó el Canal Bajo del Alberche y se fundaron nuevos pueblos: Talavera la Nueva y Alberche del Caudillo. Esto desencadenó una explosión demográfica. La población comenzó a crecer con gentes venidas de todos los pueblos de la provincia, el sur de Ávila y el este de Cáceres. A finales de la dictadura, la población era aproximadamente de 55 000 habitantes, superando en número a la de Toledo.

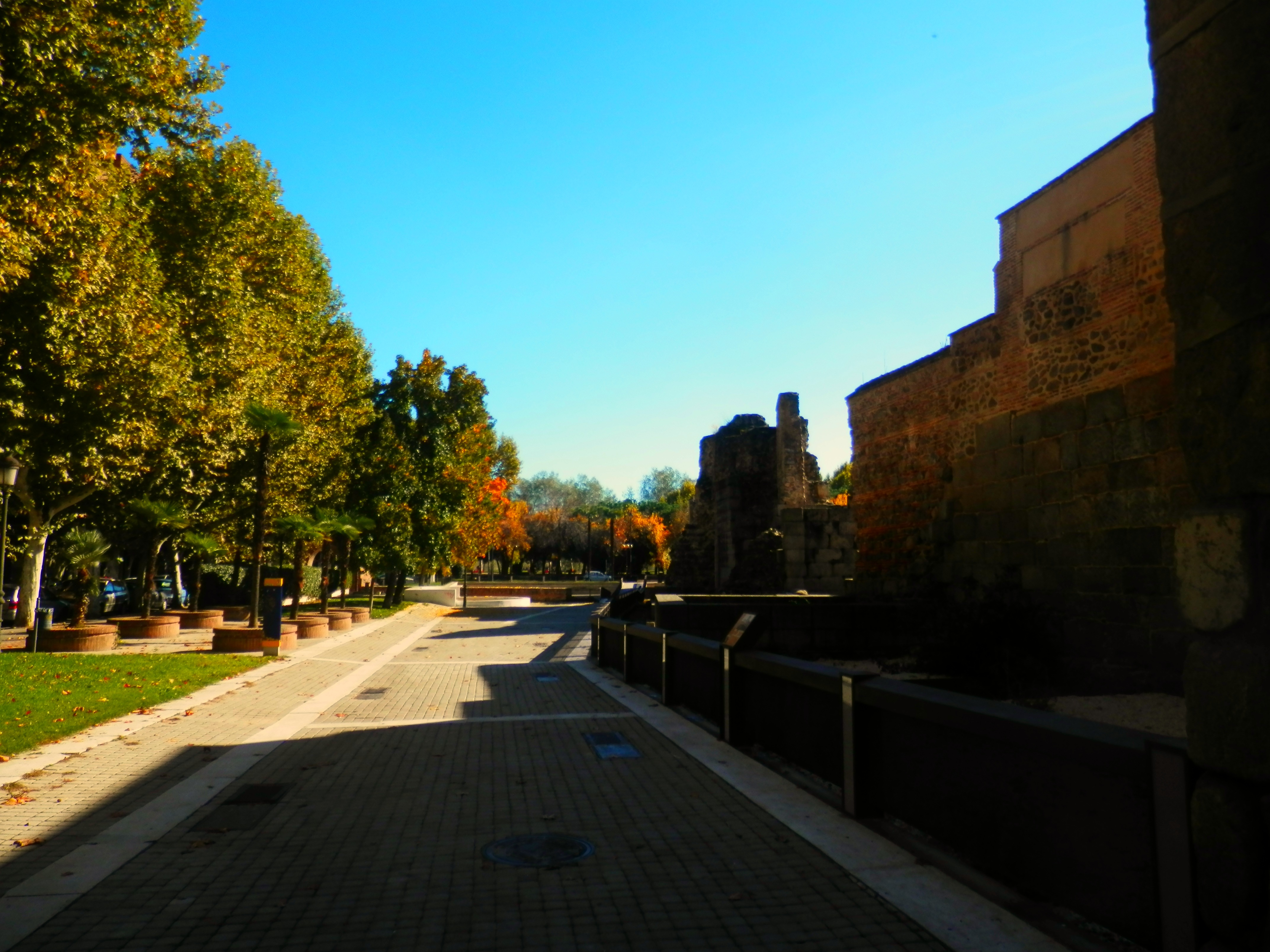
Paseo de las Murallas, calle Carnicerías

La restauración democrática se inició en Talavera con las primeras elecciones municipales, que dieron la victoria a Jesús García de Castro, cuyo legado más destacado fue su reivindicación de crear la provincia de Talavera, debido a su singularidad dentro de Toledo y a la necesidad de relanzar la mermada economía comarcal, reivindicación que fue perdiendo peso con el paso de los años -no obstante, su sucesor en la alcaldía, el socialista Pablo Tello, llegó incluso a solicitar la separación de la comunidad sur-castellana-. Estos años coinciden con los cambios político-sociales de la Transición en España, que tuvo su repercusión a nivel local en la creación de los partidos políticos, movimientos sindicales y asociaciones vecinales y otras de muy diversa índole.
Luis Antonio González Madrid fue el siguiente mandatario talaverano, elegido por el partido centrista CDS, cuya contribución fue decisiva para impulsar la cooperación del ayuntamiento con las asociaciones de vecinos en los asuntos municipales.

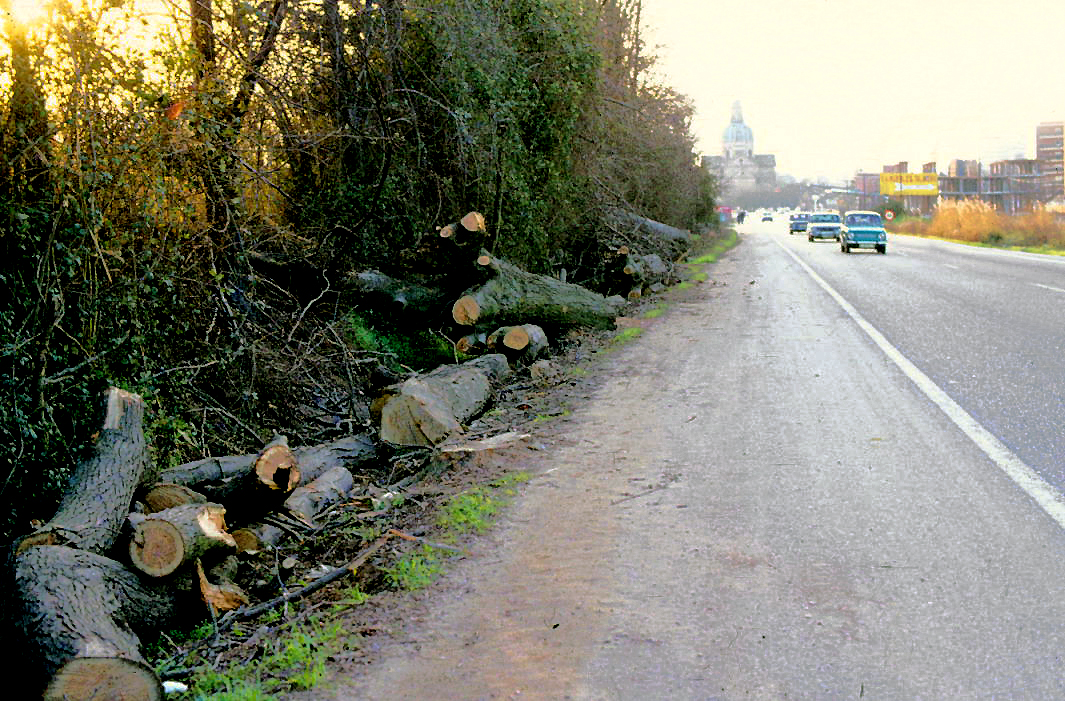
Tala del arbolado en 1978 para la ampliación de la carretera N-V, antes de que la autovía bordease el casco. Al fondo la basílica de Nuestra Señora del Prado

En 1989 volvió al gobierno el PSOE de la mano de Javier Corrochano, sucedido en el cargo por el también socialista Isidro Flores. Fueron los años del movimiento social NOSOTROS TALAVERA, creado con el objetivo de luchar contra la marginación de la comarca talaverana en las instituciones castellanomanchegas, tras la decisión del gobierno regional de trasladar la sede de la UNED a Toledo. Este movimiento, tras la exitosa huelga general y manifestación del 27 de febrero de 1992, consiguió que el entonces presidente José Bono firmara el conocido como «Documento Bono», en el que se incluían históricas reivindicaciones de los talaveranos como la creación de una universidad, mejoras en el abastecimiento de agua y creación de cinturones industriales, mejoras que en parte quedaron sobre el papel o no fueron resueltas como se demandaba —en 1994 la Universidad de Castilla-La Mancha abrió un campus residual dependiente del de Toledo, sin edificio propio y con solo 3 diplomaturas—.
Tras un gobierno del PP presidido por Florentino Carriches que tuvo como mayor logró el afianzamiento del campus universitario y una política de infraestructuras, promoción de industria y medio ambiente, en 1999 el Partido Socialista volvió al poder de la mano de José Francisco Rivas.
Siglo XXI

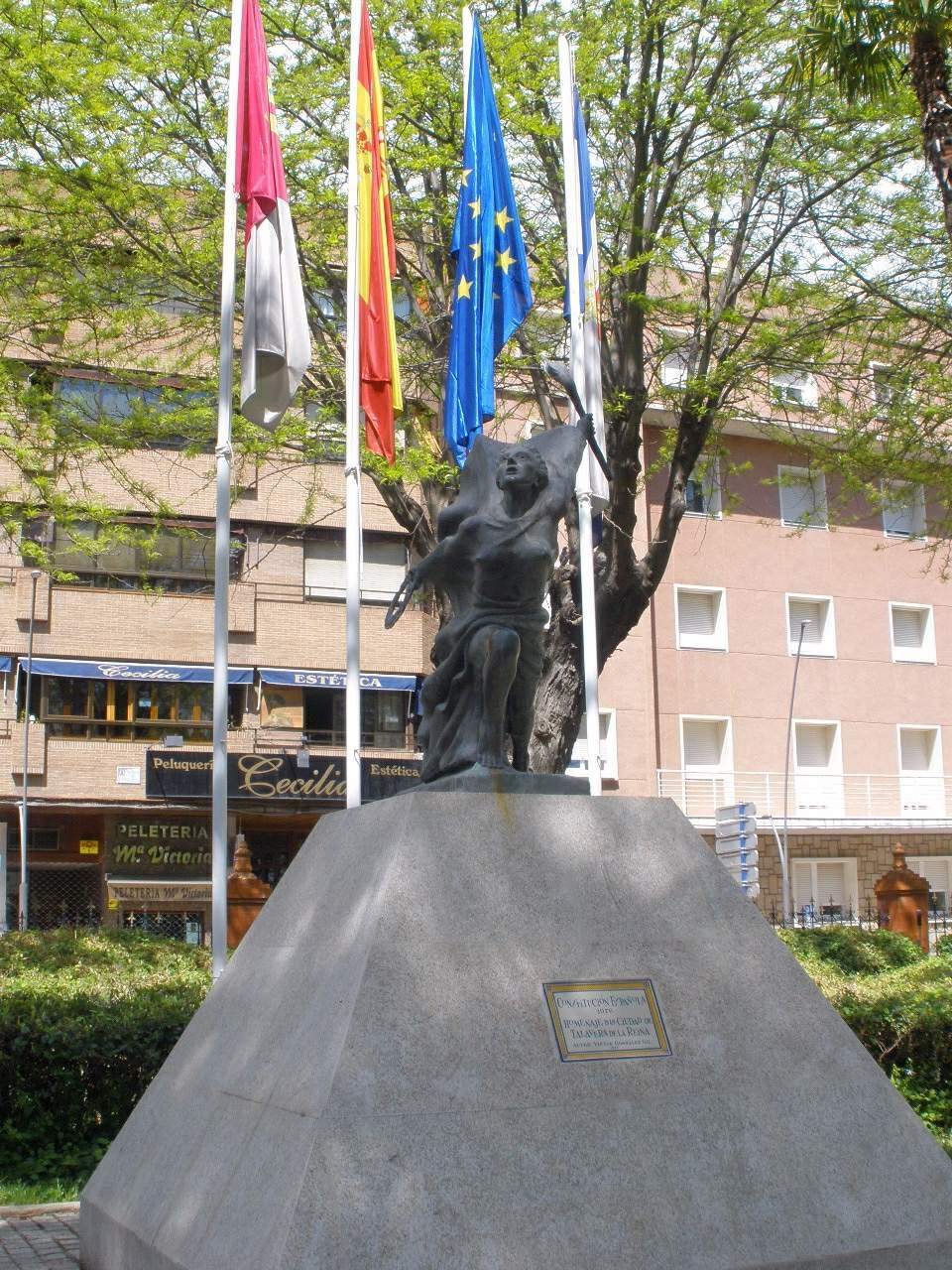
Monumento a la Constitución Española de 1978 en los jardines del Prado

Rivas se mantuvo como primer edil hasta las elecciones municipales de 2011, que dieron la victoria al Partido Popular, siendo Gonzalo Lago el alcalde de Talavera hasta su fallecimiento en 2014 y posteriormente el también popular Jaime Ramos, perdiendo la mayoría absoluta y estando en minoría. En las elecciones municipales de 2019 el PSOE consiguió 14 concejales, superando la mayoría absoluta y obteniendo la alcaldía Tita García Élez.
Talavera es desde hace varias décadas la segunda ciudad más poblada de la provincia, cuarta de la comunidad autónoma.
Su voluntad se centra hoy en reforzar su intensa actividad comercial, con un moderno pabellón de ferias y eventos (Talavera Ferial), centros comerciales y turismo.
El proyecto más añorado es, sin embargo, la línea de tren de Alta Velocidad Madrid-Lisboa, prevista en un principio para el año 2008, pero que ha sido retrasado sucesivamente por el Gobierno central al año 2010, 2012, 2015, 2020 y actualmente a 2030. Se prevé de igual manera la creación de un nodo logístico dentro del eje atlántico y dependiente del Puerto de Sines en Portugal.
Actualmente la ciudad se está transformando en un importante polo tecnológico con la instalación de numerosas multinacionales del ámbito de la tecnología. META, empresa matriz de Facebook ha anunciado que su nuevo centro de datos se ubicará en el Polígono de Torrehierro, empezando su construcción en 2025.

## Demografía

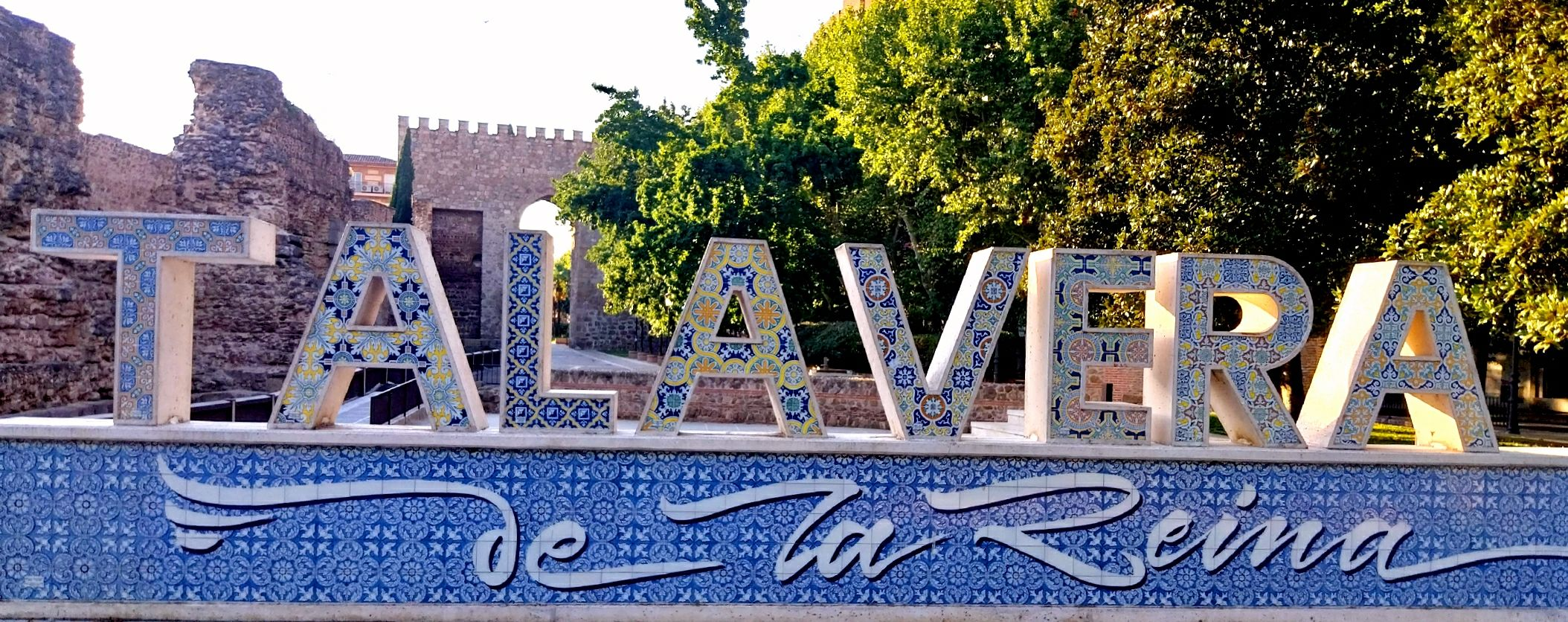
Letras 'Talavera' en la Ronda del Cañillo

Talavera de la Reina cuenta con una población de 84 738 habitantes (INE 2024).
| Gráfica de evolución demográfica de Talavera de la Reina entre 1842 y 2021 |
| |
| Población de derecho según los censos de población del INE Población de hecho según los censos de población del INEEntre el censo de 1857 y el anterior, crece el término del municipio porque incorpora a 455003 (Casar de Talavera) Entre el censo de 1970 y el anterior, crece el término del municipio porque incorpora a 45500 (Gamonal) |

Se trata del segundo municipio más poblado de la provincia de Toledo y el cuarto de toda Castilla-La Mancha. En 2017 había registrados 83 303 habitantes —casi 9000 de procedencia extranjera— la mayor parte de ellos viviendo en su núcleo urbano. Los más de 70 municipios de la zona que constituyen su área metropolitana.

### Entidades de población
Según el nomenclátor de 2024 el municipio comprende las siguientes entidades de población:
| Nombre                                   | Categoría | Coordenadas                                | Distancia a la capital | Población empadronada | Población empadronada | Población empadronada |
| Nombre                                   | Categoría | Coordenadas                                | Distancia a la capital | Total                 | Núcleo                | Diseminado            |
| ---------------------------------------- | --------- | ------------------------------------------ | ---------------------- | --------------------- | --------------------- | --------------------- |
| Talavera de la Reina (capital municipal) | Ciudad    | 39°57′30″N 04°49′58″O / 39.95833, -4.83278 | -                      | 81 812                | 80 017                | 1795                  |
| Barrio de Santa María                    | Barrio    |                                            |                        | 672                   | 672                   | -                     |
| El Casar de Talavera                     | EATIM     | 39°57′45″N 04°55′04″O / 39.96250, -4.91778 | 7,46 km                | 101                   | 94                    | 7                     |
| Colonia Nuestra Señora del Prado         | Barrio    |                                            |                        | 97                    | 97                    | -                     |
| Gamonal                                  | EATIM     | 39°57′39″N 04°57′36″O / 39.96083, -4.96000 | 11,03 km               | 958                   | 944                   | 14                    |
| Talavera la Nueva                        | EATIM     | 39°56′10″N 04°53′33″O / 39.93611, -4.89250 | 6,08 km                | 1498                  | 1293                  | 205                   |
| Total                                    | Municipio | -                                          | -                      | 85 138                |                       |                       |

### Área metropolitana
Aunque ya funciona como área metropolitana, se ha realizado un estudio, análisis y prospección preliminar a la constitución oficial del área metropolitana de Talavera, que se centra sobre todo en el transporte, para que autobuses urbanos puedan prestar servicio interurbano en un radio de hasta 25 kilómetros a las más de 20 localidades que abarcaría. El desarrollo socioeconómico de la ciudad hace necesaria la implantación de un sistema de transporte entre esta y los municipios de su área de influencia. Así también se puede dar servicio a urbanizaciones próximas al municipio que lo demandan. Esta área metropolitana tiene entre otros objetivos: el transporte, las comunicaciones, el abastecimiento de agua, el saneamiento y depuración de las aguas, el urbanismo y el medio ambiente.

### Urbanismo
Talavera se suele citar en universidades, conferencias y publicaciones especializadas como paradigma de lo que nunca se debe hacer en urbanismo. No es precisamente un buen ejemplo de saber crecer y desarrollarse económicamente respetando su patrimonio arquitectónico, urbanístico y medioambiental. El bum del ladrillo y la especulación del siglo XX provocan su crecimiento descontrolado y se planifica de mala manera o no se planifica, maltratando su paisaje y la apariencia urbanística resultante de su trayectoria histórica de un modo irreparable. La tradicional imagen urbana que durante siglos se puede contemplar desde el río: recinto amurallado, edificaciones y torres en sentido ascendente, desaparece debido a la destrucción de la muralla y la construcción de nuevos edificios de viviendas, bloques desiguales e inconexos cubiertos con ladrillo visto de pisos cuya altura tapa las torres más emblemáticas de la ciudad. En la actualidad esto se intenta corregir con el POM: Plan de Ordenación Municipal. Se construyen más zonas verdes y aparcamientos, pero el tráfico continúa resultando algo caótico en horas punta. El entramado urbano está estructurado en varias grandes avenidas —Francisco Aguirre, Pío XII, Juan Carlos I— que vertebran la mayor parte del mismo, facilitando la circulación, aunque determinadas zonas algo alejadas del centro siguen sin señalizaciones. Su crecimiento está condicionado hacia el este y el oeste debido a los obstáculos que suponen el río al sur y la vía ferroviaria al norte; aspectos estos que el POM pretende corregir con la construcción de la circunvalación sur, los nuevos planes de desarrollo junto a las márgenes del río y la futura construcción de la vía soterrada del AVE.

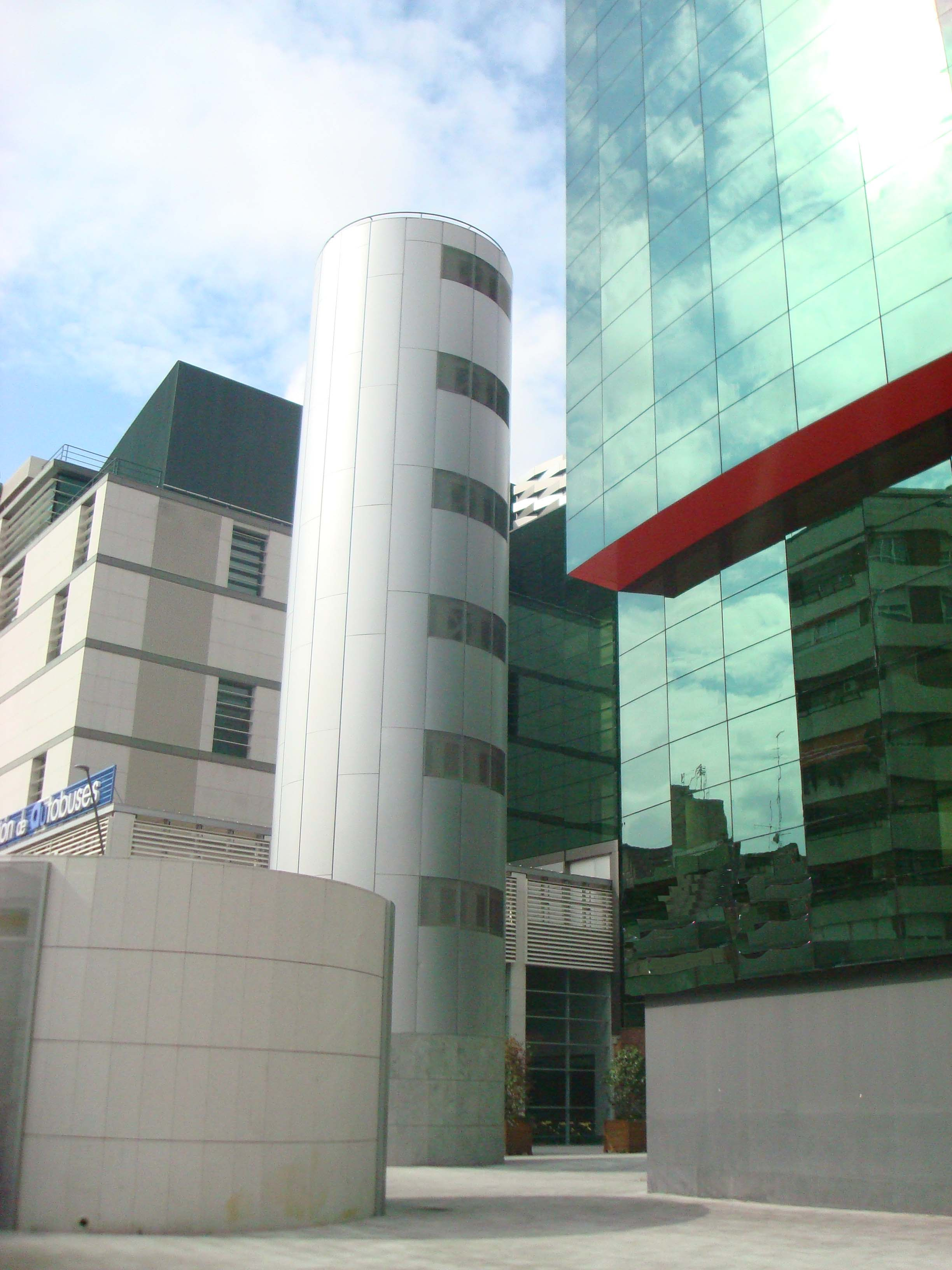
Zona de oficinas, hotelera y comercial de la ciudad

Hablando estrictamente de su plano urbano físico, se distinguen en él, su origen, es decir, el casco antiguo, y los ensanches establecidos en el siglo XX, cuando creció en mayor medida. Su centro se desplaza hacia el este según crece, pasando de la parte antigua —La Colegial, el ayuntamiento, los juzgados— a la zona comercial y financiera —San Francisco, paseo del Prado, Trinidad, plaza de España—. Sin embargo, el centro lúdico y de restauración se encuentra más al este aún, situándose en los aledaños del centro comercial Nuevo Centro. Muchos comercios de la parte antigua desaparecen y se trasladan a la zona comercial o al nuevo espacio surgido tras la construcción de centros comerciales en la carretera de Madrid. La actividad turística se reparte entre la nueva zona centro de la ciudad —aquí las ferias tienen un gran peso— y su casco antiguo —reducido a aspectos culturales, religiosos y burocráticos—, donde se concentran los palacios, iglesias, teatros y restos de las murallas.
Hacia el oeste se ha ido configurando una zona más industrial, con varios polígonos, así como educativa, puesto que la universidad y otros centros se encuentran en este sector del municipio. Sus nuevas zonas residenciales constan de edificios de escasa altura, en comparación con los grandes bloques de los ensanches del este. El crecimiento hacia el oeste ha provocado que el barrio periférico de Patrocinio de San José esté prácticamente integrado en la ciudad. Otro barrio apartado es el de Santa María, separado por el río y situado al sur, en las inmediaciones del cerro Negro, a escasos metros del destacamento militar. Esta zona no está densamente poblada, aunque el consistorio quiere que la ciudad no quede dividida en dos por el río, sino que la misma quede integrada con él en sus dos márgenes. Se han desarrollado numerosas urbanizaciones en la periferia, como Montecarlo, que se encuentra anexionada al área urbana por el noreste. Otras, crecen diseminadas por los límites municipales, con muchos habitantes de hecho pero no de derecho, de municipios vecinos. Estas localidades aledañas dependen de Talavera en todos los aspectos. También se ha producido un crecimiento incontrolado de parcelas y pequeñas casas en zonas no urbanizables al norte y al oeste de la ciudad, que desparecerán cuando futuros proyectos como el AVE o la segunda fase de la circunvalación sur se hagan realidad, por estar situadas en zonas que impiden su desarrollo.

## Economía

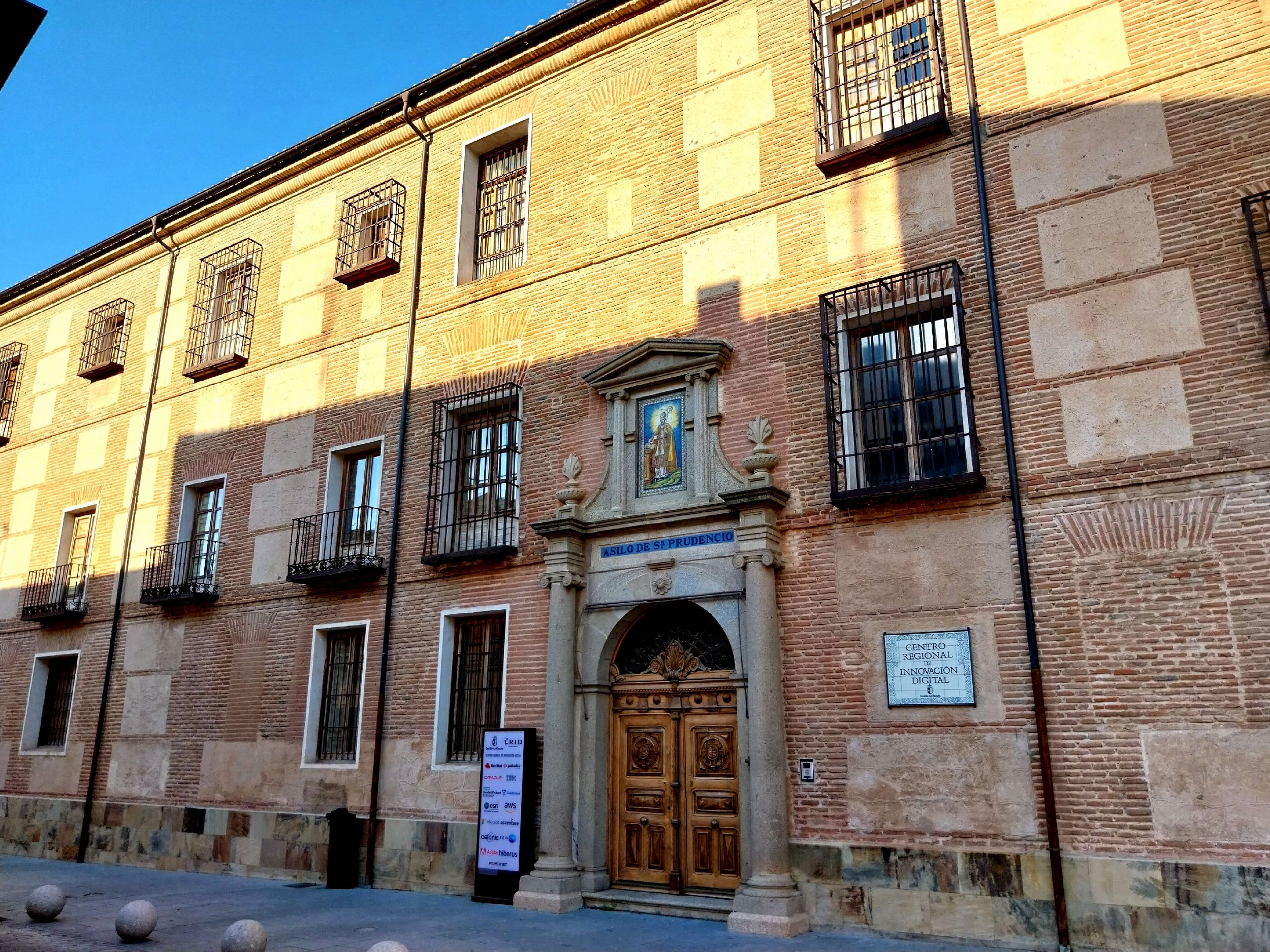
Sede del Centro Regional de Innovación Regional (CRID) de Castilla-La Mancha, en el antiguo Asilo de San Prudencio

Talavera de la Reina ha sido conocida tradicionalmente por su actividad ceramista, que ha dado lugar a la famosa cerámica de Talavera. Además, es muy importante su actividad textil, y el Mercado Nacional de Ganados, y es una de las mayores zonas productoras de ganado de cerda y merino de toda Castilla, destacando la oveja autóctona talaverana.
Talavera se encuentra situada como punto central de la zona de regadíos del Alberche, por lo que su huerta es rica y de una gran calidad. Se cultivan principalmente verduras, frutas de temporada (sandía, melón, tomates), cebada y forraje para animales.
Actualmente la ciudad ha derivado al sector terciario y se ha convertido en la ciudad comercial más importante de la región. Otros productos que destacan son los derivados del cuero, hierro y artículos de caza.

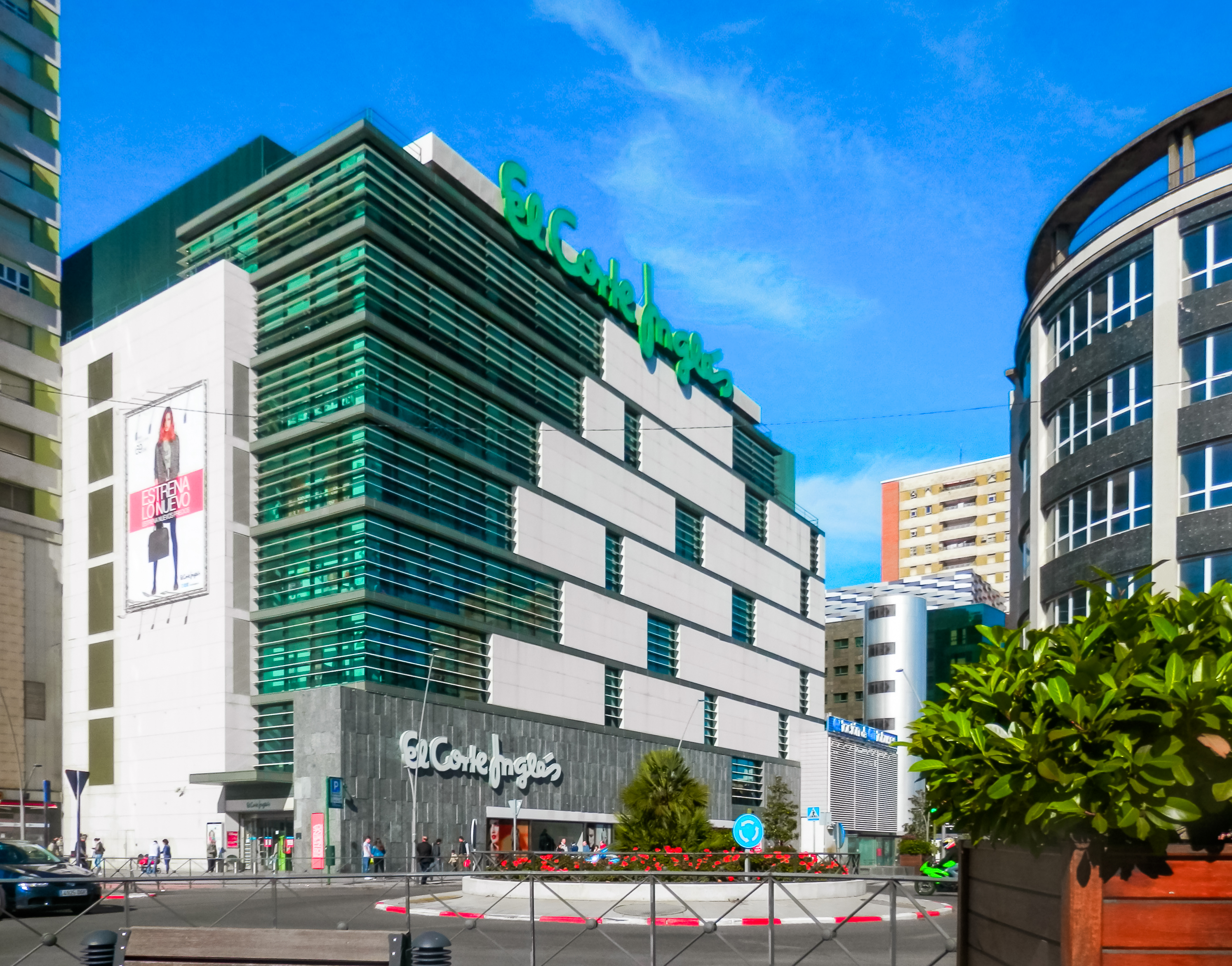
El Corte Inglés de Talavera, inaugurado en 2007

La crisis en el sector de la construcción han situado a Talavera como la ciudad con más paro de Castilla-La Mancha, en términos absolutos y relativos, con tasas de hasta el 40 %. La ciudad se hizo demasiado dependiente del sector de la construcción durante el boom de la construcción debido a la situación estratégica de la ciudad entre Madrid y Lisboa. La conexión con la capital a través de autovía y la futura línea de Tren de Alta Velocidad que le conectaría con Madrid en media hora y con Lisboa en dos horas hizo crecer las expectativas de la ciudad.
Talavera de la Reina se trata de una ciudad eminentemente comercial, por lo tanto es el comercio su actividad principal. La ciudad atrae a muchas localidades no solo de la comarca y de la provincia, además muchos extremeños y abulenses son los que vienen a la ciudad a comprar. Para satisfacer esta demanda, Talavera cuenta con varios centros comerciales:
- Centro Comercial Nuevo Centro: construido en los años 1990, fue el primero de la ciudad. Llamado así por la situación en la que se encuentra ubicado, dispone de un supermercado, locales comerciales, zona de restauración y discotecas.
- Centro Comercial Los Alfares: inaugurado en 2005, está situado a las afueras de la ciudad, en la carretera de Madrid. Cuenta con más de setenta locales comerciales y de restauración con grandes firmas nacionales e internacionales. En septiembre de 2013 se inauguraron los nuevos cines de la ciudad allí ubicados.
- El Corte Inglés: parte de un gran proyecto en el que además de construyó la nueva estación de autobuses subterránea, túneles, zona de aparcamiento, edificios de oficinas y un hotel. Este centro cuenta con 10 plantas, 6 de ellas sobre el nivel del suelo.
- Parque Comercial El Golf: Está situado a la entrada de la ciudad por la carretera de Madrid, enfrente del Centro Comercial Los Alfares. Varias empresas internacionales están asentadas en este parque comercial. Además cuenta con zonas de aparcamiento y cafetería y un local de comida rápida.

En el centro de la ciudad, y sobre todo en las calles San Francisco y Trinidad, podemos encontrar la zona comercial por excelencia de la ciudad. Aquí también podemos ver grandes firmas nacionales e internacionales como Zara, Stradivarius, Sfera, Benetton o Intimissimi.
Existe varios proyectos para la construcción de nuevos centros comerciales. Uno de ellos, el llamado PAU de las Moreras, situado en las inmediaciones del nuevo Puente de Castilla-La Mancha, plantea también la construcción de 2000 viviendas, un hotel, zonas verdes y equipamientos sociales y deportivos. El segundo de ellos, PAU El Tajo 1, ubicado a las afueras de la ciudad a continuación del C.C. Los Alfares, se encuentra ya en construcción y albergará nuevos locales de restauración y locales comerciales. 

#### Evolución de la deuda viva municipal
El concepto de deuda viva contempla solo las deudas con cajas y bancos relativas a créditos financieros, valores de renta fija y préstamos o créditos transferidos a terceros, excluyéndose, por tanto, la deuda comercial.
| Gráfica de evolución de la deuda viva del Ayuntamiento entre 2008 y 2023                                       |
| |
| Deuda viva del Ayuntamiento de Talavera de la Reina, en miles de euros, según datos del Ministerio de Hacienda |

## Símbolos

### Escudo
Sobre el exterior de uno de los muros de la basílica de Nuestra Señora del Prado, concretamente en su muro testero, entre otros varios restos de piedra antiguos de distintas épocas: escudos, lápidas romanas y vestigios de monumentos talaveranos, se hallan empotradas dos labras heráldicas o piedras armeras procedentes de la desaparecida Puerta de Cuartos, puerta que abre al poniente formando parte del tercer recinto amurallado de Talavera, que acoge desde finales del siglo XII la zona conocida como los Arrabales Viejos y es derribada en 1907.
Articulan un escudo de la villa de Talavera que en el exterior de su muro y emplazado sobre la altura de la malograda puerta se divide en estas dos piezas separadas, cada una de las cuales exhibe uno de los dos emblemas talaveranos: en una figura la representación de una torre albarrana con sus almenas y su arco remarcado, en la otra están representados dos bóvidos en movimiento. Muy posiblemente las dos se colocan sobre la Puerta de Cuartos en 1558, después de su reconstrucción y ampliación para recibir al nuevo arzobispo fray Bartolomé Carranza de Miranda y donde, entre ambas, como señal de distinción y honor, se encuentra situado el escudo del propio arzobispo, señor de Talavera.
Hay otros escudos talaveranos de armas labrados en piedra dispersos por la ciudad. Sobre el significado de sus símbolos existen diversas teorías. El historiador Ildefonso Fernández acepta como más probable y verosímil el origen romano de los mismos, aunque hasta hoy no se ha podido demostrar que los dos bóvidos figuraran en el escudo antes del siglo XVI. En los escudos más antiguos, incluidos los de finales de la Edad Media, solo aparece como único emblema heráldico la torre, tipo arco triunfal romano, con arco de medio punto y rematada por almenas. El añadido bovino del siglo XVI puede deberse al auge de las fiestas de toros durante la celebración de la fiesta ordinaria de Las Mondas, tan primitiva que no hay memoria de su origen.
El antiguo blasón de la villa descrito por Francisco Piferrer tiene por armas un castillo con dos toros a la puerta, «pintado de gules, castillo de oro y toros de lo mismo, sobre terraza de sinople». Un informe privado del Ayuntamiento de Talavera refiere este otro blasón: De azur, una torre albarrana de oro mazonada de sable. Dos toros pasantes y contrapuestos delante de la torre albarrana, de su color. Por timbre, corona real.

### Bandera
Según Ildefonso Fernández, y con posterioridad, Ángel Ballesteros, el origen de la actual bandera de Talavera hay que buscarlo en la antigua Hermandad de Nuestra Señora del Prado, por la costumbre extendida entre sus cofrades del uso como indumentaria de un traje azul y blanco, pasando estos dos colores que representan a su patrona la Virgen del Prado a conformar la imagen de la bandera —siempre sin escudo— que representa a la ciudad, además de ser los que predominan en su cerámica tradicional.

## Monumentos y lugares de interés

### Arquitectura militar
- Huerto de San Agustín. Antigua alcazaba árabe construida por Abderramán III y posterior alcázar cristiano donde fue ejecutada Leonor de Guzmán, madre de Enrique II de Castilla. Actualmente está siendo objeto de excavación arqueológica.

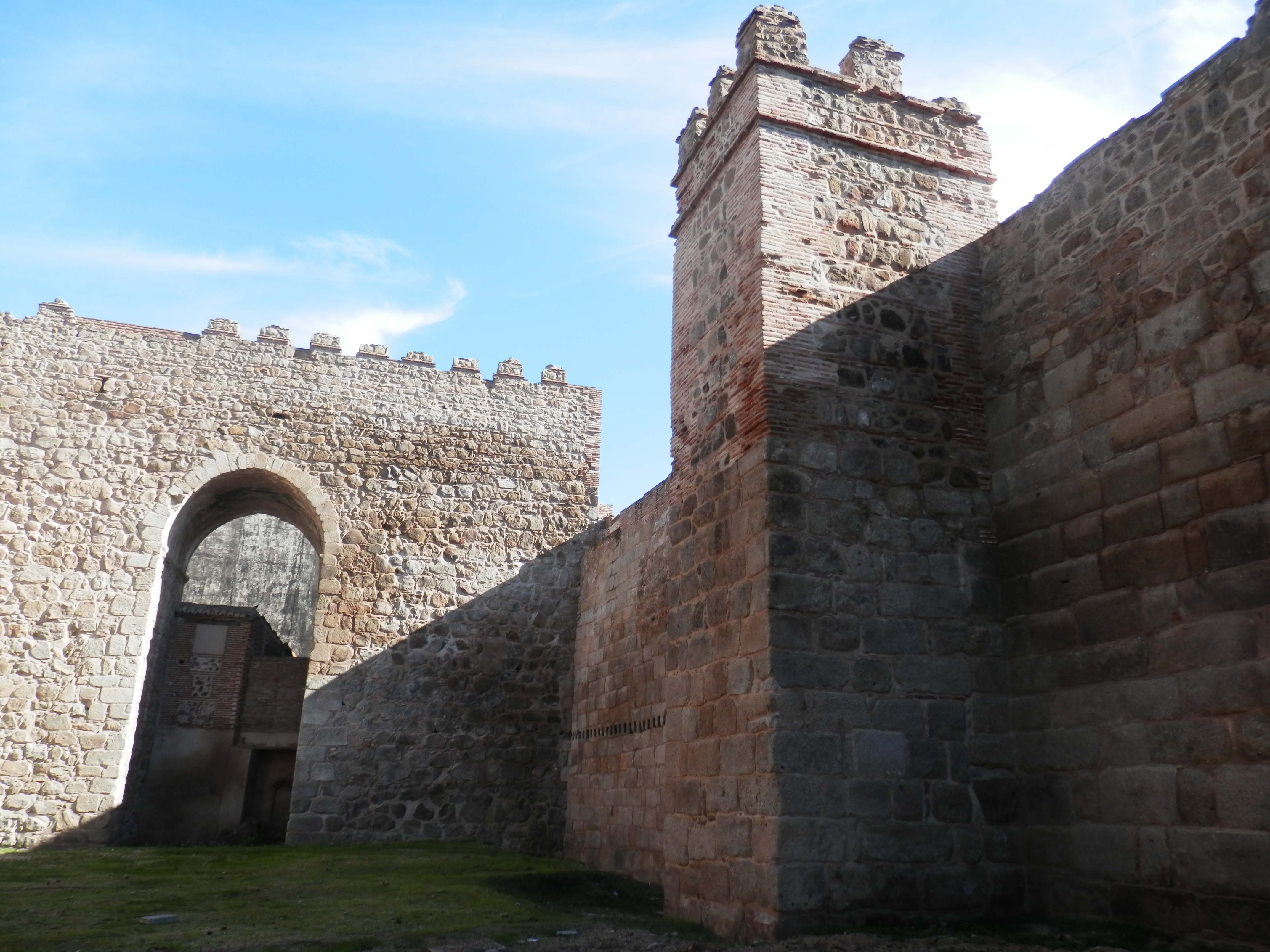
Muralla en la Corredera del Cristo

- Muralla y torres albarranas de Talavera de la Reina. La muralla y las torres albarranas forman el primer recinto amurallado de la ciudad, en las calles Carnicerías, Corredera del Cristo, Charcón, Entretorres y Ronda del Cañillo. De origen posiblemente romano, su construcción y aspecto actual es musulmana y cristiana, de los siglos X-XIII. Encierra el barrio más antiguo de la ciudad, la Villa.
- Muralla del segundo recinto. Encerraba los Arrabales Nuevos, pero de ella solo quedan algunos restos: la Puerta de Sevilla, la Torre del Polvorín, un torreón de la Puerta de Zamora y otro torreón en la plaza de San Miguel.

### Arquitectura religiosa

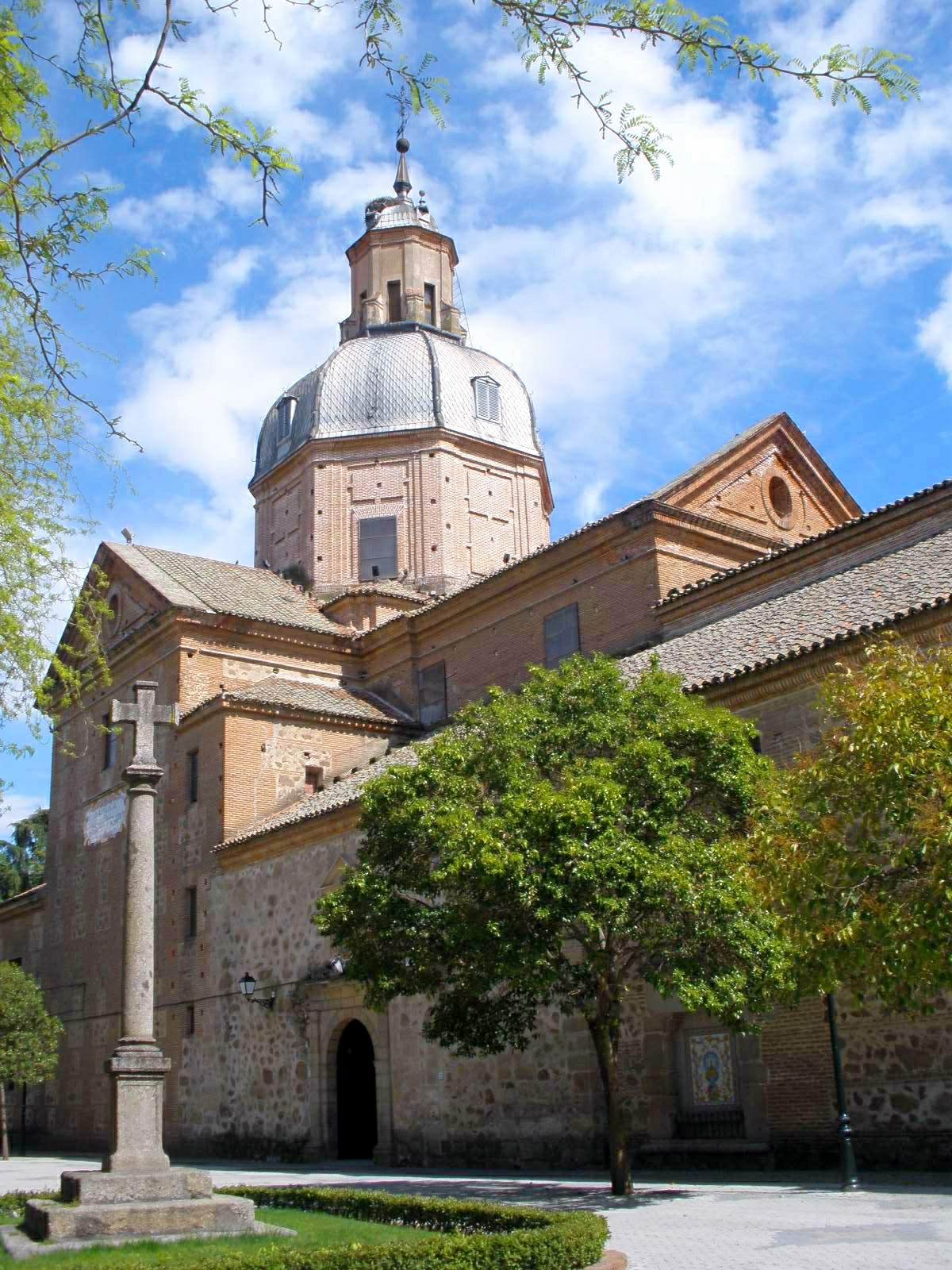
Basílica de Nuestra Señora del Prado

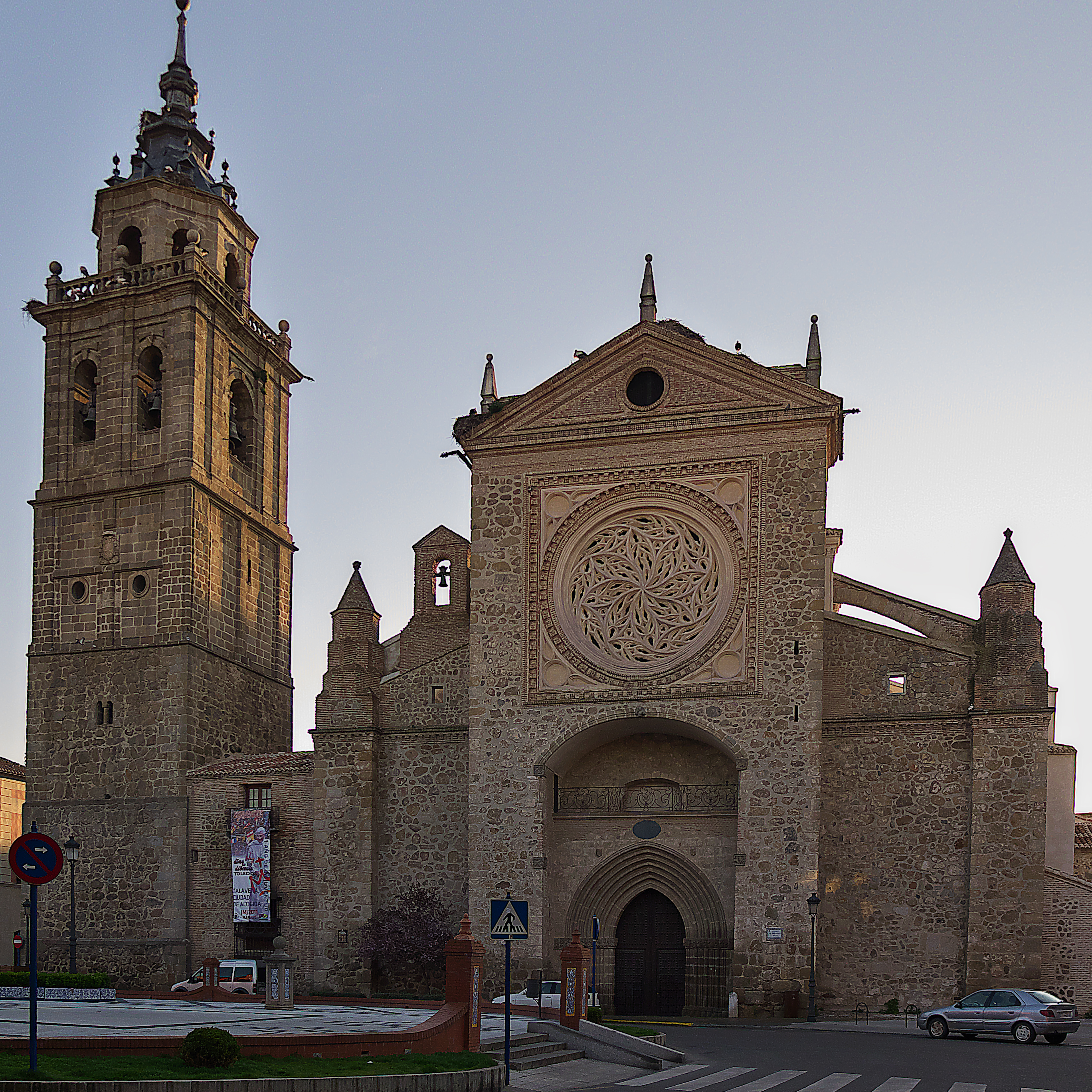
Colegiata de Santa María

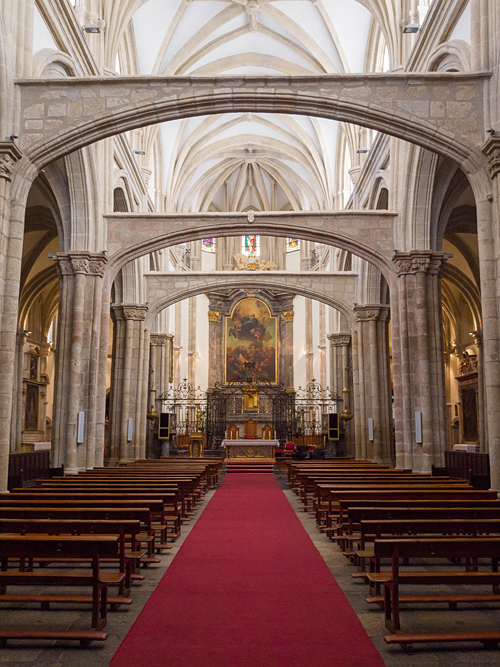
Interior de la colegiata de Santa María la Mayor

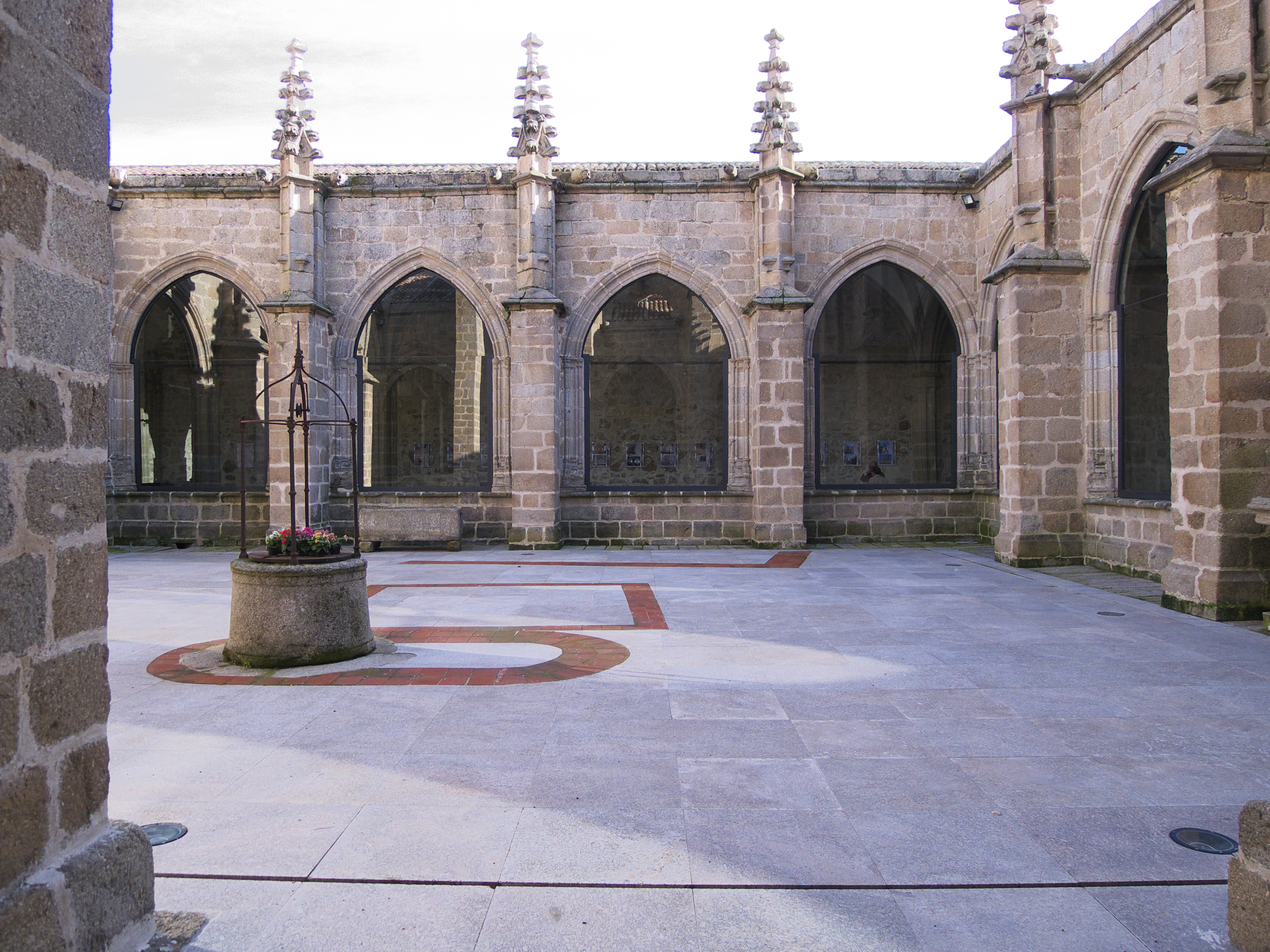
Claustro de Santa María la Mayor

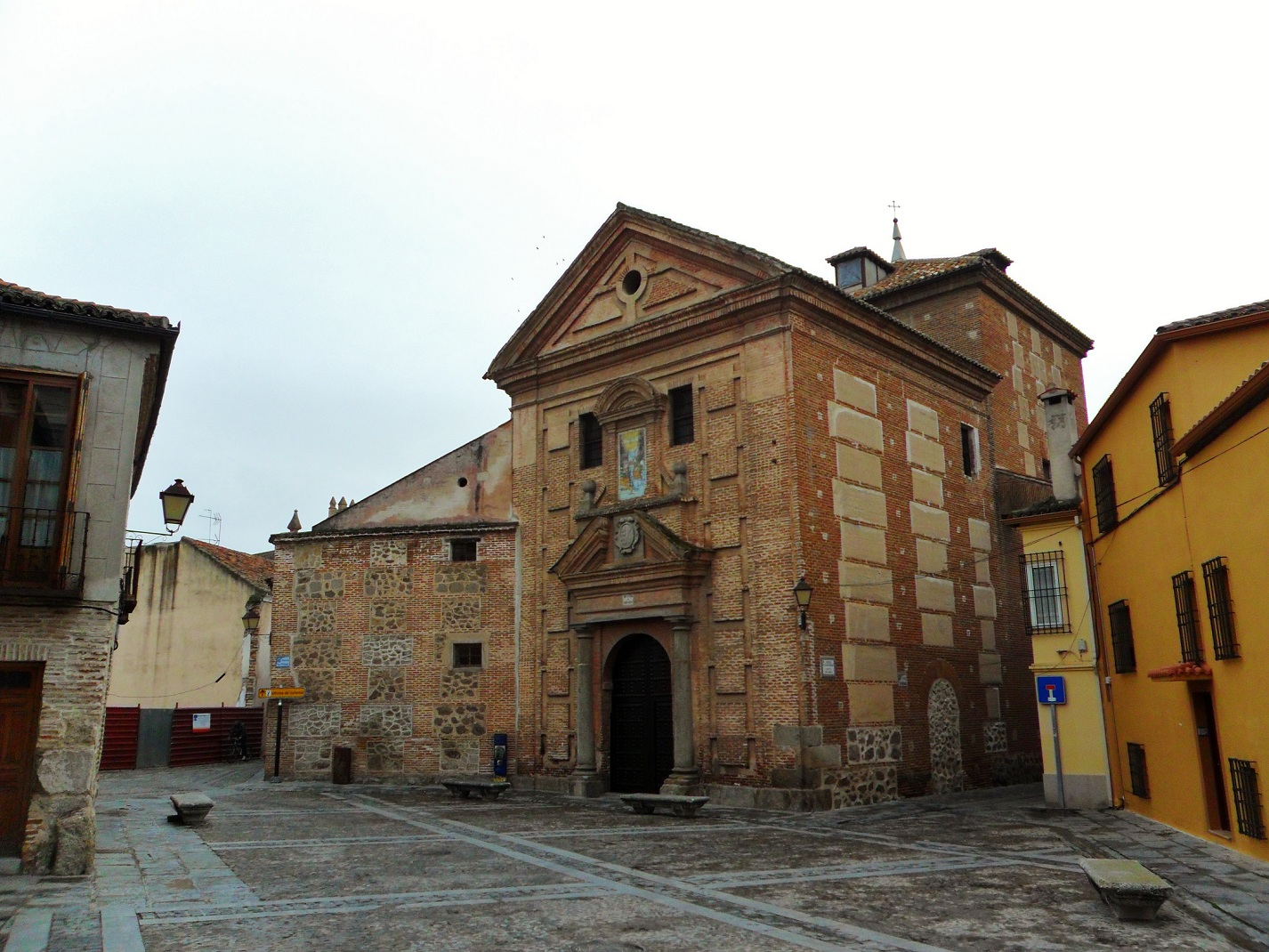
Convento de la Encarnación de las Madres Bernardas

- Basílica de Nuestra Señora del Prado. Fue construida entre los siglos XVI y XVII. Es de estilo renacentista y barroco y alberga una magnífica colección de cerámicas de los siglos XVI al XX. La capilla mayor es obra de fray Lorenzo de San Nicolás. La advocación de Nuestra Señora del Prado es la patrona de la ciudad. Anteriormente ermita, fue declarada Basílica Menor en 1989.
- Capilla de la Cárcel de la Santa Hermandad. Estilo gótico del siglo XV.
- Capilla del Cristo de los Mercaderes. Abierta en el siglo XVIII en una torre albarrana del primer recinto amurallado. Retablo rococó.
- Casa del Arcipreste. Casa-patio del siglo XVII.
- Casa del Deán. Construida en el siglo XVI en estilo renacentista.
- Colegiata de Santa María la Mayor. Situado dentro del primer recinto murado, como la parroquia de Santiago el Viejo y las desaparecidas de San Pedro y San Clemente, este templo rectangular con la orientación tradicional de la cabecera hacia naciente aparece referido ya en el siglo XII.[189] En un documento de 1204 se mencionan sus prerrogativas, por ser la iglesia más antigua, como punto de partida de procesiones.[190] El historiador Francisco de Soto dice: «La iglesia de Santa María, que hoy es insigne colegial de esta antiquísima villa, fue catedral desde que el Apóstol Santiago predicó en ella, dejando a uno de sus discípulos llamado Pedro como su primer obispo, le fueron sucediendo otros cuarenta y dos obispos hasta llegar el año 1085 que fue en el que el rey D. Alonso el sexto ganó a los moros esta villa; y en esta ocasión perdió esta iglesia al ser catedral».[190] De estilo gótico-mudéjar, su aspecto actual data esencialmente de los siglos XV y XVIII.[191] Destacan su rosetón gótico flamígero fabricado con técnicas de ladrillo mudéjar en el siglo XV,[192] su claustro gótico, en el que se encuentran los restos de Fernando de Rojas, autor de La Celestina,[192] y varios monumentos funerarios del siglo XV.[193]
- Convento de la Encarnación de las Madres Bernardas. El conjunto de iglesia y convento fue construido entre 1610 y 1625 por fray Lorenzo de San Nicolás en un estilo barroco-mudéjar con profusión del uso del ladrillo. Fue declarado Bien de Interés Cultural con la categoría de monumento el 11 de mayo de 1993.[194][195]
- Convento de las Madres Carmelitas (siglo XVII). Conserva imágenes obra de Juan Pascual de Mena.
- Convento de San Agustín el Viejo. Posiblemente la obra más representativa del barroco de ladrillo de Fray Lorenzo de San Nicolás en la ciudad. Actualmente alberga el Museo de Cerámica Ruiz de Luna.
- Convento de Santo Domingo. Fue fundado en el siglo XVI por el talaverano fray García de Loaysa, entonces general de la orden dominicana y arzobispo de Sevilla.[196] Su iglesia es de estilo gótico tardío, con rasgos renacentistas, mientras que el claustro es netamente renacentista. Son notables los sepulcros platerescos del fundador y sus padres, atribuidos al taller de Felipe Bigarny.

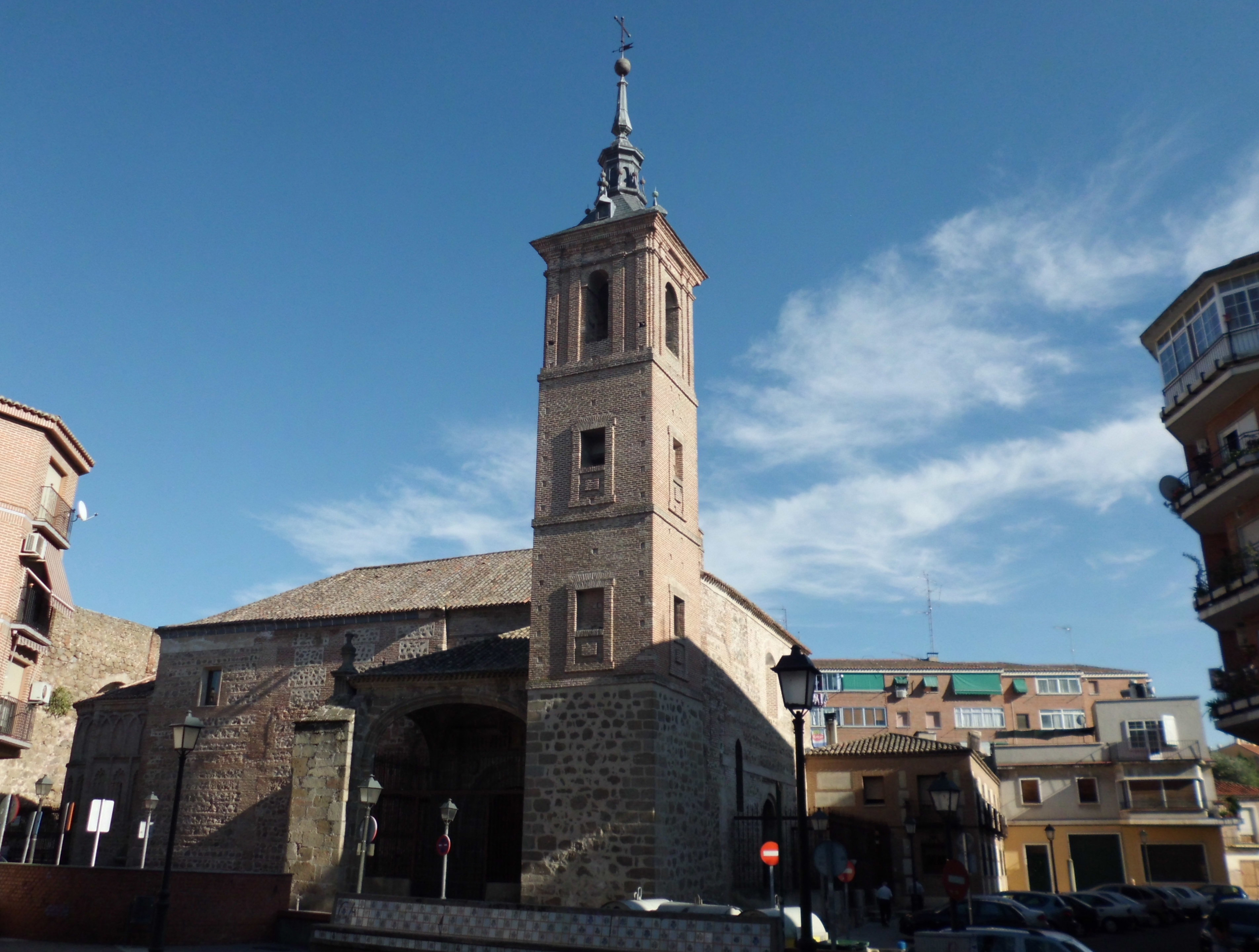
Iglesia de El Salvador en la calle corredera del Cristo

- Iglesia de El Salvador. Reconquistada Talavera, los caballeros castellanos recién llegados que ocupan los Arrabales Nuevos la toman como su parroquia, mientras que los cristianos mozárabes ocupan la villa —el espacio urbano más antiguo, dentro del primer recinto amurallado— siendo su parroquia la iglesia de Santa María, posteriormente iglesia Colegial.[197] Los sucesivos añadidos ocultan gran parte de la belleza e importancia histórica de esta iglesia de una sola nave cubierta con artesa hexagonal y arco triunfal apuntado de tipo plateresco.[198] Dos capillas dan a la nave en el lado izquierdo, la primera con arco ojival y la otra, que contiene enterramiento del siglo XVI, con arco rebajado.[198] A la portada con atrio al norte, de estilo plateresco y cubrición con nervaduras, se le adosa la torre de ladrillo de cuatro cuerpos, el superior con campanario de un ojo de medio punto por cada cara, rematada por un pináculo historicista del siglo XIX.[199] El ábside mudéjar es del siglo XIII y en su interior se han descubierto pinturas románicas que representan un Pantocrátor de la misma época.[200] El templo posee además elementos góticos y platerescos posteriores.
- Iglesia de San Andrés. Se encuentra en el barrio de la Puerta de Cuartos, que coincide con la zona de los llamados arrabales viejos.[201] Cuenta con artesonado mudéjar, cerámicas del siglo XVII y pinturas murales recientemente descubiertas.
- Iglesia de San Francisco. De esta iglesia cabe destacar su viacrucis de cerámica de Francisco Arroyo.

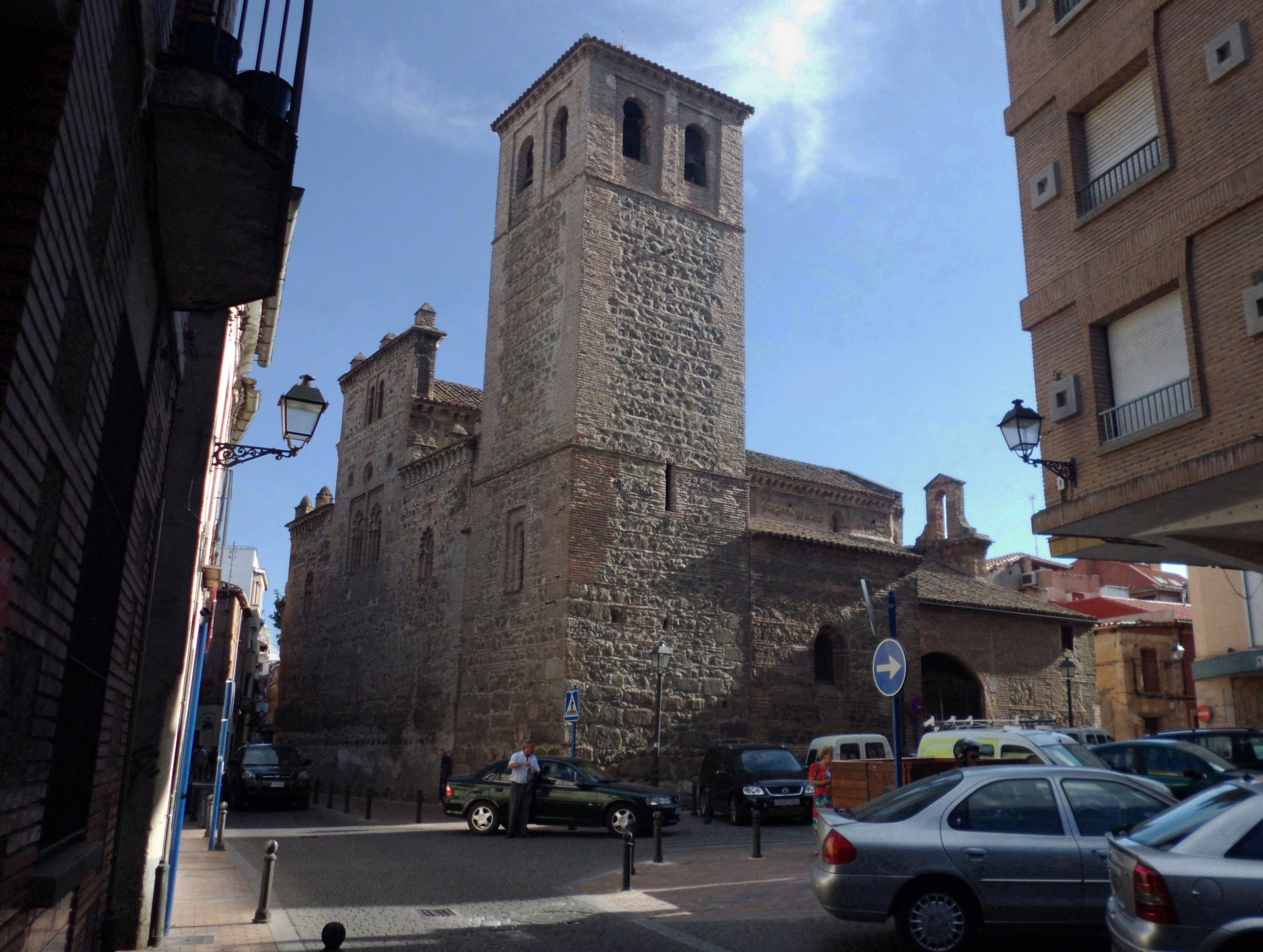
Iglesia de Santiago el Nuevo

- Iglesia de Santiago el Nuevo. Es una magnífica construcción mudéjar del siglo XIV. Destaca su decoración de ladrillo exterior, incluido el excelente rosetón, así como su retablo renacentista y la capilla gótica del Santo Sepulcro, del siglo XV.
- Iglesia del Hospital de la Orden de Santiago, o «de Santiaguito», como se le denomina popularmente, se conserva su ábside mudéjar del siglo XIII.
- Monasterio cisterciense de San Benito. Es el convento más antiguo de la ciudad. Conserva restos mudéjares y un claustro renacentista.
- Monasterio jerónimo de Santa Catalina y colegio de San Prudencio. Fundado a finales del siglo XIV, época de la que se conservan algunos restos gótico-mudéjares. La iglesia actual es renacentista, con elementos herrerianos, como la sacristía. Sus trazas se deben a Alonso de Covarrubias, y en su construcción intervino, según algunas fuentes, Juan de Herrera. Parcialmente en estado ruinoso, ha sido incorporado a la lista roja de Hispania Nostra.[202]

### Arquitectura civil

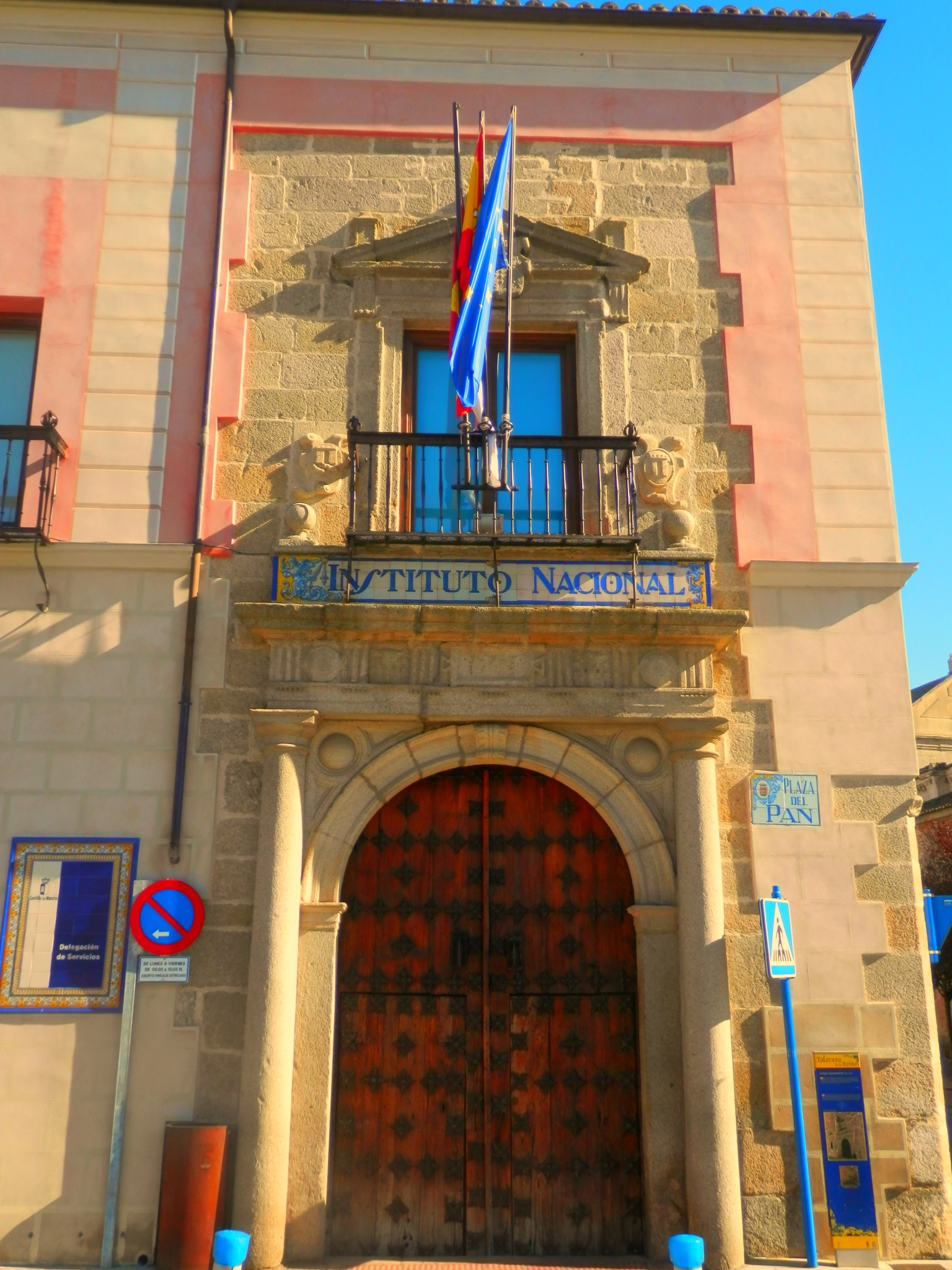
Antiguo ayuntamiento, en el edificio del colegio Cervantes

- Ayuntamiento antiguo. De estilo renacentista, data del siglo XVI y en él ejerció sus funciones de alcalde de la ciudad el Bachiller Fernando de Rojas.
- Ayuntamiento actual. Complejo palaciego del siglo XVII, con patio porticado.
- Casa-palacio de la calle del Sol. Barroca del siglo XVII.
- Casa de la Panadería. Ejemplo de arquitectura tradicional talaverana.
- Casa natal de Fray Hernando de Talavera (siglo XV).
- Casa de los Molinos Nuevos. Uno de los principales edificios de la antigua Real Fábrica de Sedas, del siglo XVIII.
- Domus del Hospital y templos romanos de Caesarobriga. Yacimiento arqueológico de los siglos I-XIV, visitable en el antiguo Hospital de la Misericordia —centro cultural Rafael Morales—. Los dos templos, dedicados a Júpiter y al culto imperial, pertenecieron al foro de la Caesarobriga romana.
- Hospital de la Misericordia. Fundado en 1475, el edificio actual data del siglo XVII. Alberga actualmente el centro cultural Rafael Morales.

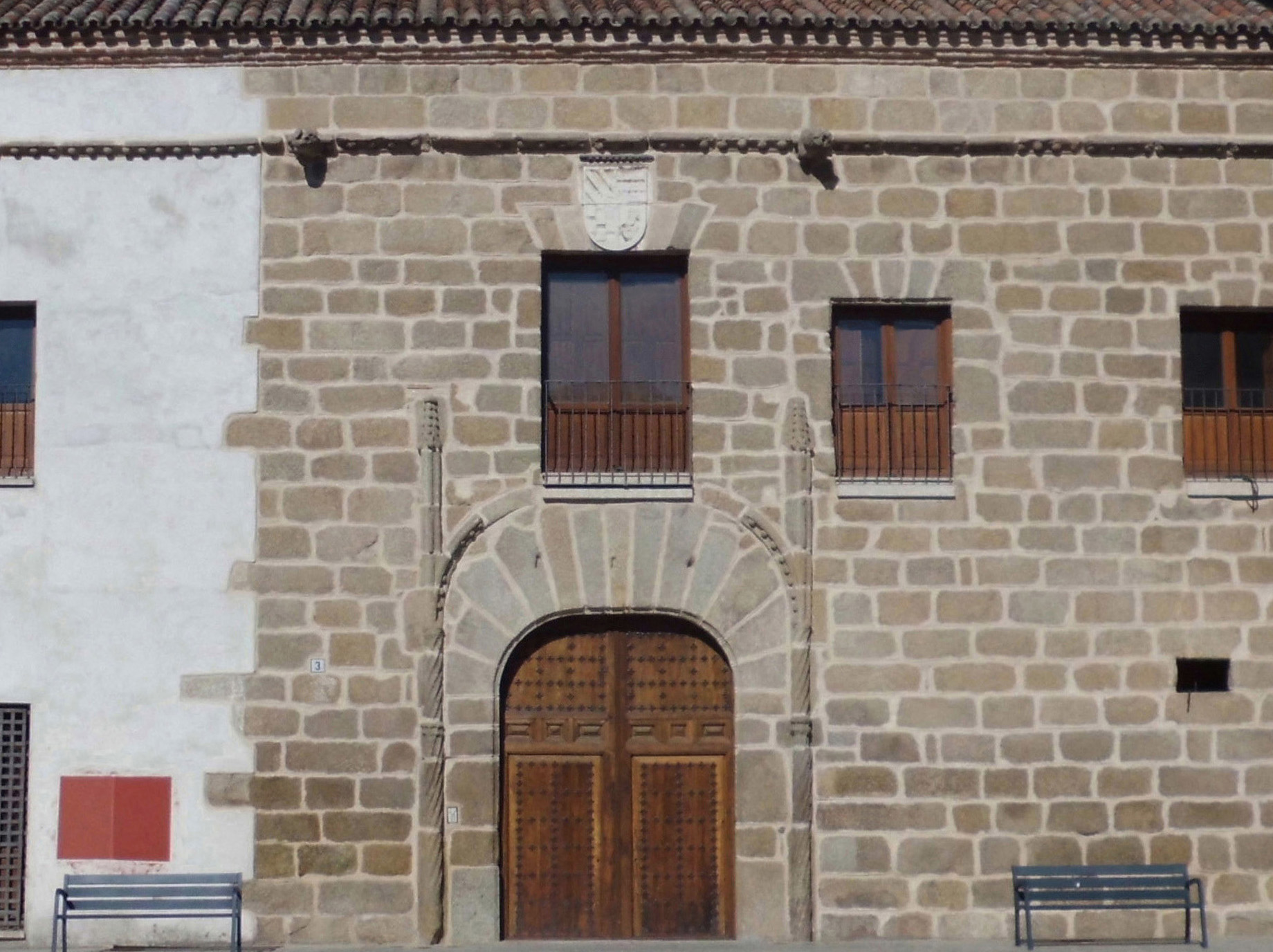
Palacio de los marqueses de Villatoya

- Palacio de los Marqueses de Villatoya. Construido en el siglo XV, se sitúa en la plazuela a la que da nombre.[203] Su estilo arquitectónico se enmarca dento del arte gótico[203] y constituye una transición del gótico al renacimiento. La fachada cuenta con una portada característica del estilo toledano, que muestra un arco rebajado con exorno de bolas y dos pinaculillos.[203] El portal es el más característico de Talavera en su género, con dos robustos arcos retorcidos y rebajados, adornados también con bolas.[203] Ha pertenecido a la familia talaverana Duque de Estrada y a los marqueses de Lanzarote, Villatoya y Jura Real.[203] Hospeda al rey Felipe V durante su estancia entre el 8 y el 12 de marzo de 1704.[203] La fábrica es de sillería y junto al alero tiene como remate una tira decorada con bolas y tres canes sobre la que hay una cornisa moldurada.[203] La fachada sur de este palacio —que debería llamarse Duque de Estrada, ya que es esta familia burgalesa asentada en la ciudad desde el comienzo de la reconquista la que lo construye— es posterior y reformada.[204] Es declarado Bien de Interés cultural con la categoría de monumento el 19 de febrero de 1992.[205]
- Palacio de los condes de la Oliva (siglo XVII), con patio porticado.
- Plaza de toros La Caprichosa, en la que murió José Gómez Ortega, Joselito.
- Villa romana de Saucedo

### Parques y jardines

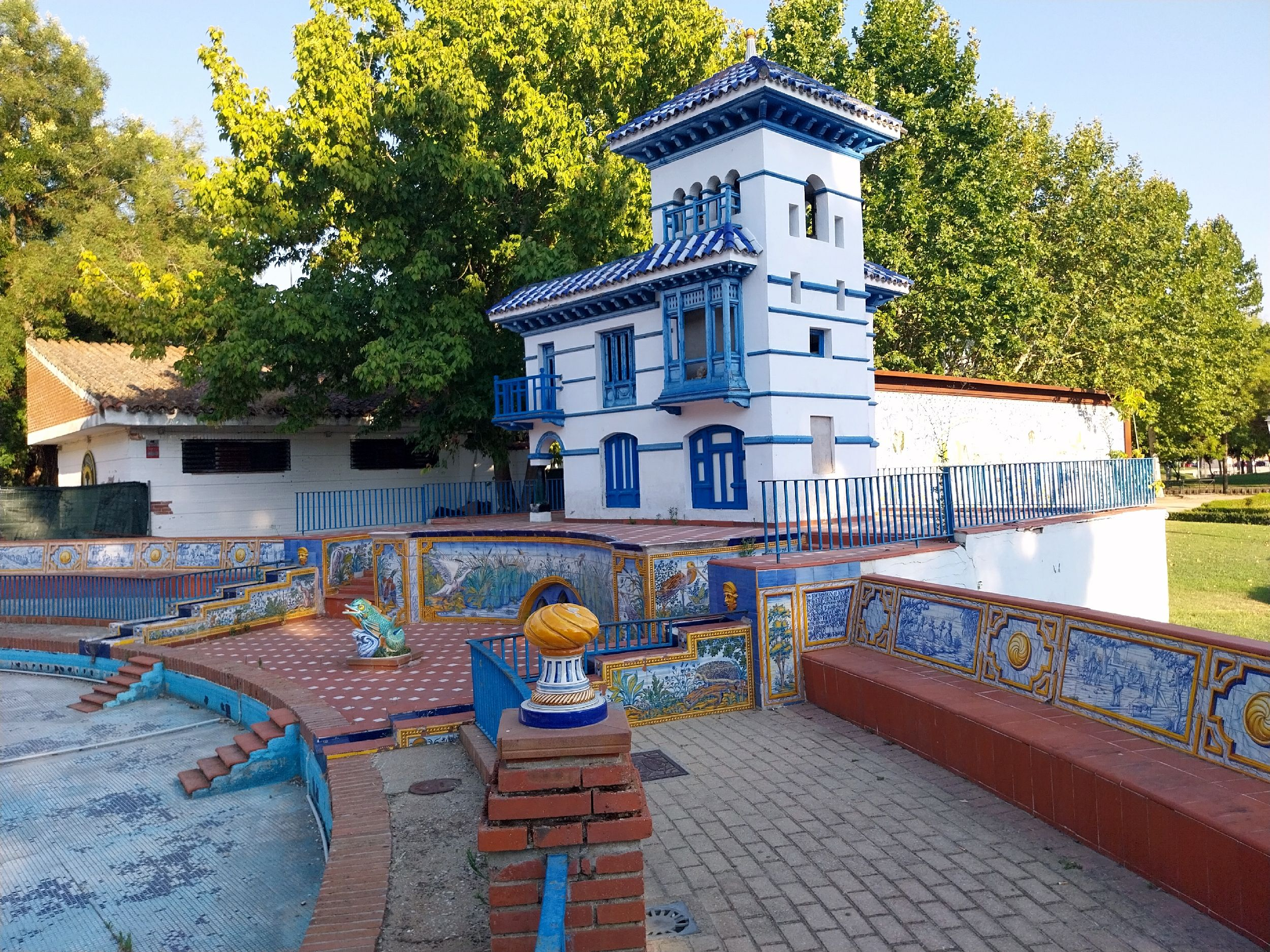
Estanque y Casa de los Patos dentro de los jardines del Prado

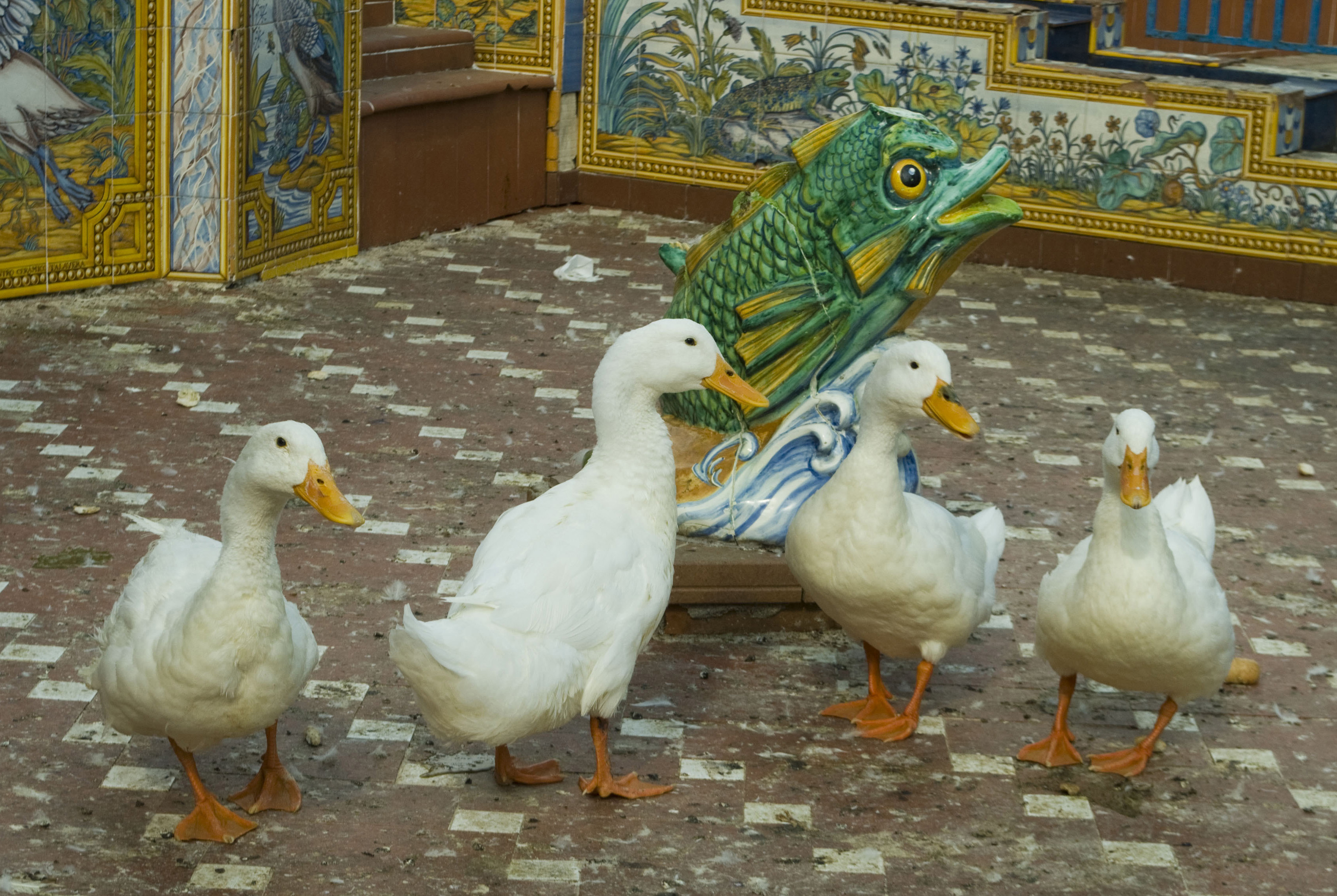
Estanque de los Patos

- Jardines del Prado. Síntesis de diversos estilos de jardín europeos y árabe con predominio de la distribución geométrica y simétrica del parterre,[206][207] es desde antiguo lugar de esparcimiento y paseo de la ciudad.[208][207] En documentos del siglo XVIII aparece como «alameda de recreo», y en planos ingleses de la batalla de Talavera figura escrita la palabra «gardens» sobre esta zona.[206] Su diseño y construcción se llevan a cabo en 1864,[207] cuando se trazan las primeras glorietas[206] con la intención de urbanizar con un parque el trayecto desde la muralla hasta la ermita de Nuestra Señora del Prado,[208] declarada basílica menor en 1989.[209] Patrimonio histórico restaurado y modificado en distintas ocasiones,[207] su originaria decoración neomudéjar con arabescos, azulejos y otros elementos cerámicos, junto con la utilización del ladrillo,[207] se enmarca dentro de las corrientes orientalistas de la arquitectura historicista imperante en Europa por aquella época.[210] Destacan su Fuente de las Ranas —en 1925, con el proyecto del nuevo parque entonces llamado de Alfonso XIII, Ruiz de Luna diseña esta fuente y otras de menores dimensiones situadas en las pequeñas rotondas—[206], el templete de la música, las hornacinas de su paseo lateral, antiguas bibliotecas populares, el pequeño estanque situado en el paseo de los Patos, con la Casa de los Patos y Palomas, a cuyos laterales se sitúan dos jaulas con pavos reales y faisanes —antiguamente grandes jaulas de canarios, pájaros americanos y dos monos—[206] y La Mezquita, pequeño edificio neoárabe destinado a los aseos públicos.[207]

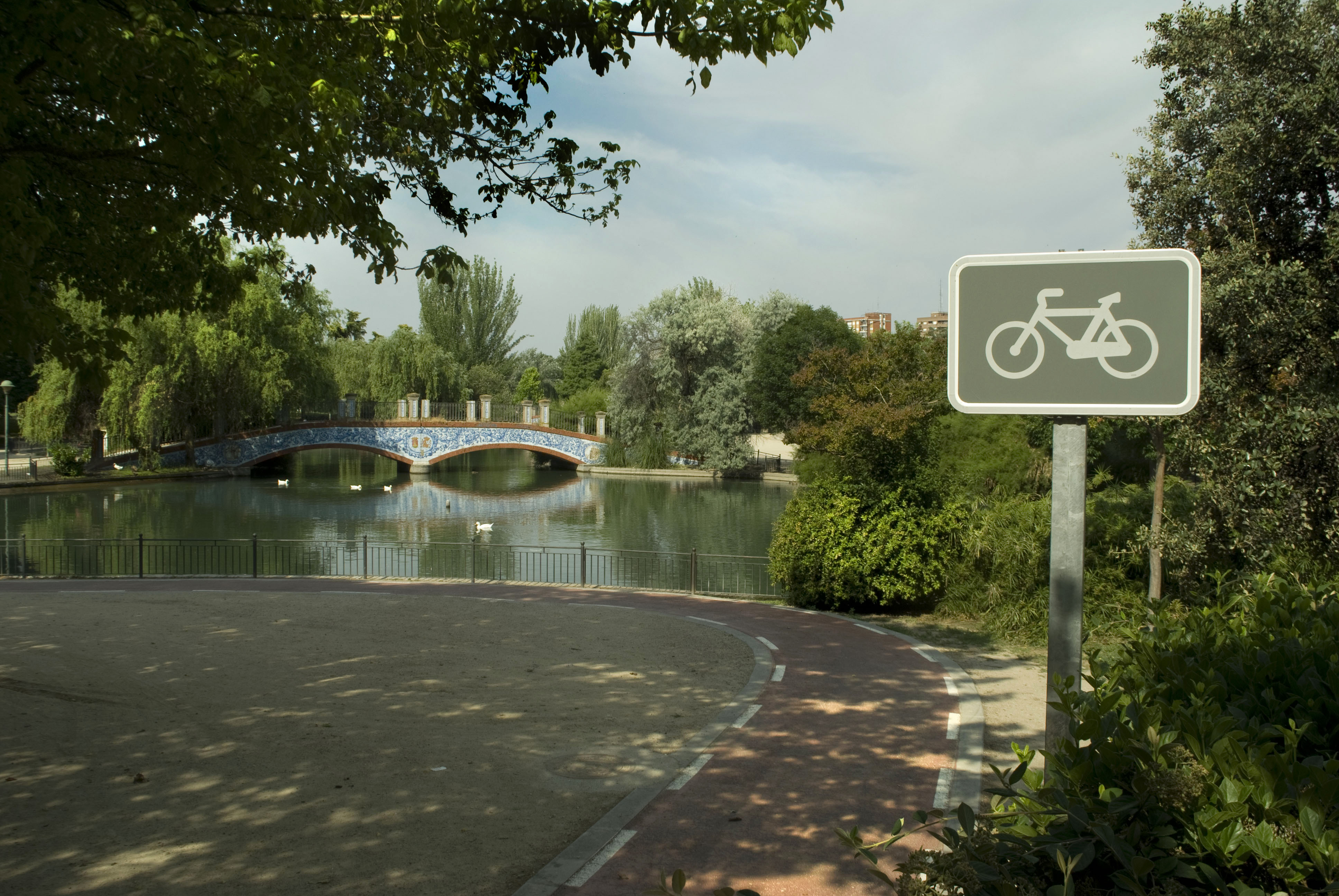
Carril bici en el parque de la Alameda

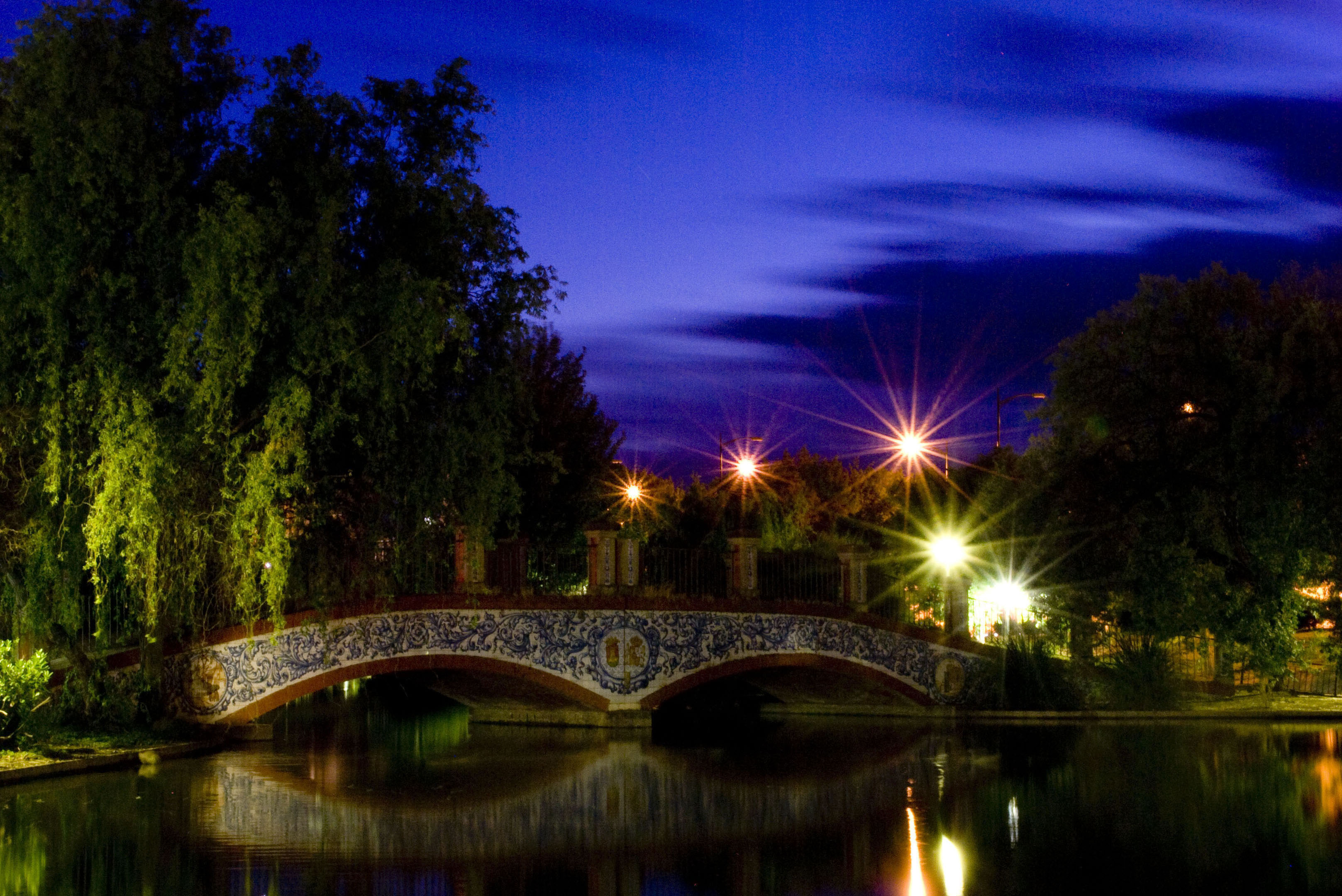
Parque de la Alameda

- Parque de La Alameda. Proyectado sobre una antigua alameda, este parque de estilo inglés contiene un lago central habitado por patos y ocas sobre el que cruzan dos artísticos puentes recubiertos de cerámica tradicional, desde los que se divisan la Basílica del Prado y la plaza de toros. Además cuenta con varias instalaciones deportivas y de ocio. Muy popular entre los más jóvenes, durante las ferias de Talavera, que se celebran en los meses de mayo y septiembre, se transforma en su centro neurálgico. Es una ampliación realizada en 1982 de los jardines del Prado que linda con el río Tajo, desde cuya orilla se pueden contemplar los puentes que cruzan la ciudad y la isla del Chamelo. Atravesado de un extremo a otro por el carril bici, junto a él se encuentran el recinto Talavera Ferial, la piscina municipal, las pistas de atletismo o la caseta de los piragüistas.

- Parque de Los Sifones. Se encuentra en la orilla sur del río, en el paraje conocido con ese nombre, Los Sifones, área acondicionada de la ribera del río Tajo que forma parte de la recuperación de su margen izquierda, cofinanciada por la Unión Europea, el estado español y las corporaciones locales en 2004. Es un parque inglés, en el que se ha respetado su morfología previa de bosque fluvial autóctono, añadido nuevos árboles a los preexistentes y habilitado caminos, senderos y un circuito de actividades físicas. Está poblado fundamentalmente por árboles como el álamo blanco (Populus alba), el más abundante y característico —a un buen número de ellos se les han practicado podas— y el taray (Tamarix gallica), arbusto que alcanza dimensiones de árbol, junto a especies de ribera como el álamo negro (Populus nigra), sauce blanco (Salix alba), fresno (Fraxinus angustifolia) y olmo (Ulmus minor), además de algunas otras añadidas y más improbables, como el alméz (Celtis australis) o el pino piñonero (Pinus pinea). Su flora ribereña está representada sobre todo por el rosal silvestre, la zarzamora, el carrizo, el aro y la espadaña, y su fauna, por el zorro, la focha, el ánade real, la polla de agua, la oropéndola, el pito real, el cormorán grande, la garza real, la garcilla bueyera, la cigüeña blanca, la rana común, el sapo común y la culebra de agua.
- Parque El Vivero. También como parte de la recuperación de la margen izquierda del río en una segunda fase y cofinanciado por la Unión Europea, el estado español y las corporaciones locales, se habilitó en 2006 este parque que se extiende a ambos lados del tramo final del Puente Viejo. El lado Oeste, la Zona B, es una zona estancial y de juegos que llega hasta el Puente de Hierro, y el Este, la Zona A, un huerto-jardín, hasta el Puente del Príncipe. Distintas especies arbóreas de los ecosistemas cercanos a la zona están representadas. Entre éstas, gigantescos ejemplares diseminados de un invasor extranjero, el Eucalipto, plantados antes de la creación del parque. Hay también una casa neomudéjar de principios del siglo XX, rehabilitada con poca fortuna (ha perdido mucho de su encanto primitivo).
- Parque Roma. Situado en la zona este de la ciudad, es de reciente creación. Cuenta con zonas deportivas como canchas de baloncesto y está decorado con una columna que pretende recrear el estilo romano. Debido a que no está densamente poblado por árboles, este parque tiene un uso principalmente estival. A su lado se encuentran los cines de la ciudad.
- Parque El Potrero. Remodelado, consta de zonas destinadas a perros y varias fuentes de pequeño tamaño. Es un parque casi íntegramente al paseo de mascotas y podemos encontrar grandes ejemplares de pinos piñoneros.
- Parque Tierno Galván. Situado justo al lado del campo de fútbol de El Prado, en él encontramos una piscina climatizada y sirve como zona de esparcimiento para los estudiantes de los institutos aledaños. Por este parque transcurre parte del carril bici.

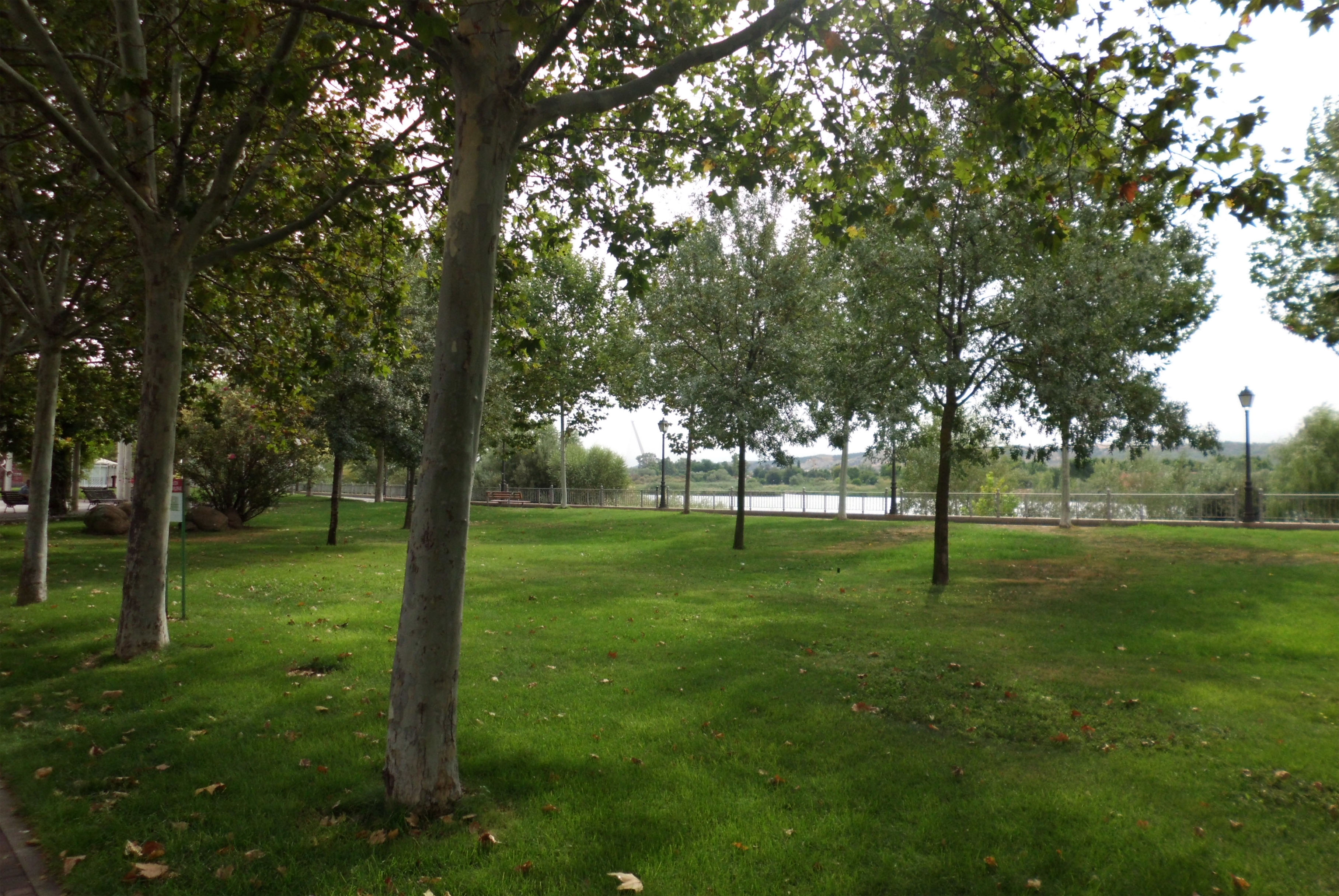
Parque frente a la universidad

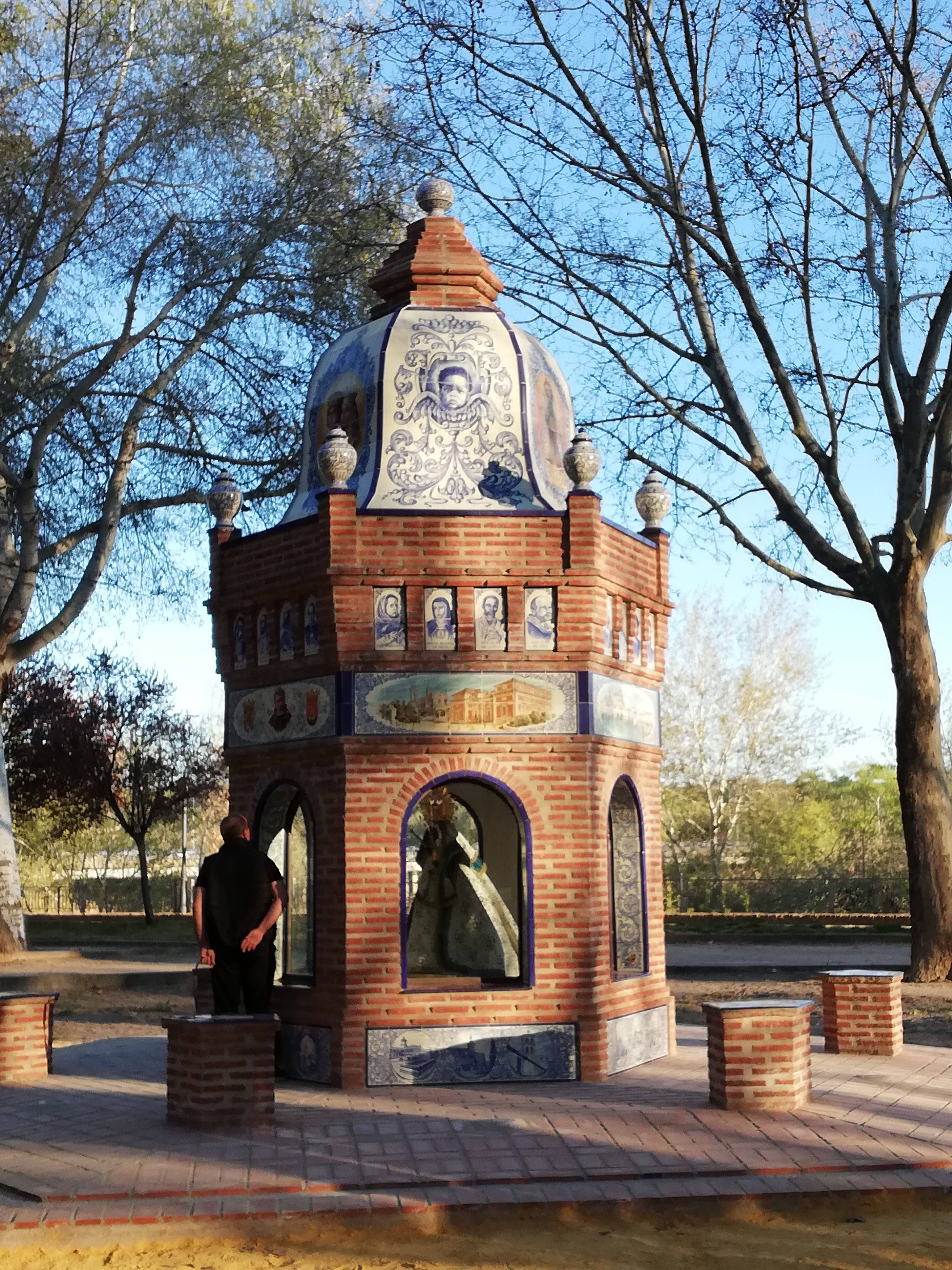
Monumento a la Virgen de Guadalupe junto al río Tajo

- Parque Lineal del río Tajo. Se trata de la zona verde que discurre a lo largo de la margen derecha del río, desde el parque de la Alameda hasta la Universidad de Castilla-La Mancha. Consta de carril bici, paseos, miradores y alguna escultura. Desde este espacio se pueden observar el cauce del río Tajo a su paso por la ciudad, los puentes que lo cruzan y paralelos al curso fluvial los restos del recinto amurallado. En verano está bastante más concurrido, por ciudadanos que salen con sus mascotas y por jóvenes que lo frecuentan todas las noches, aunque a lo largo de todo el año se puede ver mucha gente paseando o practicando algún deporte. Cuenta además con un pequeño bar con amplia terraza que toma prestado su nombre de otro más antiguo, castizo talaverano y ya desaparecido, que se conoce como «La Bombonera».

## Servicios

### Educación

#### Educación primaria
Existen más de veinte colegios de educación infantil y primaria.
- Colegios Públicos: Federico García Lorca (Patrocinio), Hernán Cortés (British), San Ildefonso, Fray Hernando, San Juan de Dios, Antonio Machado, Nuestra Señora del Prado, Pablo Iglesias, José Bárcenas, Santa María (barrio de Santa María), Bartolomé Nicolau, Cristóbal López (Gamonal).
- Colegios Concertados: EXA, Adalid Meneses, Cervantes, Clemente Palencia, Cristóbal Colón, Fernando de Rojas, Santa María del Prado (Hnos. Maristas), Juan Ramón Jiménez, Lope de Vega, Joaquín Alonso (Misioneras de la Providencia), Rafael Morales, Ruiz de Luna, Sagrados Corazones (MM Agustinas), La Salle, La Milagrosa (Hijas de la Caridad).

Colegio Privado: Compañía de María.

#### Educación secundaria
Hay un total de seis institutos de educación secundaria:
- Instituto de Educación Secundaria Gabriel Alonso de Herrera
- Instituto de Educación Secundaria Juan Antonio Castro
- Instituto de Educación Secundaria Puerta de Cuartos
- Instituto de Educación Secundaria Padre Juan de Mariana
- Instituto de Educación Secundaria Ribera del Tajo
- Instituto de Educación Secundaria San Isidro

#### Enseñanzas de régimen especial
- Escuela de Arte Talavera

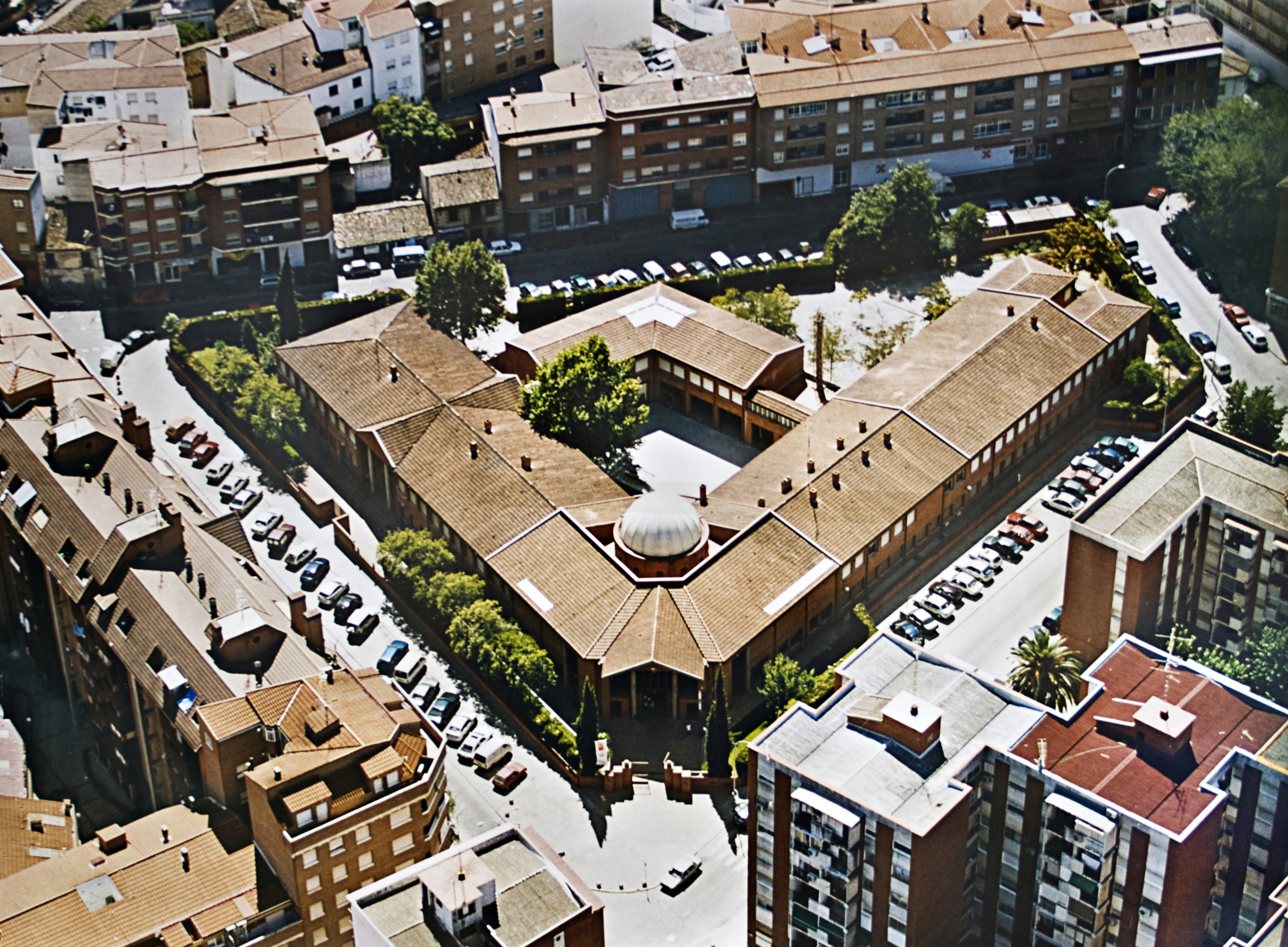
Escuela de Arte

La Escuela de Arte de Talavera es un centro público oficial de enseñanzas artísticas que se inaugura el 2 de febrero de 1983. En un principio dedicada y orientada exclusivamente a la cerámica, se incorporan con posterioridad estudios de diseño gráfico y fotografía artística. Desde 1990 se implanta la modalidad de Bachillerato de Arte. Su actual oferta educativa consiste en los siguientes ciclos formativos: Diseño Gráfico: Autoedición (Grado Medio), Gráfica Publicitaria (Grado Superior) y Fotografía Artística (Grado Superior). Cerámica: Alfarería (Grado Medio), Decoración Cerámica (Grado Medio), Cerámica Artística (Grado Superior), Modelismo y Matricería (Grado Superior). La última fase en la formación de los alumnos de este centro son los proyectos finales que se desarrollan bajo la supervisión de un tutor. Siendo el resultado de siete meses de trabajo, en ellos se aplican todos los conocimientos aprendidos en los ciclos formativos. La escuela de arte también organiza y acoge exposiciones, conferencias y talleres.

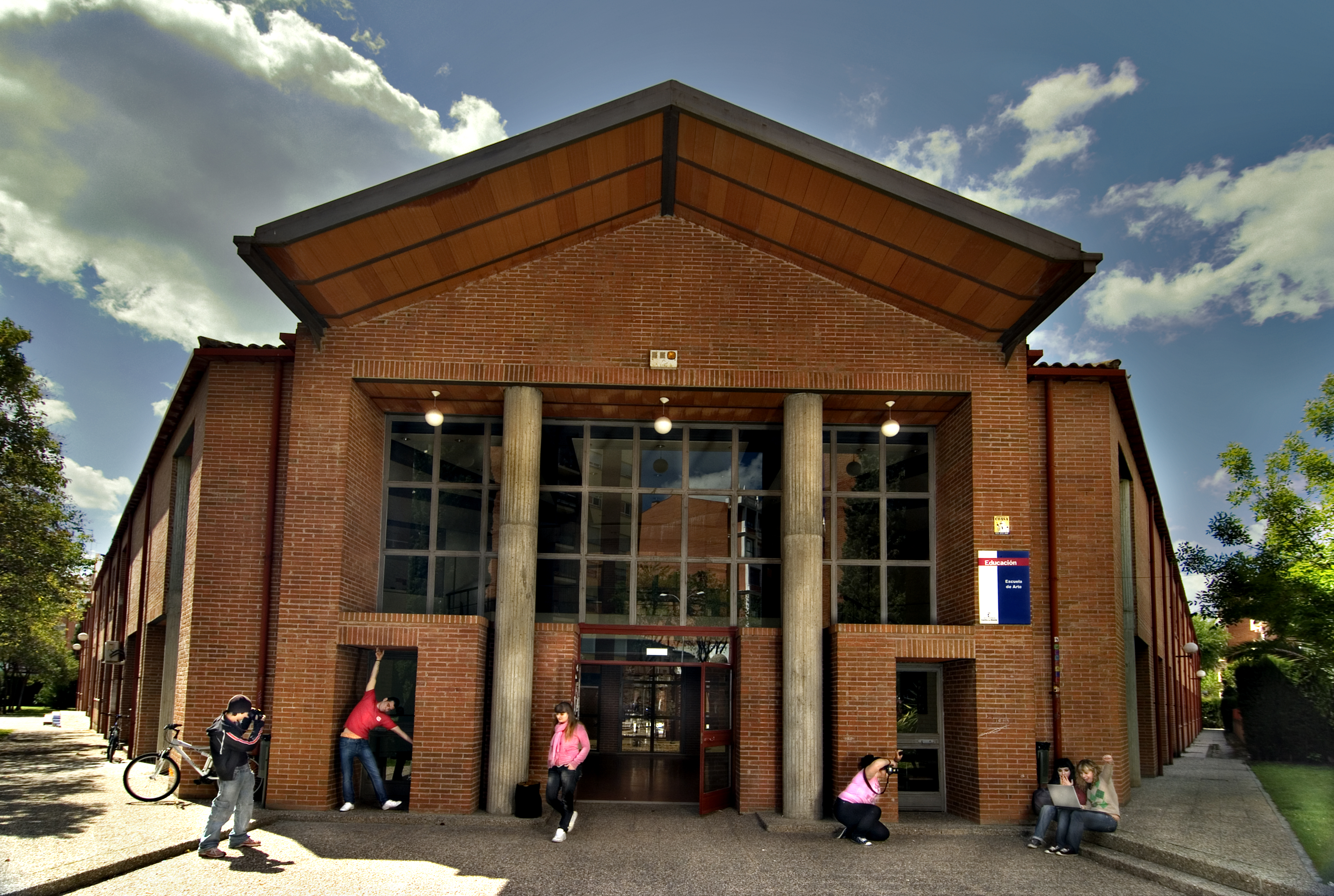
Escuela de Arte de Talavera

- Escuela municipal de música y danza Eusebio Rubalcaba
- Escuela Oficial de Idiomas

#### Educación de personas adultas
- Centro de Educación de Personas Adultas Río Tajo

#### Educación universitaria
- Universidad de Castilla-La Mancha, Sede Universitaria de Talavera de la Reina (Campus de Toledo)

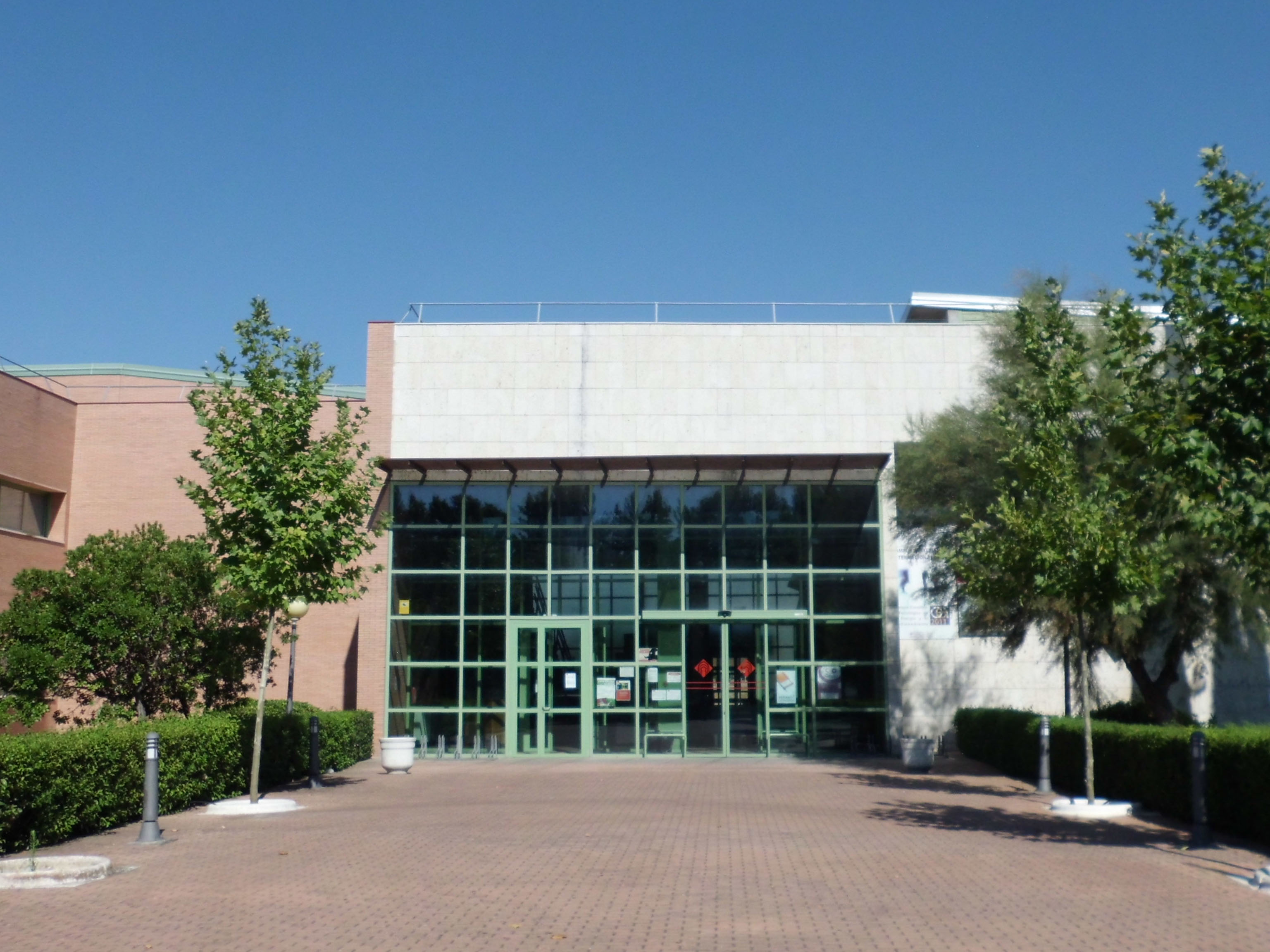
Universidad de Castilla-La Mancha

La Universidad empezó en el año 1994, tras las manifestaciones multitudinarias del año anterior. En las que los Talaveranos se echaron a las calles debido al abandono de la ciudad. Su andadura comenzó como El CEU (Centro de Estudios Universitarios) perteneciente a la UCLM ha contribuido a dotar a la ciudad de un potencial educativo importante. Posteriormente se dividió en las dos facultades actuales: Facultad de Terapia Ocupacional, Logopedia y Enfermería, que cambió su nombre a Facultad de Ciencias de la Salud en el año 2019, que imparte los grados en Terapia Ocupacional, Logopedia, Enfermería, Podología y doble grado de Enfermería y Podología, y Facultad de Ciencias Sociales, que imparte los grados en Trabajo Social, Educación Social, Administración y Dirección de Empresas e Ingeniería Informática, además del programa universitario para mayores conocido como la Universidad de Mayores José Saramago. Se pueden encontrar diversas residencias universitarias que dan alojamiento a los muchos estudiantes foráneos. La más moderna se encuentra frente a la universidad. La universidad en la ciudad, se presenta en formato de sede dependiente del Campus de Toledo, en las últimas elecciones a Rector celebradas en 2020, Miguel Ángel Collado prometió crear el Campus de Talavera de la Reina, finalmente ganó las elecciones su rival Julián Garde, que también dijo que iba a convertir la sede en campus, pero de una forma más planificada. Garde ha creado el primer vicerrectorado en Talavera de la Reina, y este será el responsable de construir las instalaciones necesarias para crear el Campus cuando las instalaciones esté lista. La sede tiene un gran problema de espacios, ya que acoge gran número de titulaciones y alumnos en un espacio muy reducido. Esta prevista la ampliación de las instalaciones, aunque seguramente sea en un emplazamiento nuevo, ya que el solar actual se queda limitado por el río y al otro por el campo de fútbol. En el curso 2020/2021 la universidad ha ampliado de forma provisional aulas en el Edificio Inteligente, también cuenta con los espacios cedidos del ICS en el curso 2018/2019 aunque aún no se han hecho uso de ellos.
- Universidad Nacional de Educación a Distancia, Centro Asociado de Talavera.
- En verano de 2021, se aprobó la creación de un Conservatorio Superior de Música privado.

### Sanidad

#### Atención primaria
Talavera dispone de cinco centros de atención primaria:
- Centro de salud La Algodonera
- Centro de salud La Solana (actualmente cerrado)
- Centro de salud La Estación
- Centro de salud Talavera Centro
- Centro de salud Río Tajo

#### Atención hospitalaria

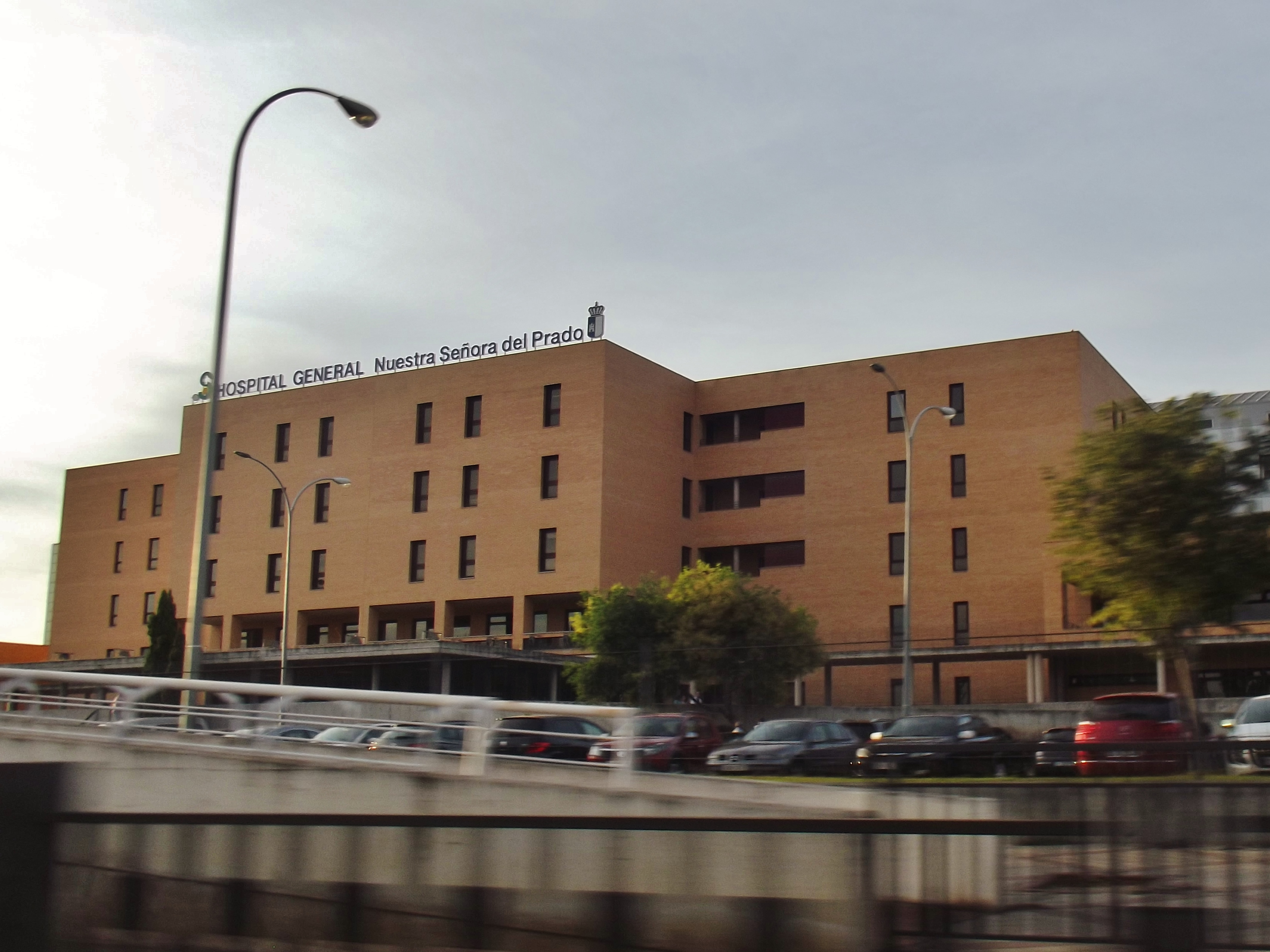
Hospital Nuestra Señora del Prado

- Hospital General Universitario Nuestra Señora del Prado. Atiende a la población urbana y de las localidades cercanas, incluidos algunos municipios de la provincia de Ávila.

Además cuenta con otros centros:
- Instituto de Ciencias de la Salud
- Instituto Oncológico de Castilla-La Mancha

y los centros sanitarios privados:
- Hospital de Día Talavera del Grupo Capio
- Centro Médico Eborasalud
- Hospital Parque Marazuela
- Instituto Oftalmológico de Talavera
- TelPsi Clinic

### Seguridad ciudadana
- Comisaría Local de la Policía Nacional
- Cuartel de la Guardia Civil
- Jefatura de la policía local
- Parque Municipal de Bomberos
- Protección Civil

### Otros
- Centro Municipal Jaime Vera
- Centro social Puerta de Cuartos

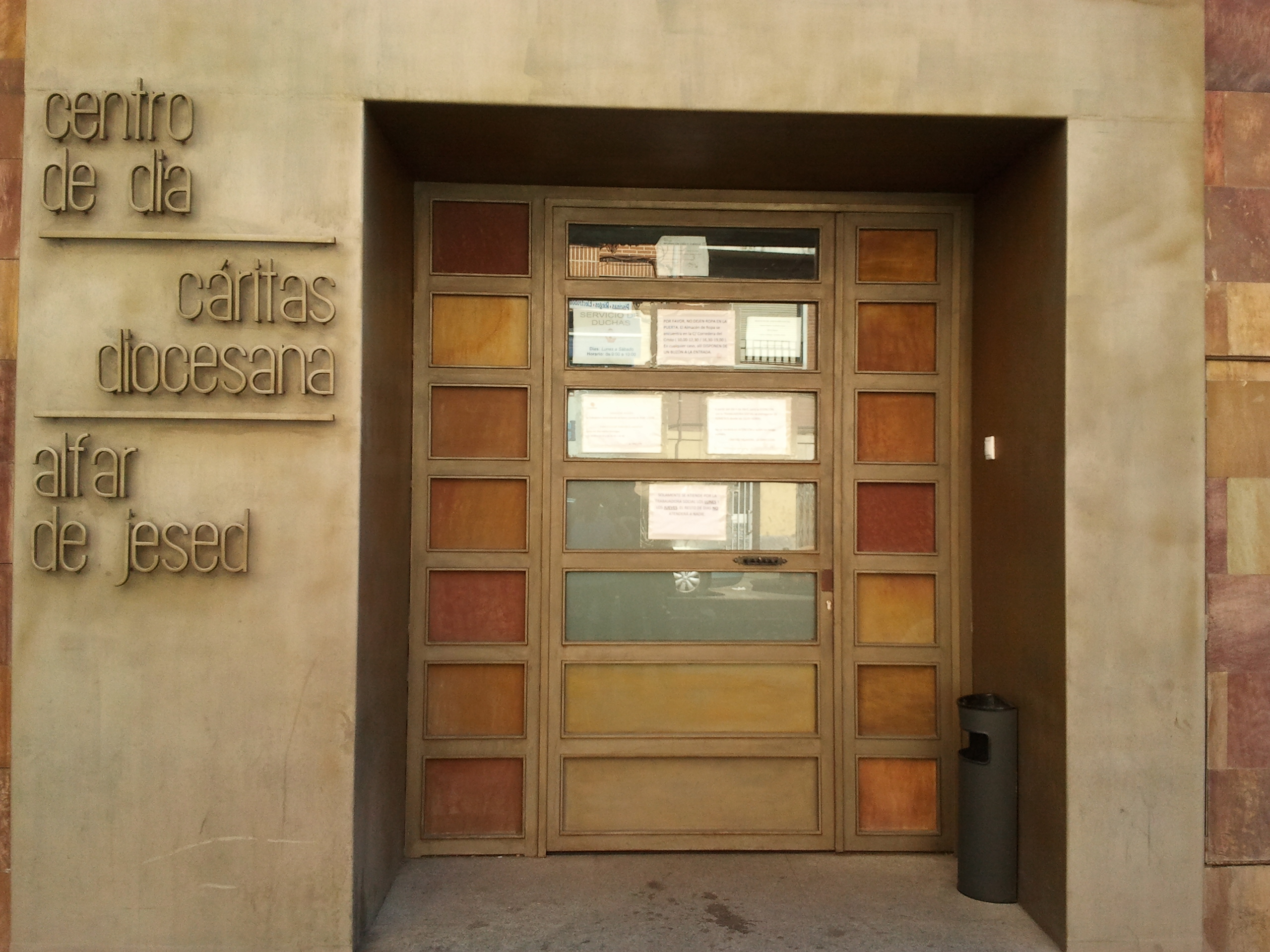
Centro de día Alfar de Jesed

- Centro social Francisco Largo Caballero
- Centro social Castilla-La Mancha
- Centro social El Pilar
- Centro cívico La Solana
- Centro social Santa María
- Cáritas interparroquial de Talavera
- Cruz Roja Española en Talavera

### Transporte

#### Carreteras
Talavera se encuentra bien comunicada tanto con los municipios de los alrededores como con importantes centros urbanos de la península ibérica. La autovía A-5 conecta la ciudad del Tajo con Madrid, capital del estado, y con Lisboa, capital de Portugal. La puesta en funcionamiento de la «Autovía de Castilla-La Mancha» mejora sus condiciones de comunicación con la capital provincial y autonómica, Toledo. Además, la carretera nacional N-502 comunica Talavera con Ávila y Córdoba.
Variante suroeste y puente de Castilla-La Mancha
En la década del 2000, el Ayuntamiento de Talavera consideró necesario crear una circunvalación debido a la cantidad de tráfico que soportaba la ciudad a diario. La construcción de dicha obra comenzó en el año 2007, destacando el puente de Castilla-La Mancha como obra faraónica del proyecto dadas sus dimensiones, 580 m de longitud y 192 m de altura. El puente de Castilla-La Mancha y la Ronda del Tajo fueron abiertos al tráfico el 17 de octubre de 2011. Fue en el año 2015 cuando se añadió al proyecto La Variante Suroeste, siendo en el año 2022 cuando quedó completada la Circunvalación Sur de Talavera de la Reina tras la apertura del último tramo.

#### Ferrocarril
El espacio urbano talaverano siempre ha estado condicionado por dos barreras que han impedido su crecimiento: una es el cauce del río Tajo y la otra es la línea ferroviaria que discurre a lo largo de su franja norte y comunica la ciudad con Madrid, Extremadura y Lisboa. Con la futura llegada del AVE se quiere poner fin a este problema. Está previsto que el tramo urbano de la línea de alta velocidad sea subterráneo, permitiendo salvar esa barrera. Se prevé crear un bulevar con zonas verdes encima de las vías soterradas y que la ciudad pueda seguir creciendo hacia el norte.

#### Autobuses
La estación de autobuses interurbanos se encuentra en la zona más moderna de la ciudad, que constituye su centro neurálgico y comercial, tras unos años en los que su ubicación provisional estuvo cerca del río debido a la construcción del macroproyecto que la aglutina junto a una gran superficie comercial, edificios de oficinas, un hotel y túneles que permiten el acceso de autobuses y autocares a las dársenas subterráneas y de vehículos particulares al aparcamiento del centro comercial. Está equipada con 17 dársenas y cuenta con varias líneas que se desplazan a Madrid cada hora, e incluso cada media hora en algunos momentos del día. También existen autobuses que comunican Talavera con Toledo y con los muchos municipios que de ella dependen, en el plano sanitario, comercial, educativo y jurídico. Hay un servicio de autocares hasta Barcelona e incluso a Rumanía.

##### Eborabús
Es la operadora de autobuses urbanos de Talavera. Debido a la extensión de la ciudad surgió la necesidad de este medio de transporte. Sus 6 líneas recorren la ciudad diariamente y además comunican la misma con diversas urbanizaciones de las afueras, así como con los polígonos industriales que la circundan, como el polígono industrial de Torrehierro, el segundo más grande de la comunidad y según proyecto, futuro puerto seco. Las líneas también comunican con las distintas EATIMs: Talavera La Nueva, Gamonal y El Casar de Talavera. La imagen corporativa de esta empresa y del exterior de sus autobuses urbanos está inspirada en los colores de la bandera talaverana, el azul y el blanco, más el amarillo, muy utilizados en la cerámica tradicional.

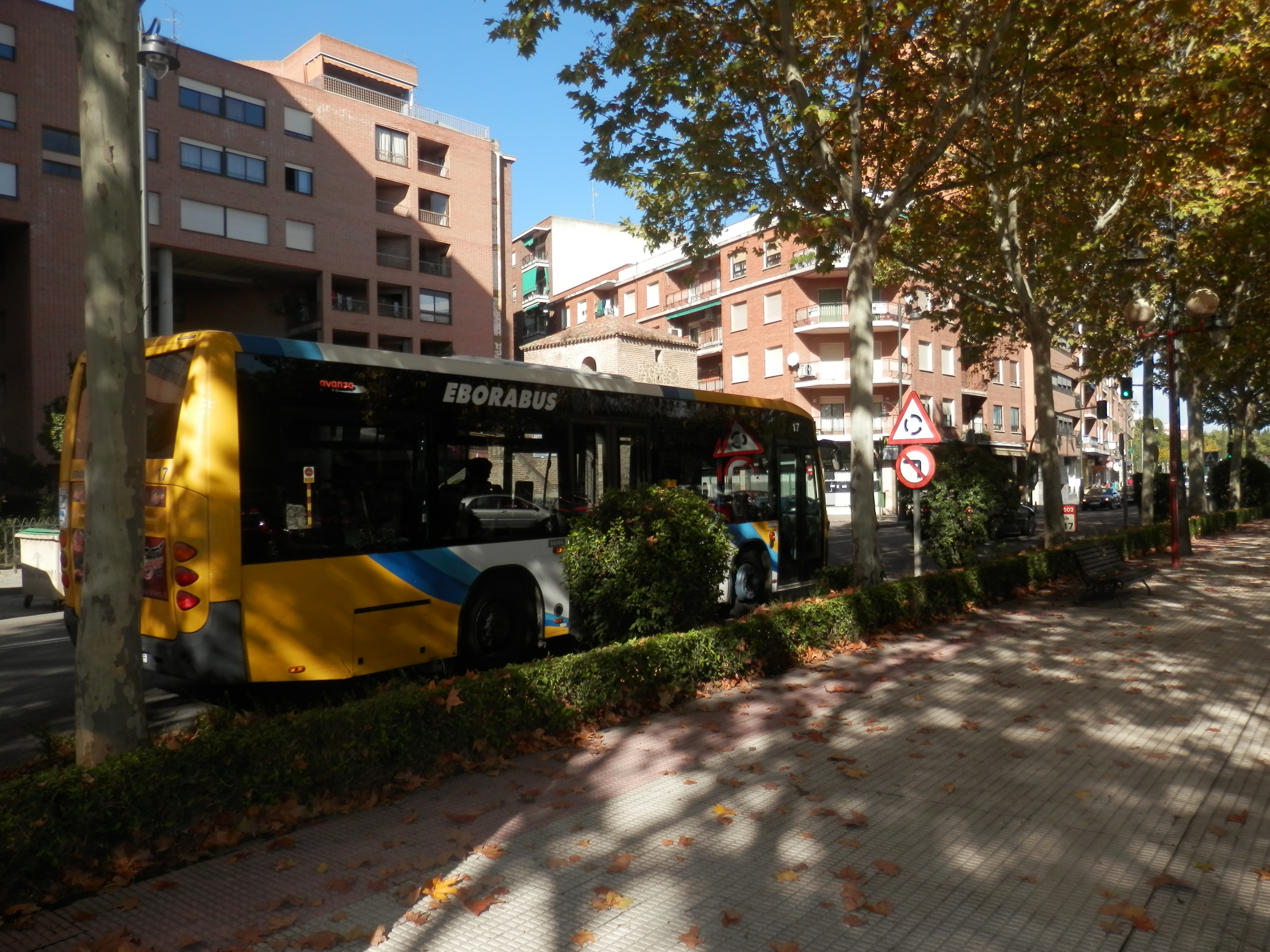
Autobús urbano

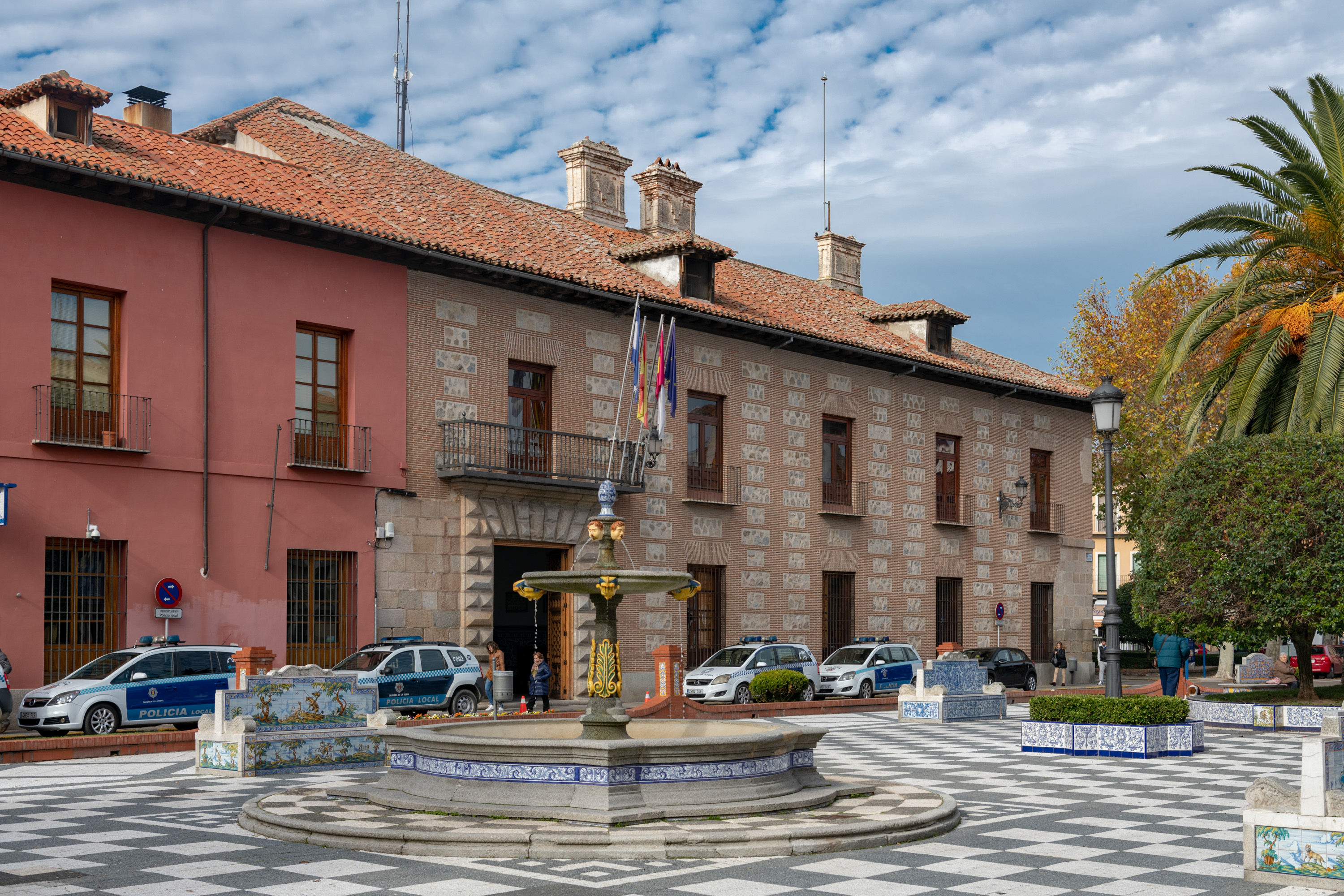
Ayuntamiento de Talavera

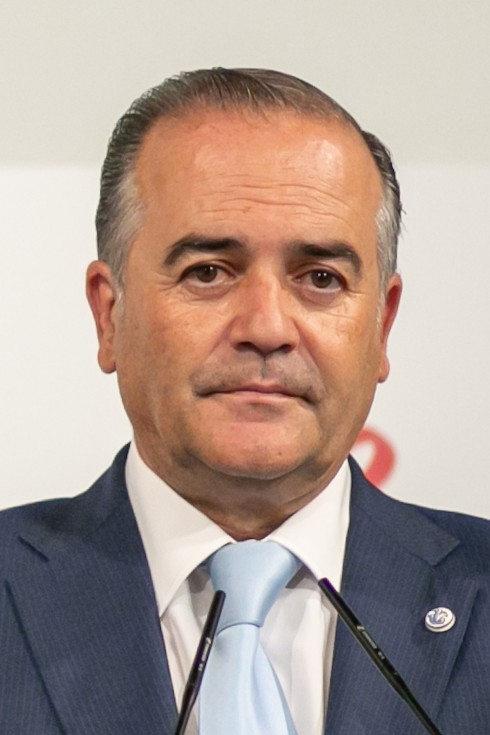
José Julián Gregorio, alcalde de la ciudad desde 2023

#### Carril bici
La ciudad dispone de más de 10 kilómetros de carril bici que bordea el área urbana y discurre por sus principales avenidas, internándose varios tramos del mismo en algunos parques públicos. El carril bici alcanza hasta el río Alberche recorriendo el Cordel de las Merinas, zona muy transitada por corredores y caminantes, y antes de bordear toda la margen derecha del río Tajo hasta llegar al sector de la universidad, se desvía a la altura de la glorieta que hay frente al Hospital Nuestra Señora del Prado enfilando la Ronda del Tajo y atravesando el Puente de Castilla-La Mancha, que le permite tomar contacto con la zona de la otra orilla del río hasta el barrio de Santa María. Este modo de transporte está en auge y cada vez se puede ver a más gente usando la bicicleta, disminuyendo considerablemente el tráfico urbano. Sin embargo, en determinados tramos del itinerario del carril se suprimen varias zonas de estacionamiento, lo que provoca algunas críticas por la escasez de estas, principalmente por parte del gremio del comercio.

## Administración y política

### Gobierno municipal
En 2012 el Ayuntamiento de Talavera de la Reina se sitúa en el grupo de los cuatro ayuntamientos españoles más opacos, según consta en el informe anual de la organización Transparencia Internacional España. Desde 2008 nunca ha aprobado el índice de transparencia municipal. Las relaciones del ayuntamiento con los ciudadanos —3 puntos— y la información relativa a la corporación municipal —1,18 puntos— son las áreas que obtienen un menor índice de transparencia.
| Periodo   | Nombre                        | Partido | Partido                                  |
| --------- | ----------------------------- | ------- | ---------------------------------------- |
| 1979-1980 | Jesús García de Castro        |         | Partido Socialista Obrero Español (PSOE) |
| 1980-1987 | Pablo Tello Díaz              |         | Partido Socialista Obrero Español (PSOE) |
| 1987-1990 | Luis Antonio González Madrid  |         | Centro Democrático y Social (CDS)        |
| 1990-1992 | Javier Corrochano             |         | Partido Socialista Obrero Español (PSOE) |
| 1992-1995 | Isidro Flores                 |         | Partido Socialista Obrero Español (PSOE) |
| 1995-1999 | Florentino Carriches Peramato |         | Partido Popular (PP)                     |
| 1999-2011 | José Francisco Rivas Cid      |         | Partido Socialista Obrero Español (PSOE) |
| 2011-2014 | Gonzalo Lago                  |         | Partido Popular (PP)                     |
| 2014-2019 | Jaime Alberto Ramos Torres    |         | Partido Popular (PP)                     |
| 2019-2023 | Agustina García Élez          |         | Partido Socialista Obrero Español (PSOE) |
| 2023-act. | José Julián Gregorio          |         | Partido Popular (PP)                     |

| Partido político                                   | 2023   | 2023  | 2023       | 2019   | 2019  | 2019       | 2015   | 2015  | 2015       | 2011   | 2011  | 2011       | 2007   | 2007  | 2007       |
| Partido político                                   | Votos  | %     | Concejales | Votos  | %     | Concejales | Votos  | %     | Concejales | Votos  | %     | Concejales | Votos  | %     | Concejales |
| Partido Socialista Obrero Español (PSOE)           | 17 508 | 44,39 | 12         | 18 175 | 46,26 | 14         | 12 822 | 31,91 | 8          | 15 894 | 36,88 | 10         | 19 610 | 50,16 | 14         |
| Partido Popular (PP)                               | 12 656 | 32,09 | 9          | 7749   | 19,72 | 5          | 15 859 | 39,47 | 11         | 22 419 | 52,02 | 14         | 16 673 | 42,65 | 11         |
| Vox                                                | 5752   | 14,58 | 4          | 4737   | 12,06 | 3          | —      | —     | —          | —      | —     | —          | —      | —     | —          |
| Podemos-Ganemos-Izquierda Unida-Los Verdes (IU-LV) | 1470   | 3,72  | 0          | 1778   | 4,53  | 0          | 5862   | 14,59 | 4          | 2589   | 6,01  | 1          | 1621   | 4,15  | 0          |
| Ciudadanos (CS)                                    | —      | —     | —          | 4294   | 10,93 | 3          | 3489   | 8,68  | 2          | —      | —     | —          | —      | —     | —          |

### Ley de Grandes Ciudades
Talavera de la Reina se encuentra integrada dentro de la Ley de Medidas para la Modernización del Gobierno Local, más conocida como Ley de Grandes Ciudades de España (Ley 57/2003, de 16 de diciembre). Aprobada por las cámaras legislativas, entra en vigor el 1 de enero de 2004 y consiste en la modernización de la gestión municipal, descentralizando la administración local, acercándola a los ciudadanos e impulsando su participación en la misma dividiendo el municipio en distritos. Su ingreso en este grupo se inicia en marzo de 2004 tras el acuerdo del Pleno Municipal y el 21 de diciembre de ese mismo año la petición de Talavera se aprueba en las Cortes de Castilla-La Mancha, aunque la adhesión definitiva se produce en 2009. El desarrollo de la aplicación de esta ley permanece en suspenso debido a que en el Pleno de junio de 2012, con los votos del Partido Popular, se aprueba su propuesta de salir de ella argumentando que lo considera un gasto innecesario para las arcas municipales, aunque las cortes regionales no han respondido a esta petición. En la actualidad el Ayuntamiento funciona con algunos reglamentos de la Ley que ya están desarrollados, pero no contempla la posibilidad de convocar el Debate sobre el Estado de la Ciudad, al que dicha ley obliga.

### Justicia
Talavera de la Reina es cabeza de uno de los partidos judiciales más poblados de la provincia el número 4 de la provincia de Toledo, que comprende los municipios de Alcañizo, Alcaudete de la Jara, Alcolea de Tajo, Aldeanueva de Barbarroya, Aldeanueva de San Bartolomé, Almendral de la Cañada, Azután, Belvís de la Jara, Buenaventura, Calera y Chozas, Caleruela, La Calzada de Oropesa, El Campillo de la Jara, Cardiel de los Montes, Castillo de Bayuela, Cazalegas, Cebolla, Los Cerralbos, Cervera de los Montes, Espinoso del Rey, La Estrella, Las Herencias, Herreruela de Oropesa, Hinojosa de San Vicente, La Iglesuela del Tiétar, Illán de Vacas, Lagartera, Lucillos, Malpica de Tajo, Marrupe, Mejorada, Mohedas de la Jara, Montearagón, Montesclaros, La Nava de Ricomalillo, Navalcán, Navalmoralejo, Los Navalmorales, Los Navalucillos, Navamorcuende, Oropesa, Parrillas, Pelahustán, Pepino, La Pueblanueva, El Puente del Arzobispo, Puerto de San Vicente, El Real de San Vicente, Retamoso de la Jara, Robledo del Mazo, San Bartolomé de las Abiertas, San Martín de Pusa, San Román de los Montes, Santa Ana de Pusa, Sartajada, Segurilla, Sevilleja de la Jara, Sotillo de las Palomas, Talavera de la Reina, Torralba de Oropesa, Torrecilla de la Jara, Torrico, Valdeverdeja, Velada, Las Ventas de San Julián y Villarejo de Montalbán.

## Cultura

### Entidades culturales

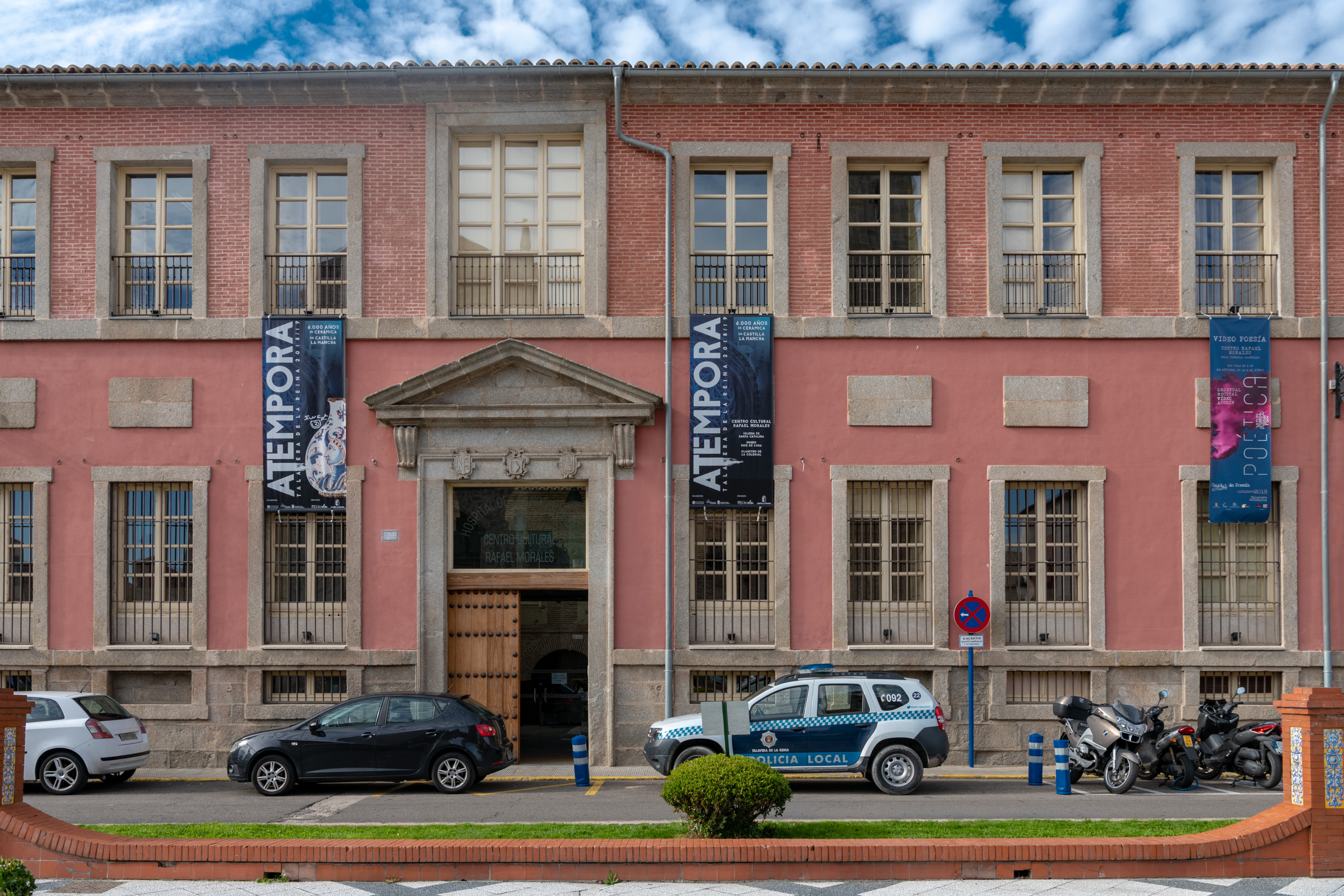
Centro Cultural Rafael Morales

#### Municipales
- Banda de Música de Talavera de la Reina. En 2009 se celebra el centenario de esta banda cuya historia arranca en 1909 como consecuencia de la presión ciudadana desencadenada por el hecho de que tengan que venir músicos foráneos para la inauguración del Puente de Hierro.[229] El consistorio talaverano entonces se plantea la creación de una banda municipal, aunque los problemas económicos provocan que se financie mediante suscripción popular.[229] En 1913, su primer director, Eduardo López Chapí dimite ante la falta de apoyo de la corporación municipal, encargándose los propios músicos de su continuidad.[229] En 1920 Eusebio Rubalcaba Niveiro ocupa el mando y se propone frenar la disolución de la banda, abandonando su dirección cinco años después, cuando toma la batuta Emilio Cebrián Ruiz, que consigue que Talavera respete y quiera a su banda ganando el primer premio del Certamen Regional de Bandas de Música celebrado en Toledo, marchándose en 1933 para dirigir la Banda de Jaén.[229] A Cebrián lo sustituye Dámaso Torres García, que procede de la Banda de Motril y continúa durante la Guerra Civil, iniciándose después una etapa en la que los músicos se encargan de que la banda no desaparezca.[229] José Francisco Simón González se hace cargo desde 1945 hasta 1971 en que se marcha para dirigir la Banda de Música de la Excelentísima Diputación Provincial de Guadalajara.[229] Rafael Iglesias España llega en 1972, en 1974 la banda obtiene en Valladolid el primer puesto en el concurso de bandas civiles, y permanece hasta 1988 en una etapa de esplendor.[229] En 1997 Valentín Esteban Reollo dirige la banda, pero no es hasta 1999 que se encarga definitivamente de la dirección artística.[229] La historia continúa escribiéndose gracias al apoyo de la corporación municipal y un interés personalizado del Concejal de Cultura Carlos Gil Sanz.[229] La Banda de Talavera ha recibido el Premio Ciudad de Talavera a la Promoción de la Identidad Local y Comarcal concedido por el Excmo Ayuntamiento de Talavera.[229]

#### Otras
- Cineclub Mariana.
- Fundación Vettonia. Constituida el 14 de mayo de 2004 con la finalidad de promover las diversas artesanías que se realizan en la Comarca de Talavera, la Sierra de San Vicente, La Jara y La Campana de Oropesa.[230] Las entidades fundadoras son el Ayuntamiento de Talavera de la Reina, la Asociación Provincial de Artesanía y Cerámica de Toledo, la Asociación para el desarrollo de la comarca de Talavera, la sierra de San Vicente y La Jara-Ipeta, y la asociación para el desarrollo de La Campana de Oropesa.[230]

### Teatros

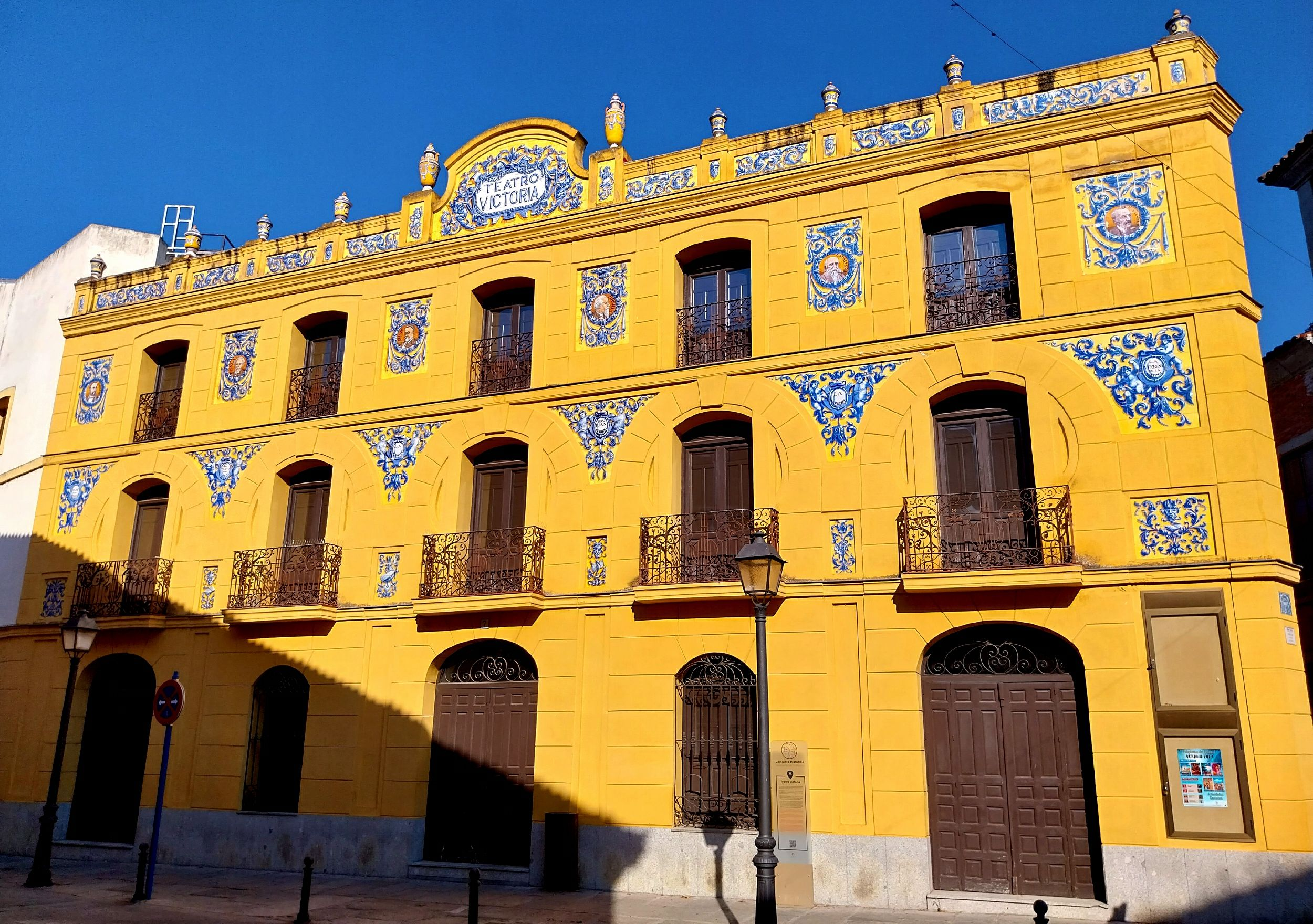
Teatro Victoria

- Teatro Victoria. Se construye en 1912 sobre el antiguo corral de comedias del que existen referencias del siglo XVII, que a partir del siglo XVIII se denomina Teatro Principal y posteriormente es demolido.[231] Miguel Fernández Santamaría compra el solar y edifica este teatro al que pone el nombre de su hija Victoria, que su siguiente comprador, Félix Moro, cambia por el de Teatro Mariana.[231] En 1991 el Ayuntamiento de Talavera se hace cargo de él y la Junta de Comunidades de Castilla-La Mancha lo rehabilita.[208] El edificio es una combinación de arquitectura modernista con balcones metálicos historiados y apliques de hierro —sustituidos por focos— sobre una fachada de tres alturas y composición simétrica obra de Vicente Sáenz y Vallejo, decorada con azulejería tradicional talaverana de Juan Ruiz de Luna en entrepaños, enjutas y frontón, que reproduce alegorías del teatro y la música, retratos de varios autores y nombres de distintas obras de zarzuela rematados por floreros.[208]
- Teatro Palenque. Construido sobre los restos de la antigua iglesia de los jesuitas, del siglo XVIII.

### Museos

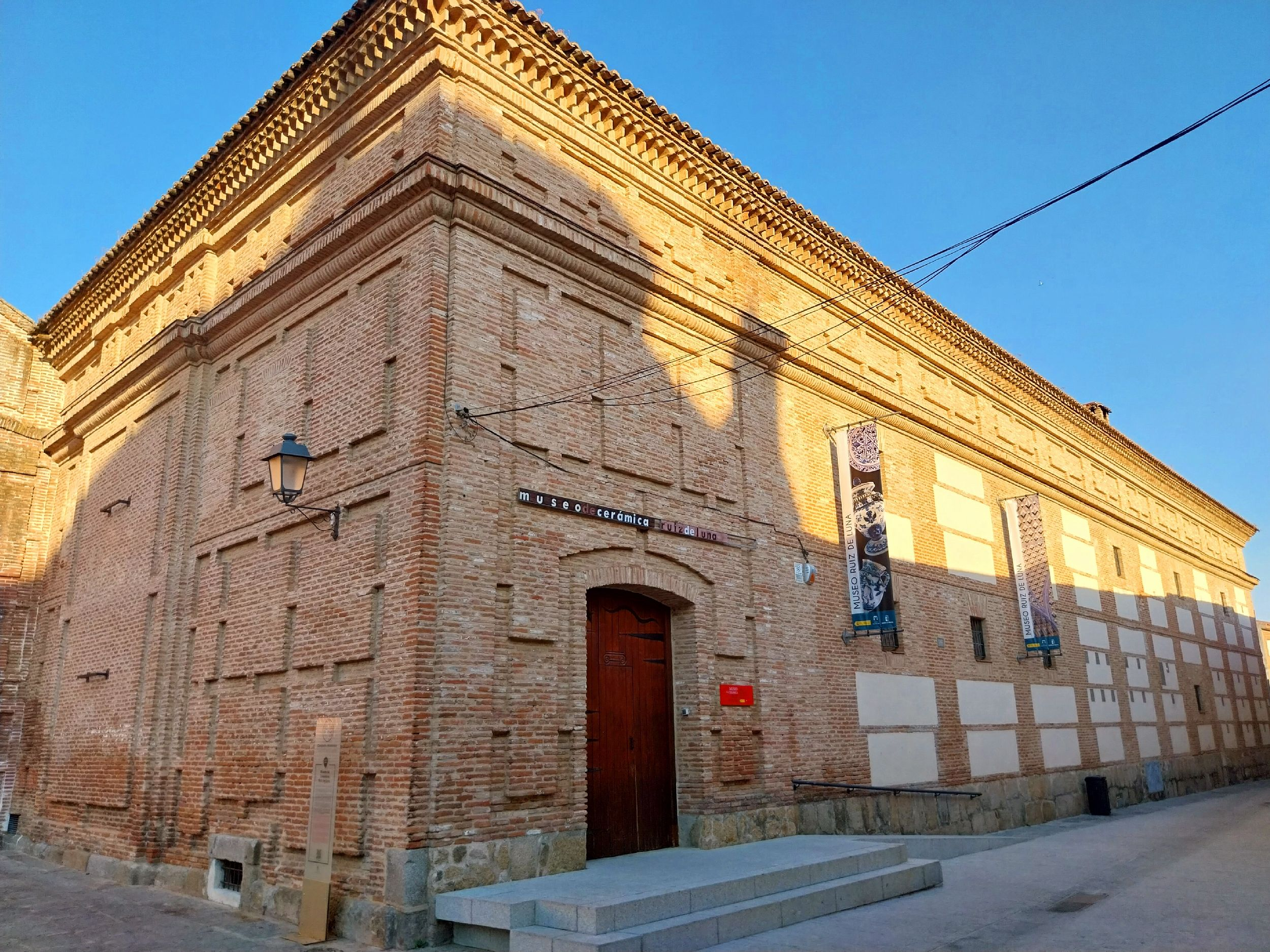
Museo de Cerámica Ruiz de Luna

- Museo de Cerámica Ruiz de Luna. Fue creado por Juan Ruiz de Luna, originariamente se encontraba situado en los antiguos talleres del ceramista en la plaza del Pan. Consta de dos edificios: la antigua iglesia y después liceo de San Agustín, de estilo barroco talaverano, obra de Fray Lorenzo de San Nicolás y el antiguo convento agustino del siglo XVII —que tras la desamortización sería usado como almacén y después como colegio nacional— situados en el casco antiguo de la ciudad. Es una exposición monográfica dedicada a la cerámica de Talavera, su evolución tipológica y artística, desde sus orígenes romanos y árabes hasta la época de mayor esplendor de los siglos XV y XVI, con muestras más recientes de los siglos XIX y XX, como la propia obra de Ruiz de Luna, cuyo objetivo, junto a otros ceramistas, fue recuperar la antigua gloria de la cerámica talaverana. El museo fue trasladado y habilitado en 1997 a partir de los fondos de la colección reunida por Juan Ruiz de Luna, adquirida en 1963 a sus herederos.

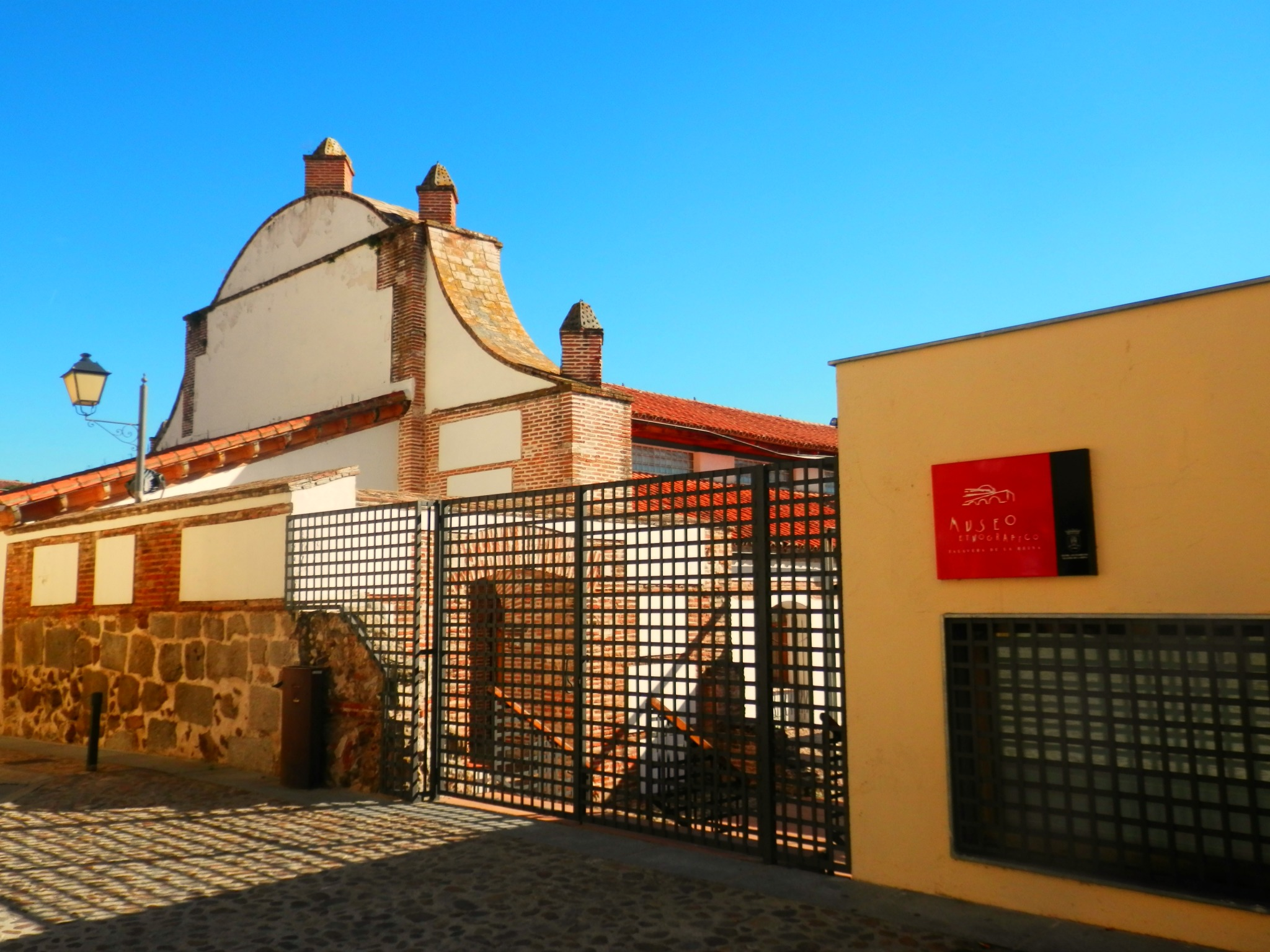
Museo Etnográfico de Talavera

- Museo Etnográfico. Tiene su sede en el antiguo Lagar de San Jerónimo, edificio histórico rehabilitado que formaba parte del Monasterio de Santa Catalina, regentado por la orden jerónima, asentada en la ciudad desde el siglo XIV. Es una de las pocas obras de arquitectura civil e industrial del siglo XVIII que se conservan y depende del Ayuntamiento de Talavera. El Museo Etnográfico persigue la recuperación de aquellos elementos patrimoniales que conforman la identidad de la ciudad y la comarca, desarrolla actividades y exposiciones temporales y alberga distintas colecciones que muestran la historia, costumbres, tradiciones y folclore de Talavera y su comarca. Consta de seis grandes áreas: Agricultura, Ganadería, Comercio, Artesanía, Ferias y Fiestas y Territorio de la Comarca. También puede visitarse el yacimiento arqueológico de las Tenerías del Monasterio de los Jerónimos, que fue una gran fábrica de curtidos durante el siglo XIX y principios del XX. Recientemente se ha trasladado a sus dependencias la oficina municipal de turismo.

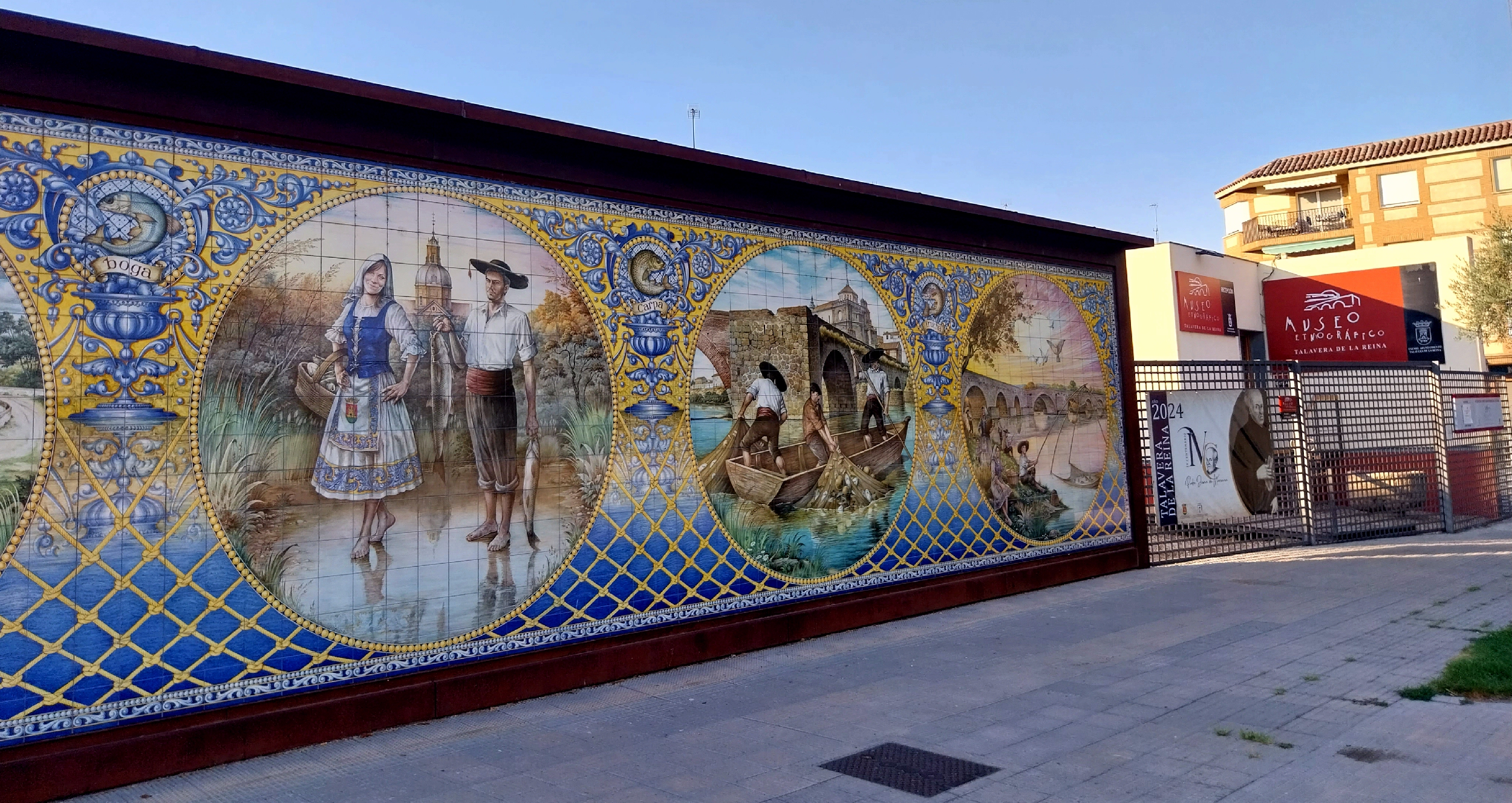
Mural de azulejo en el exterior del Museo Etnográfico

- Ruta de los Murales. En primavera del año 2015 se instaló al lado del Museo Etnográfico el primer mural cerámico que conformaría el primero de esta Ruta de los Murales, este primer mural trata sobre la pesca en el Tajo, y es un homenaje a los pescadores de dicho río. Con motivo de la celebración de las ferias de San Isidro de 2018 se inauguró el segundo mural de esta ruta, en esta ocasión dedicado a la Hermandad de San Isidro Labrador, estableciéndose junto a la ermita del mismo Santo. Casi un mes después se inauguró el tercer mural, esta vez dedicado a la fiesta de interés turístico nacional de Las Mondas, fiesta de identidad de Talavera y su comarca, el mural está colocado muy cerca del primero. Se sabe que se van a unir más murales a este proyecto dentro de unos meses.[232] Esta ruta tiene como cometido dar a conocer más la cerámica de Talavera, y fue impulsada por el propio ayuntamiento talaverano, así como financiados por asociaciones y empresas de la ciudad y cercanas a ella.

### Infraestructuras culturales

#### Salas de exposiciones
- Galería Cerdán

#### Centros culturales
- Centro cultural Rafael Morales. Situado en la plaza del Pan, justo enfrente de la Colegial. Dispone de salas de exposiciones y un pequeño cine para la proyección de películas.

### Eventos culturales

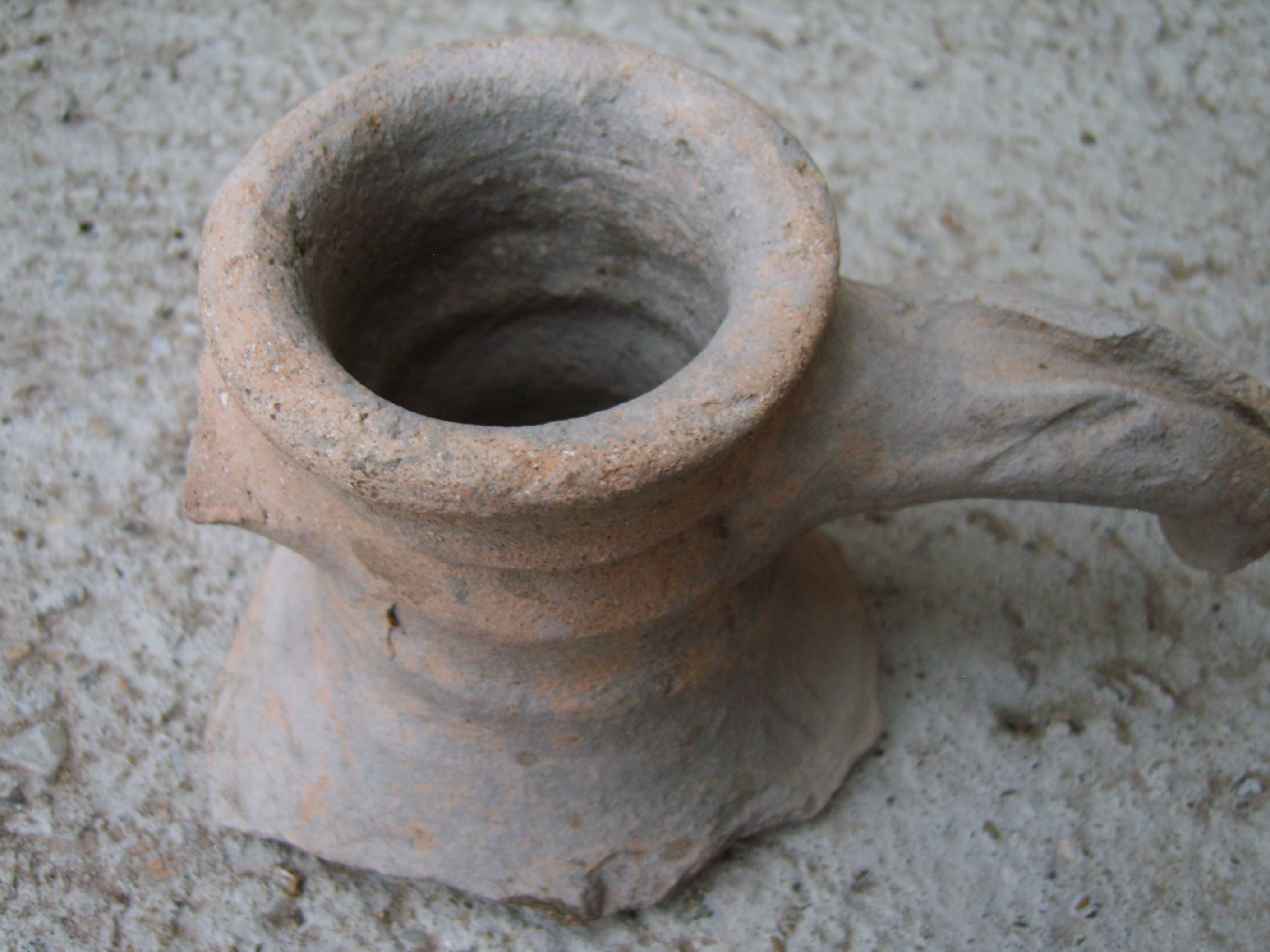
Cerámica

- Bienal Internacional de Cerámica Ciudad de Talavera. Convocada por el Organismo Autónomo Local de Cultura de Talavera, donde se reciben las piezas seleccionadas.[233] En 2013 se celebra su sexta edición.[233] Se pueden presentar obras realizadas en material cerámico, no admitiéndose las de carácter industrial o que hayan resultado premiadas en otros concursos.[233] De entre estas obras, una comisión de profesionales selecciona las finalistas a partir de sus imágenes remitidas en soporte informático.[233] Se establecen dos categorías para concursar: Cerámica Actual y Cerámica Tradicional.[233] El jurado está compuesto por diversas personalidades del mundo de la cerámica y las bellas artes.[233] Las piezas premiadas pasan a ser propiedad del Organismo Autónomo Local de Cultura del Excmo Ayuntamiento de Talavera.[233] Las obras finalistas se exponen en la sala de exposiciones del centro cultural Rafael Morales ubicado en la plaza del Pan.[233] Además se organizan diversas actividades añadidas como conferencias, proyecciones o mesas redondas.[234]

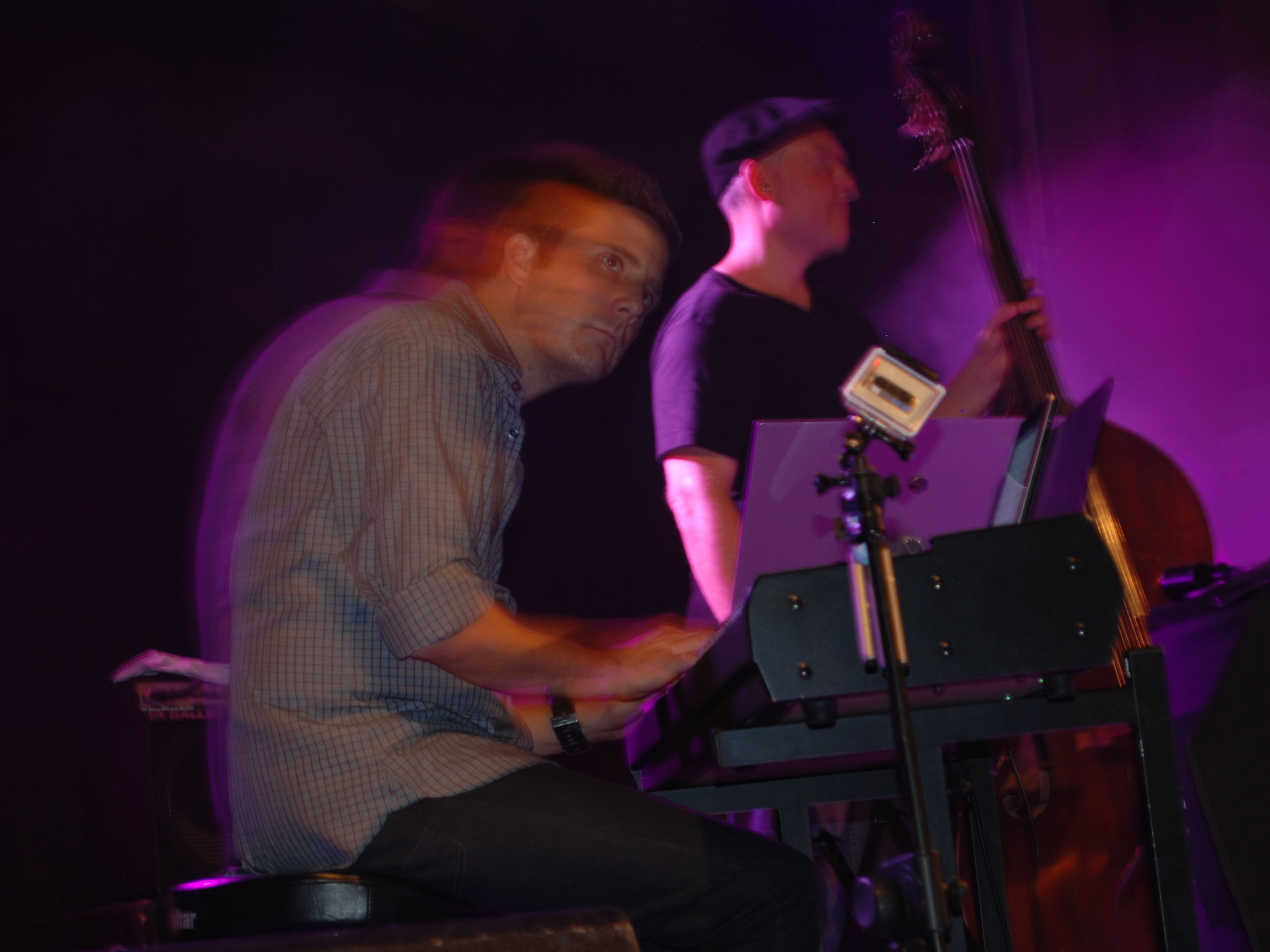
Festival de Jazz

- Festival de Jazz Ciudad de Talavera. Festival de Jazz que ha alcanzado su primera década —diez ediciones— y en la undécima edición que se celebra este año 2013 del 17 al 27 de julio, las tres primeras jornadas se reservan para el Certamen Internacional de Jóvenes Músicos.[235] Está organizado por la asociación local músico-cultural Always Elvis.[236] Participan en su financiación la Diputación Provincial de Toledo y el Ayuntamiento de Talavera.[236] Los distintos conciertos programados son gratuitos y tienen una calidad aceptable o muy buena, con actuaciones de intérpretes y músicos de larga trayectoria y proyección internacional. Se celebran durante las noches del verano a lo largo de aproximadamente una misma semana del mes de julio, sobre un escenario que se habilita para la ocasión en la plaza del Pan próxima al río, donde se concentra numeroso y muy diverso público, unas 2500 personas de media.[236] Paralelamente, en algunos locales cerrados o al aire libre, y en un ambiente más reducido, tienen lugar otras actuaciones complementarias al filo de la medianoche.[236]

### Bibliotecas y archivos

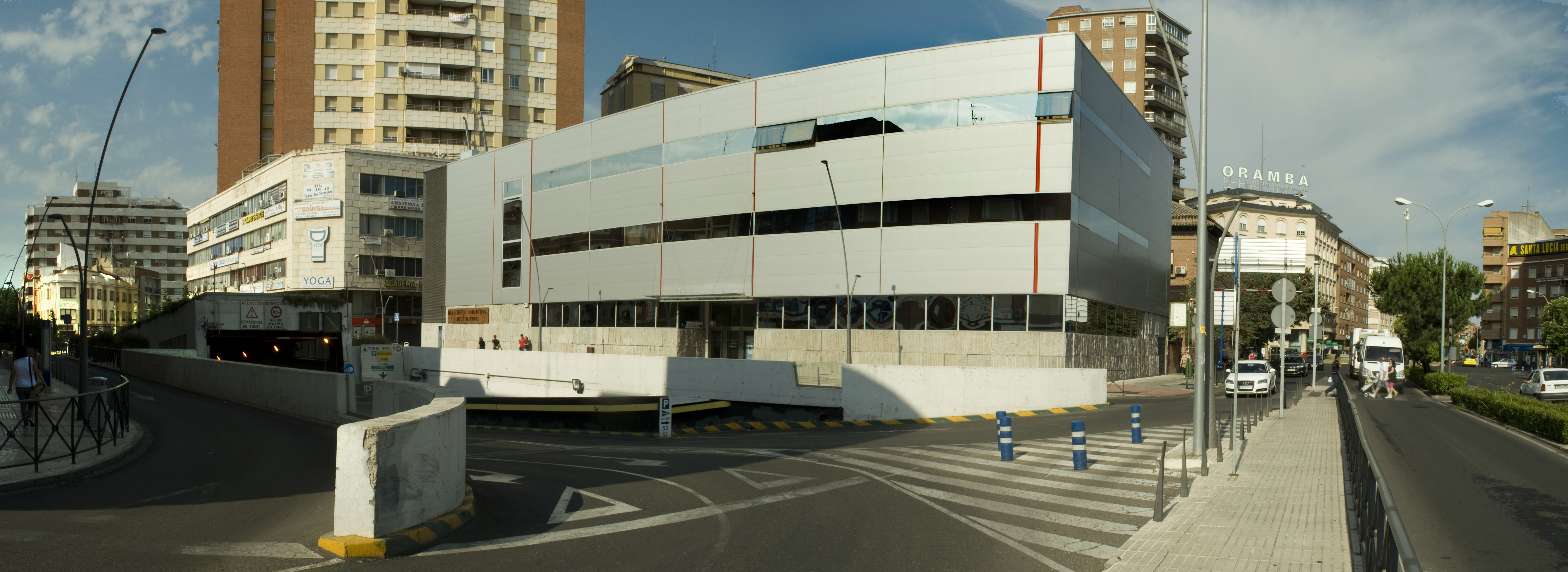
Biblioteca José Hierro

- Biblioteca José Hierro. En el solar que ocupa desde 1973[237] la Casa Municipal de la Cultura, se encuentra hoy la Biblioteca Pública Municipal José Hierro, inaugurada con este nombre el 23 de abril de 2003 coincidiendo con la celebración del Día Internacional del Libro,[238] que dispone de tres plantas: La Planta Baja contiene la Biblioteca Infantil que además cuenta con anfiteatro, el departamento de Información y el salón de actos.[239] Hay también rampa para discapacitados y ascensor. La planta primera se destina a los préstamos para adultos: Literatura y otras Materias, el proceso técnico de los documentos, su catalogación, clasificación, sellado y registro. Incluye una sección de Audiovisuales, Fonoteca y Videoteca.[239] La planta segunda está equipada con una sala de consulta y referencia donde se puede estudiar, con diversas estanterías y una sección local de libros. Hay también una sala de usos múltiples con zona Wi-Fi, un centro de internet con cuarenta ordenadores y una hemeroteca con prensa local y nacional, además de revistas especializadas en todo tipo de temas.[239]
- Biblioteca Niveiro (Alfar El Carmen). La apertura del restaurado antiguo edificio del Alfar El Carmen —construido a principios del siglo XVIII bajo trazas de fray Lorenzo de San Nicolás— como segunda gran biblioteca pública de Talavera se prevé para 2013, pues la conclusión de los trabajos de instalación de mobiliario y equipos puede demorarse hasta finales de año.[240]
- Archivo Municipal de Talavera

### Fiestas locales
- Romería de Santa Apolonia.
- Ferias de Talavera. Dos son las ferias que se celebran. La de San Isidro en mayo,[241] y de San Mateo en septiembre.[242] Su duración es de 3-5 días, dependiendo de qué día de la semana sea el de ambos patrones. Son muy reconocidas en todo el centro peninsular y acuden muchos visitantes de otros municipios y de ciudades como Madrid. Se desarrollan en torno al parque de la Alameda, acondicionado con casetas organizadas por municipios de la comarca y diversos bares y discotecas de la ciudad. Se componen de varias zonas: «plaza de la Comarca»:[243] plaza rodeada de casetas, cada una de ellas de un municipio de la comarca. Cuenta con un escenario para conciertos que se celebran cada noche, generalmente de músicos e intérpretes famosos. «Plaza de la Juventud»:[244] igual que la de la comarca, rodeada por casetas, pero enfocadas a un público más joven. Estas se organizan por bares y discotecas locales y es al caer la noche cuando se registra mayor afluencia. Sus conciertos suelen ser de grupos de rock o alternativos. «Paseo Central»:[245] paseo muy transitado y que comunica las dos plazas anteriormente citadas. A ambos lados del mismo podemos encontrar diversos puestos de comida, bebida y restaurantes. «Atracciones»:[246] se trata de una explanada junto al río Tajo donde se instalan atracciones para los más pequeños y los más mayores. En esta zona se encuentra un tramo del paseo Central con puestos de comida que llega hasta los Arcos del Prado, punto de encuentro de la gente que se acerca a la feria. «Puestos de Artesanía»:[247] se encuentran situados en varios lugares. Unos en el paseo que llega hasta el recinto Talavera Ferial (centro de convenciones, congresos y grandes exposiciones) y otros en el paseo de los jardines del Prado, junto a la Fuente de las Ranas y el árbol de los cuatro dedos al ladao del laurel y a 50 m del parque de los niños. Disponen de productos gastronómicos de la comarca y del resto de España, textiles, lúdicos y de entretenimiento. «Caseta Infantil»: Está al lado de la plaza de la Comarca y sirve de entretenimiento a los más pequeños con actuaciones musicales y payasos. Al lado de esta caseta hay otro paseo donde se encuentran otras, de asociaciones y de partidos políticos. «Talavera Ferial»: como se mencionó anteriormente, se trata de un gran centro de congresos, convenciones y exposiciones con varios espacios que aumentan la oferta cultural de la ciudad, tanto en ferias como el resto del año.
- Las Mondas
- Nuestra Señora del Prado

### Gastronomía
La gastronomía talaverana es muy apreciada y esto se reconoce por los múltiples restaurantes de la ciudad y toda su comarca. Tiene una cierta aportación árabe aunque es, en definitiva, la propia de la tierra castellana. Se fundamenta en los productos de su fértil huerta y en los platos de caza.
En las carnes destacan el venado, la perdiz y codorniz escabechada, el zorzal, el conejo con tomate y al romero, el arroz con liebre y los pichones a la talaverana guisados con manteca, cebolla, perejil y guisantes. Son cautivadores la gallina en pepitoria, el cabrito en cochifrito, el cordero asado y los platos de la matanza del cerdo.
El río Tajo dio durante siglos platos exquisitos y exóticos, como las anguilas en salsa de tomate, la carpa, las ancas de rana o los peces escabechados que se hacen en tortilla para la romería de Santa Apolonia, cada nueve de febrero. Un plato por antonomasia de la gastronomía talaverana son las carillas, unas pequeñas judías guisadas con verduras crudas y chorizo. Antiguamente fueron muy reconocidos los caldos talaveranos si bien, en los últimos tiempos algunas bodegas comienzan a recuperar aquella memoria de buenos vinos alcanzando algunos de ellos fama internacional, como el Solaz de Osborne, el Señorío Malpica o el Dominio de Valdepusa. En cuanto a postres destacan los mazapanes, las flores dulces, y las caridades, pequeños bollos de harina y anís.

### Deporte

#### Clubes y sociedades
- Soliss FS Talavera participa en la Segunda División de fútbol sala. Es el sucesor del Talavera FS que disputó dos temporadas en Primera División. Su antecesor el Castilla-La Mancha Talavera fue campeón de Europa.
- Club de Fútbol Talavera, refundado tras la desaparición de su antecesor el Talavera Club de Fútbol, que compitió en todos los grupos de la Segunda División B de España. En la temporada 2022-2023 jugó en Primera Federación. Su estadio es el campo municipal El Prado.
- Club Baloncesto Talavera Basket. Equipo de baloncesto producto de la fusión del ABT Basket Talavera y el CB Talavera. Actualmente milita en la Primera división Nacional de Castilla-La Mancha
- Club de Piragüismo Talavera-Talak. Actualmente el equipo más laureado de la ciudad a nivel nacional como club, y a nivel internacional por sus deportistas, como seleccionados nacionales.
- Rugby Club Caesarobriga. Club fundado en el año 2013 con la intención de difundir y promocionar el deporte del Rugby en la ciudad de Talavera de la Reina y su comarca. El Club cuenta con una escuela para niños y niñas menores de 12 años, jugadores de categoría Sub-18 y un equipo Sénior. Lugar de entrenamiento Campo de Rugby [(pista de atletismo) y Campo de la Universidad.
- TRC. Equipo de rugby con más de diez años de antigüedad, que compite a nivel regional tanto en categorías inferiores como sénior masculino y femenino.
- Club Waterpolo Poseidón. Equipo de waterpolo local que cuenta con escuela para niños de todas las edades y equipos infantil, masculino y femenino.
- Talavera Footgolf Club. Equipo de footgolf creado en 2019, práctica y difunde este nuevo y creciente deporte tanto masculino como femenino. Actualmente lo componen más de 15 jugadores. El club organiza desde 2019 y anualmente el Open de Talavera de Footgolf y un Ranquin por etapas puntuables. Desarrolla su actividad local en Palomarejos Golf Club, aunque sus componentes compiten a nivel individual tanto en la Liga Regional de CLM, como en el Campeonato de España.
- Talavera training. Equipo de triatlón que lleva años en la ciudad participando asiduamente en competiciones de la comarca.

##### Instalaciones deportivas
Aparte del mencionado carril bici, la ciudad dispone de una gran oferta deportiva.
Varios campos de fútbol:
- Municipal El Prado
- Municipal Diego Mateo Zarra
- Municipal Pablo Mela
- Municipal Jesús Fraile
- Campo de fútbol de la Universidad

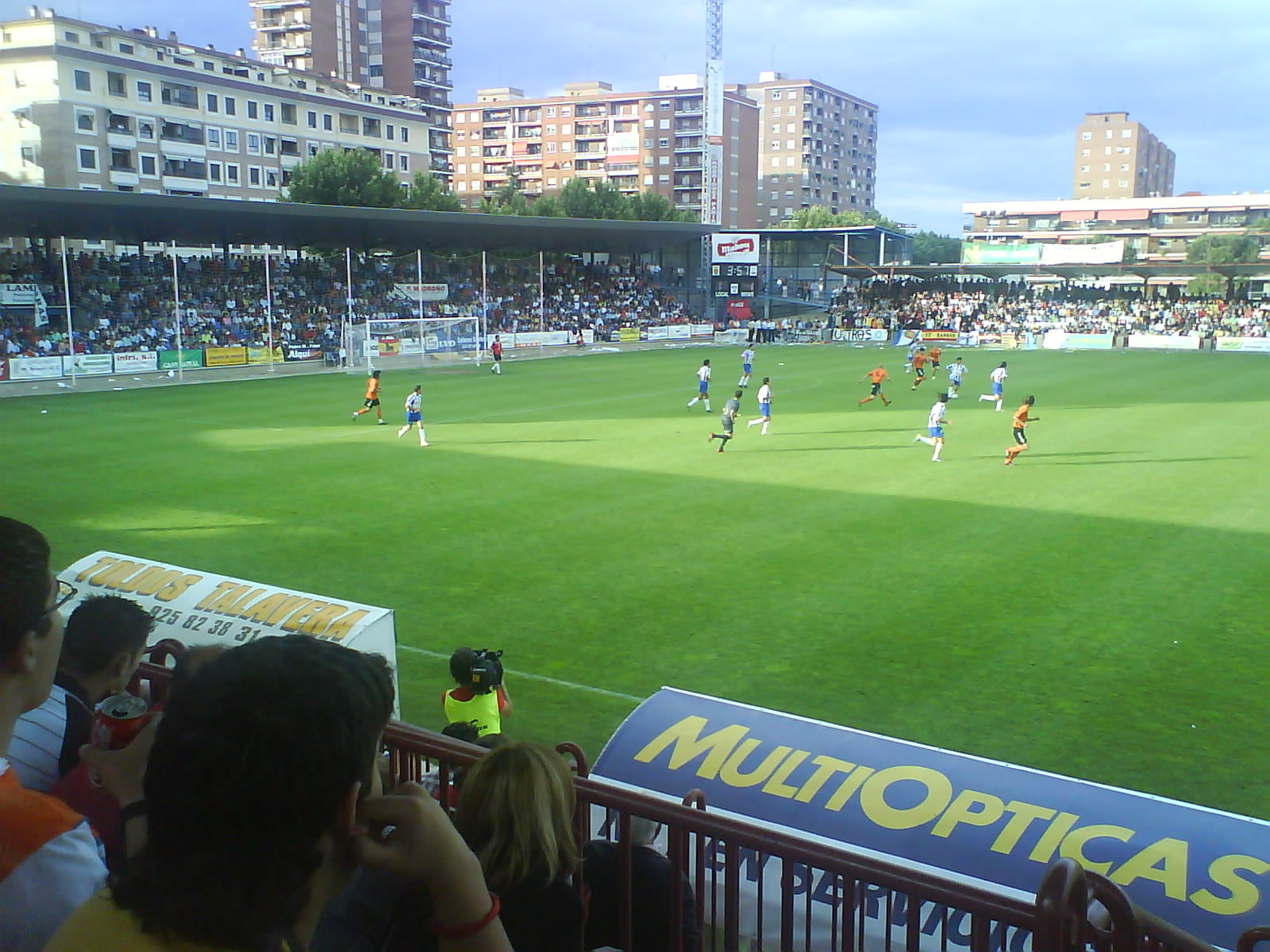
Estadio Municipal El Prado

- Campo de fútbol del barrio de Santa María

Existen actualmente cuatro polidepotivos municipales:
- Polideportivo Primero de Mayo
- Polideportivo Puerta de Cuartos
- Polideportivo Roberto Molina

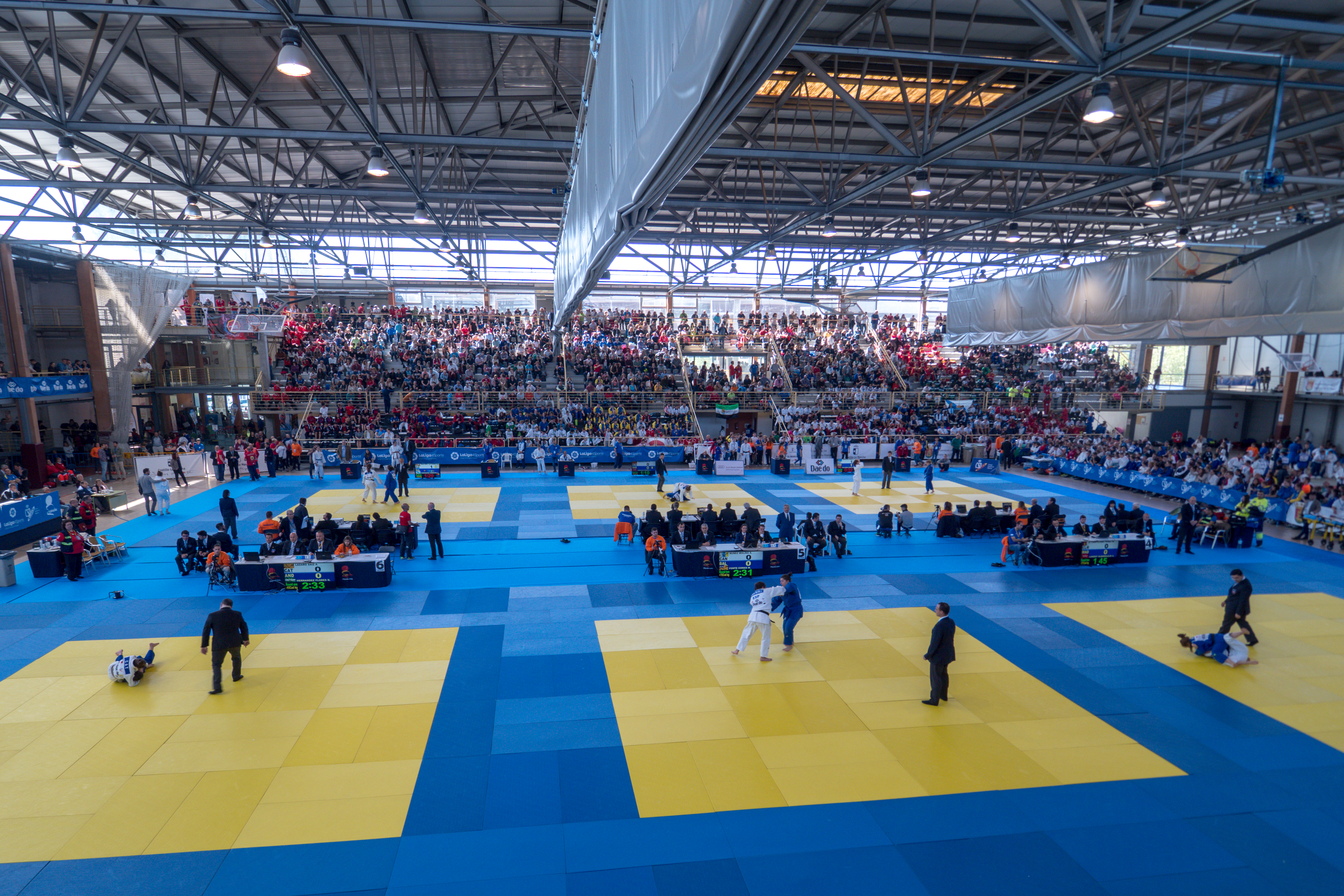
Celebración del Campeonato de España de Judo en edad escolar de 2018 en el complejo deportivo José Ángel de Jesús Encinas

- Polideportivo José Ángel de Jesús Encinas

Este polideportivo cuenta con una piscina, climatizada en invierno y al aire libre en verano y un circuito de BMX. Se trata del polideportivo más grande de Castilla-La Mancha.
- Piscina municipal José Ángel de Jesús Encinas
- Piscina municipal La Piedad
- Piscina municipal La Alameda
- Piscina municipal Patrocinio
- Piscina municipal Barrio Santa María
- Piscina municipal El Prado Climatizada

Junto al río Tajo, al sureste de la ciudad está situada la Ciudad Deportiva, que cuenta con varios campos de fútbol además de pistas de tenis, pádel, frontón, pista de atletismo y de rugby y un velódromo. En esta zona está planeado un complejo deportivo privado que conste de spa, gimnasio y varias pistas de pádel que aumenten la oferta deportiva de la ciudad.
Hay que añadir además que algunos parques de la ciudad disponen también de campos de fútbol (parque de la Alameda) o de baloncesto (parque Roma y parque Europa) y que sirven a los numerosos practicantes de footing que hay en la ciudad. En este sentido, todas las zonas verdes que rodean el margen del río y el ya mencionado Cordel de las Merinas, que comunica la ciudad con el río Alberche, son zonas aptas para la práctica de este deporte.
Otro deporte en auge en la ciudad es el pádel, por lo que son ya varios los centros privados que han incorporado esta disciplina a su oferta.
El club de tenis Ciudad de la Cerámica, situado en la ciudad deportiva consta de 4 pistas de tenis, que se suman a las ya existentes en los aledaños del campo municipal de El Prado.
También a las afueras, al otro lado del río Tajo, se encuentra el circuito de motocross municipal Cerro Negro-Carlos Martínez Zorita, que alberga pruebas del Mundial de Motocross y del Campeonato de España de Motocross, amén de otras pruebas como el Autocross.

### Medios de comunicación

#### Prensa
Existen dos semanarios con sede en la ciudad y cuya principal información es la de la ciudad de Talavera, además de la comarcal, provincial, nacional e internacional. Se trata de La Voz del Tajo y La Voz de Talavera. Los diarios ABC y La Tribuna tienen secciones dedicadas a la Ciudad.

#### Radio
Las principales emisoras de radio nacionales tienen sede en Talavera, tales como la Cadena Cope, la Cadena Ser, Onda Cero o Radio Nacional de España. Además la ciudad también cuenta con sedes de emisoras regionales como Radio Castilla-La Mancha o la radio del Arzobispado de Toledo.

#### Televisión
Talavera llegó a tener un canal local de televisión llamado TeleSiete, actualmente inactivo. Debido a la localización de la ciudad, en algunas hogares se pueden ver canales extremeños, castellano-leoneses y madrileños, todos estos sumados a los canales provinciales como TeleToledo o los regionales como Castilla-La Mancha Media.

## Ciudades hermanadas
- Bron, Francia[248]
- Santiago del Estero, Argentina
- Faenza, Italia[248]
- Puebla de Zaragoza, México[248]
- Plasencia, España[248]
- Talavera de la Reyna, Perú[248]
- Daira de Güelta, Sahara Occidental[248]
- La Serena, Chile
- Villa Allende, Argentina[248]